# Arquitectura de Valladolid

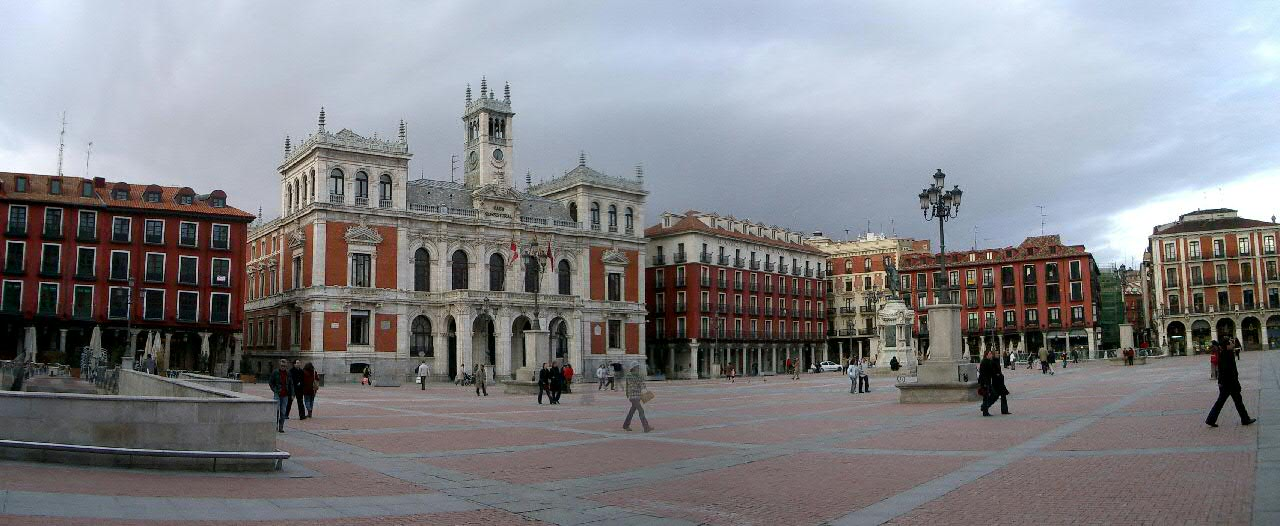
La reconstrucción del entorno de la plaza Mayor de Valladolid constituye un hecho excepcional en el siglo. El proyecto de Francisco de Salamanca supone la puesta en práctica de concepciones del urbanismo moderno por primera vez en España. Hoy en día se conservan numerosos palacios, iglesias y residencias del estilo renacentista de esa época.

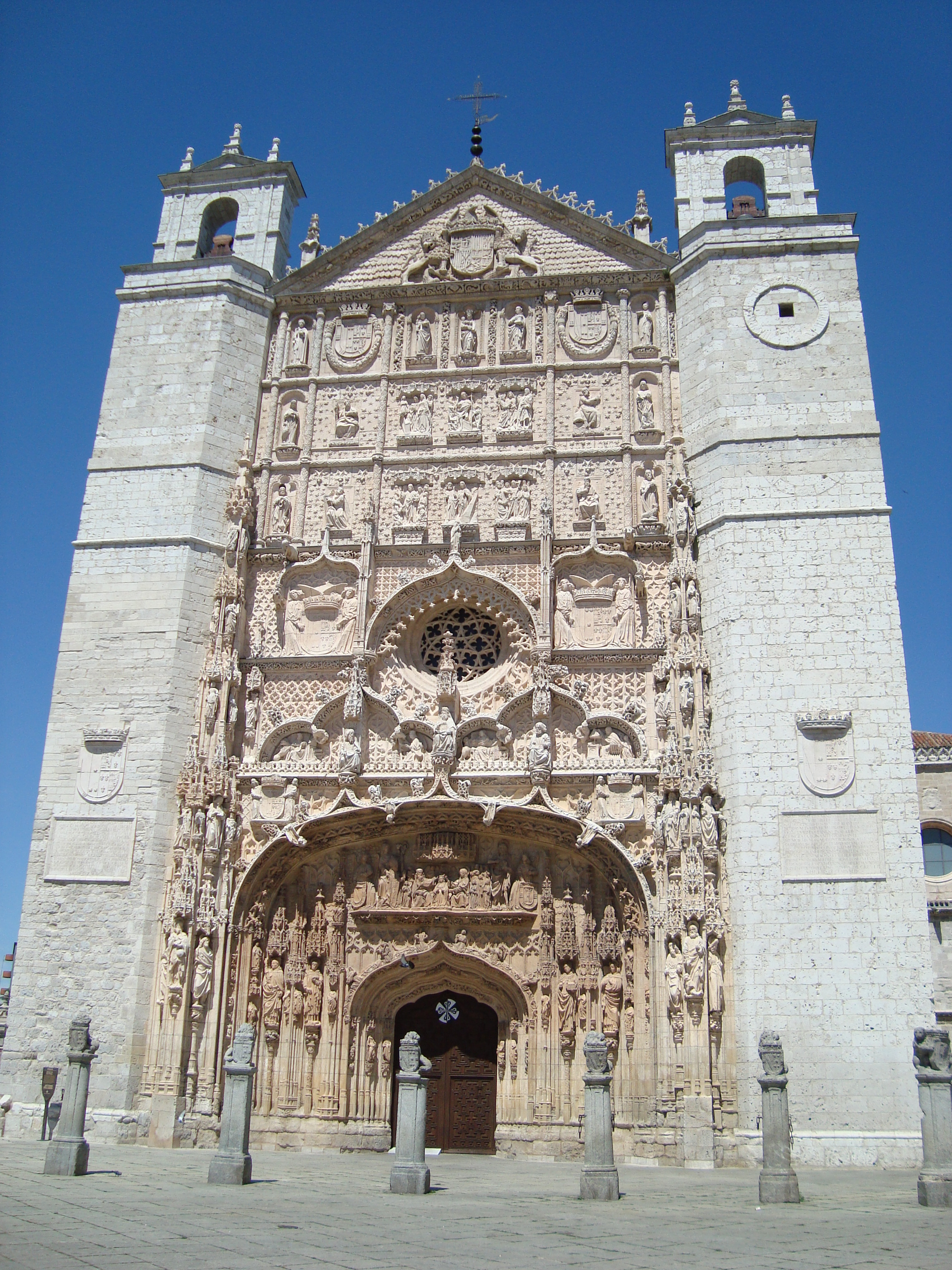
La iglesia de San Pablo (1445-1616), ejemplo de arquitectura gótica con elementos renacentistas, es uno de los edificios más representativos de la ciudad.

Valladolid tiene una riqueza monumental de gran valor arquitectónico y turístico en la que destacan una serie de monumentos, tanto civiles como religiosos. La arquitectura de Valladolid ha tenido una evolución paralela a la española, y ha seguido de forma diversa las múltiples tendencias que se han ido produciendo en el contexto de la historia del arte occidental. 
La arquitectura de Valladolid refleja la evolución desde que era una pequeña villa en la Edad Media hasta que llegó a convertirse en la capital del Imperio español en la Edad Moderna, tras lo que vino una caída poblacional que no se revirtió hasta en el siglo XIX con la llegada del ferrocarril a la localidad (1864) y que aumentó enormemente en la segunda mitad del siglo XX (décadas de los años 50, 60 y 70) en los que se produjo en España la emigración del campo a la ciudad, y en concreto en Valladolid la instalación de fábricas en polígonos industriales. A partir de ese momento, aunque la ciudad sigue creciendo, en especial hacia el sur y el este, ese ritmo se ralentizará bastante porque el crecimiento demográfico y urbanístico se trasladará a localidades de los alrededores como Arroyo de la Encomienda, Boecillo, La Cistérniga, Laguna de Duero, Santovenia de Pisuerga y Zaratán. El siglo XXI continuará con esta tendencia.

## Estilos arquitectónicos
Valladolid fue repoblada por el conde Pedro Ansúrez en el año 1072. Por lo tanto, perdidos los vestigios vacceos, romanos, visigodos y árabes, los edificios más antiguos conservados provienen de la Edad Media.

### Edad Media (476-1492)

#### Románico (siglosXI-XII)
Cuando el conde Pedro Ansúrez llegó en el año 1072 como señor y gobernador de Valladolid ya existían dos parroquias, la (iglesia de San Miguel y la de San Julián, ambas ya desaparecidas), y un recinto defensivo insignificante (la muralla de Valladolid más bien era una cerca o una empalizada de escasa altura). Poco después se empezaron a levantar edificios como la iglesia de Santa María La Antigua (1088, aunque luego ha sufrido modificaciones durante siglos, hasta el XX) y la torre de la iglesia de San Martín (siglo XII-1621, aunque quitando la torre el resto del edificio fue reconstruido en 1588).

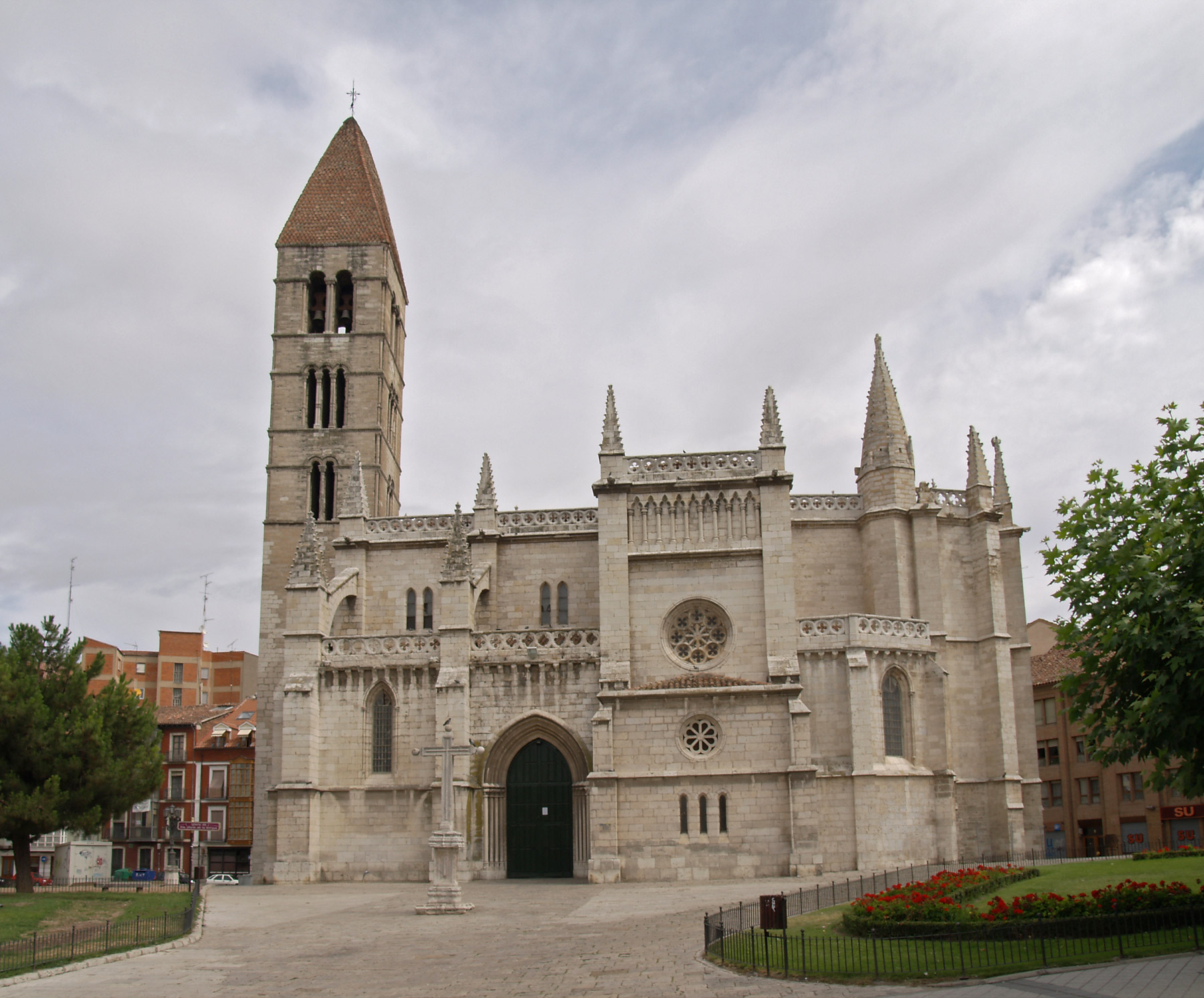
Iglesia de Santa María La Antigua (1088-1952)
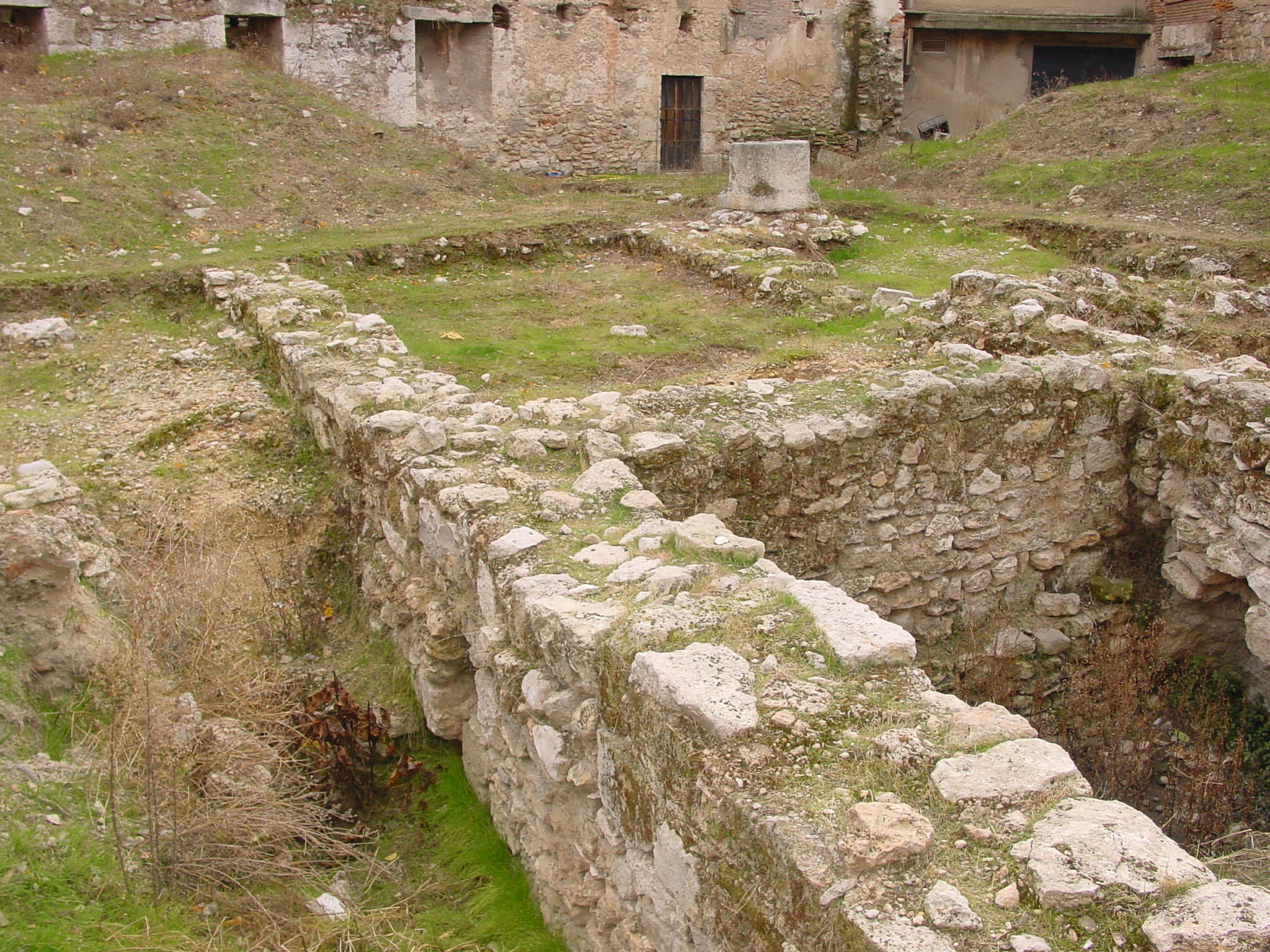
Restos de la muralla de Valladolid (siglo XII)
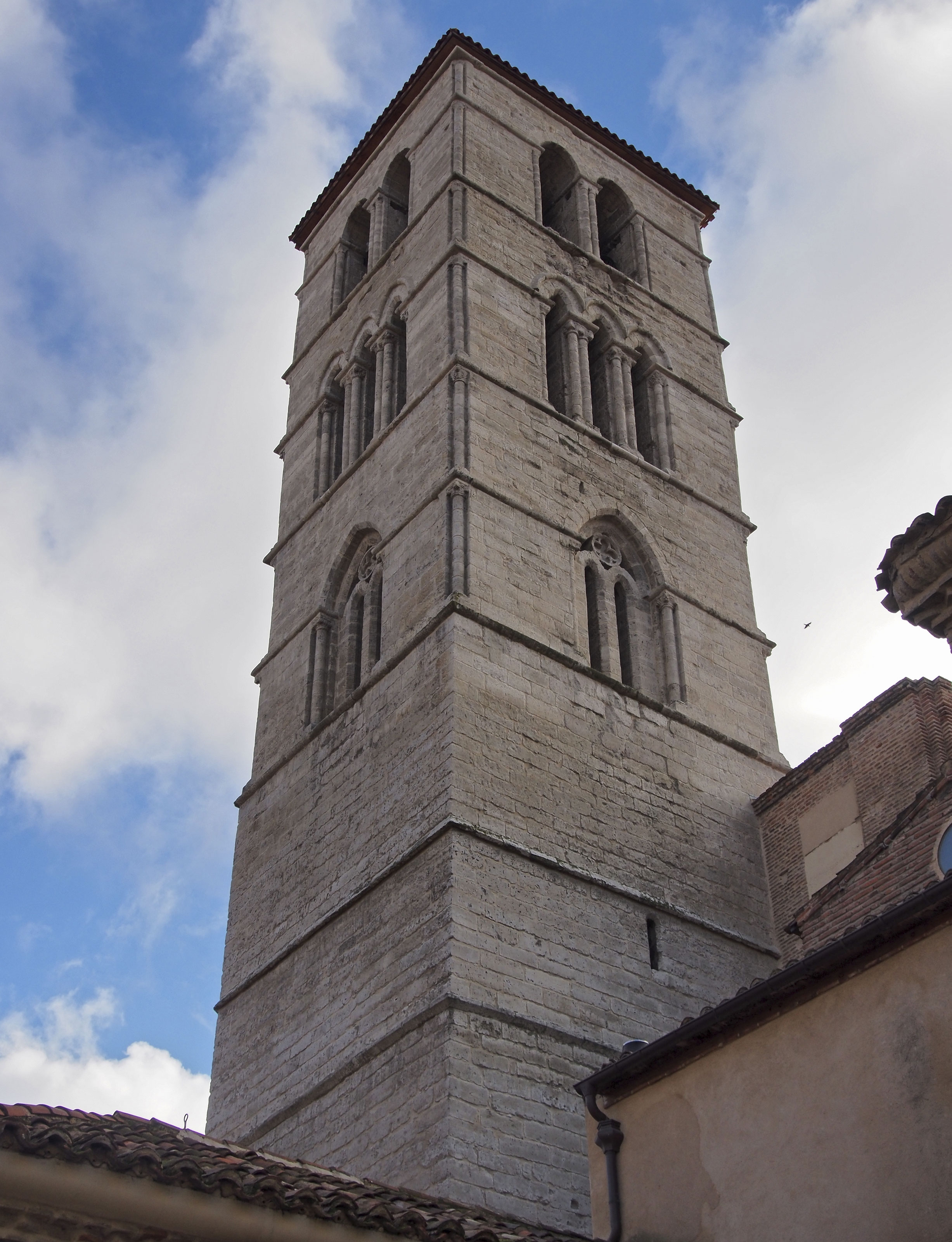
Torre de la iglesia de San Martín (s.XII)
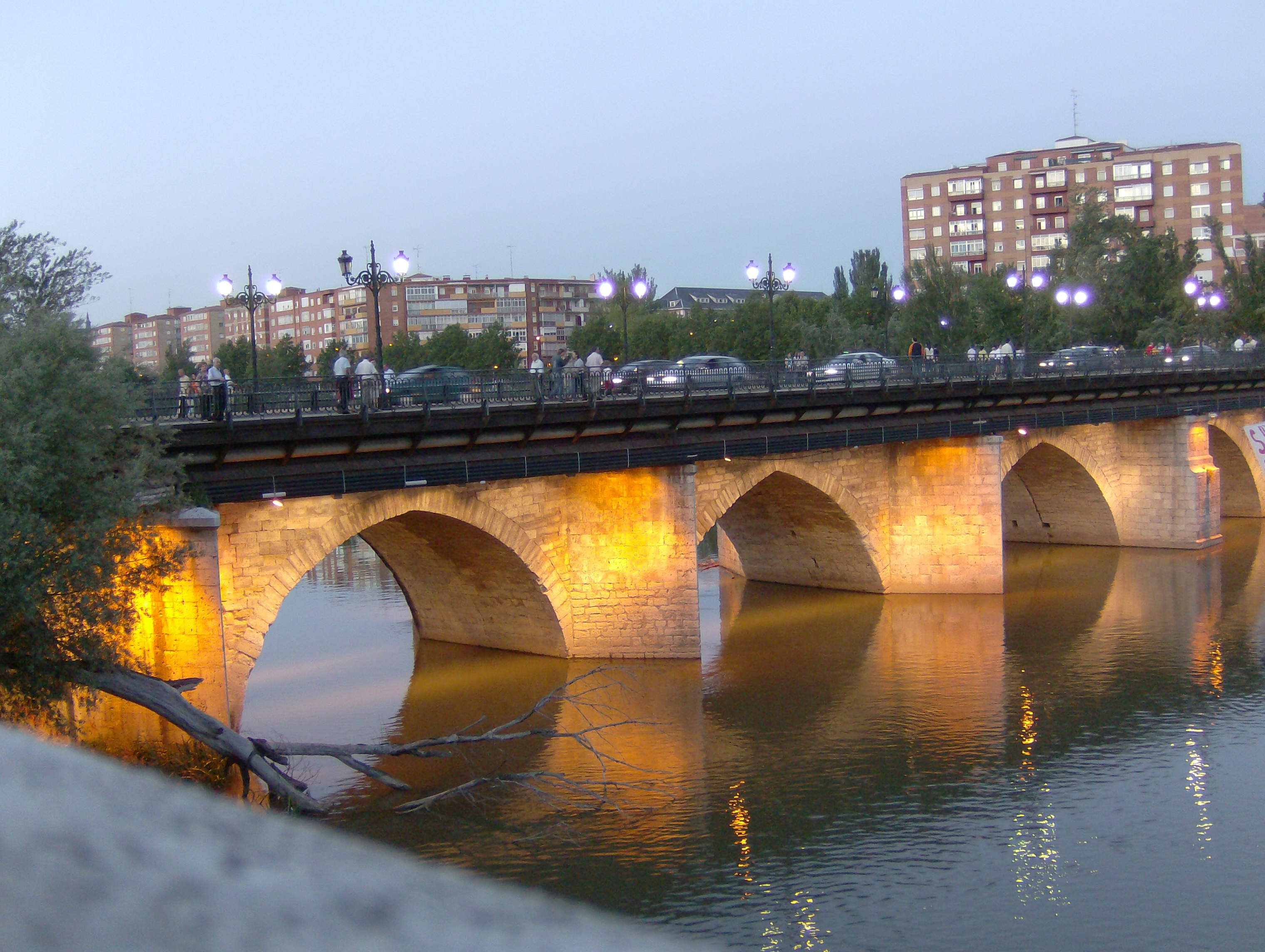
Puente Mayor de Valladolid (probablemente s.XIII)

#### Gótico (siglosXII-XV)
La plaza de San Pablo va ganando importancia rápidamente como uno de los principales puntos neurálgicos de la ciudad (entonces estaba en el límite del norte de la ciudad), llegándose a construir varios edificios destacables que se conservan hoy en día como la iglesia de San Pablo (1445-1616) y a su lado el Colegio de San Gregorio (1488-1496), sede actual del Museo Nacional de Escultura. Otros edificios se construyeron en caminos directos hacia la plaza como la iglesia de Santa Clara de Asís (1249-1742, que estaba extramuros) o la Colegiata de Santa María la Mayor (derruida casi totalmente en el siglo XVII para dejar espacio a la construcción de la catedral). Muchos de estos edificios son del estilo llamado Gótico isabelino y tienen influencias y rasgos renacentistas. La iglesia de San Lorenzo (ss. XV-XX), en cuyo altar recibe culto la patrona de Valladolid (la Virgen de San Lorenzo), fue ampliamente remodelada en el siglo XX y solo se conservan, originales del siglo XV, la torre y parte de la fachada.

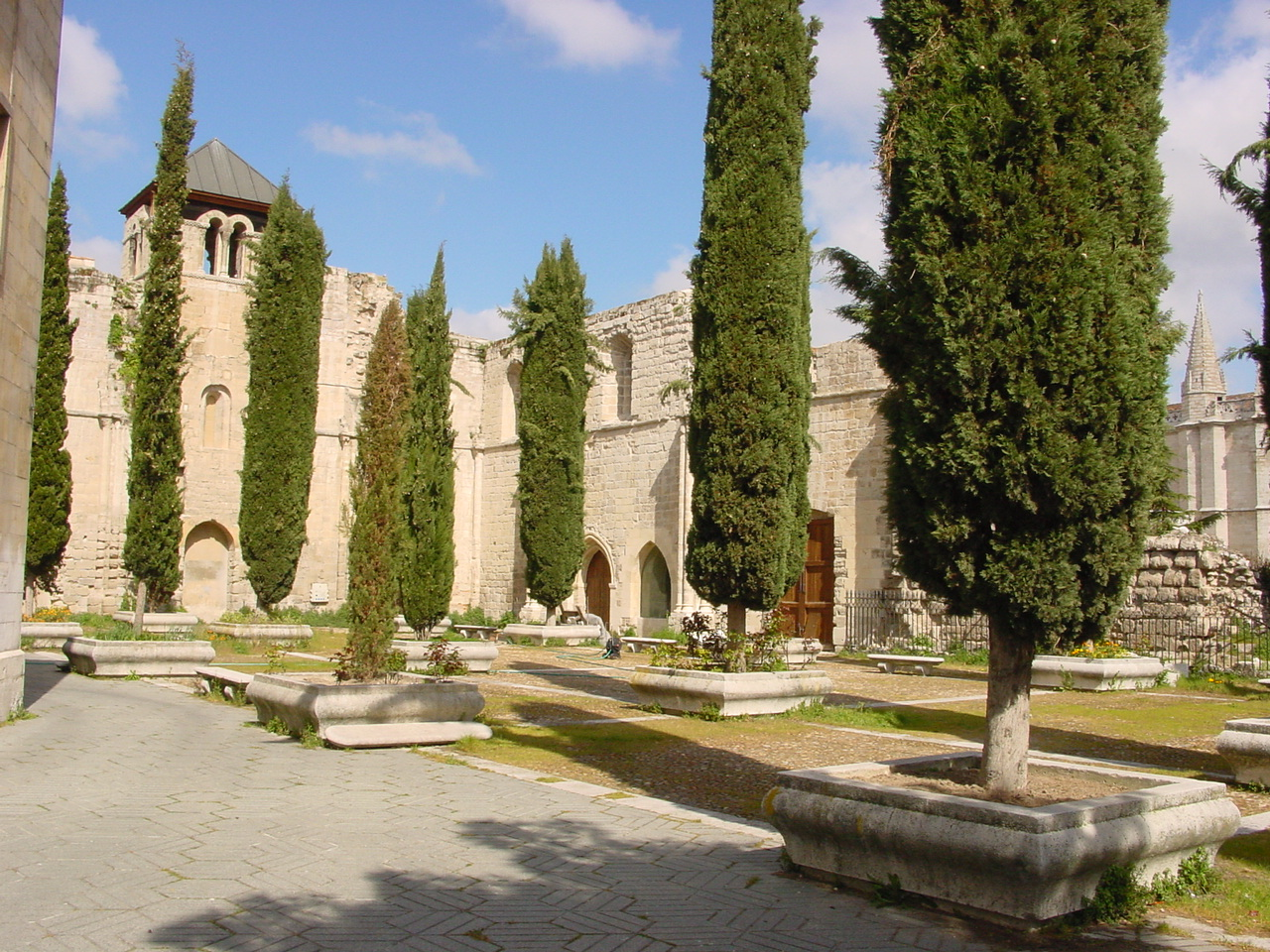
Restos de la Colegiata de Santa María la Mayor (1219-1230)
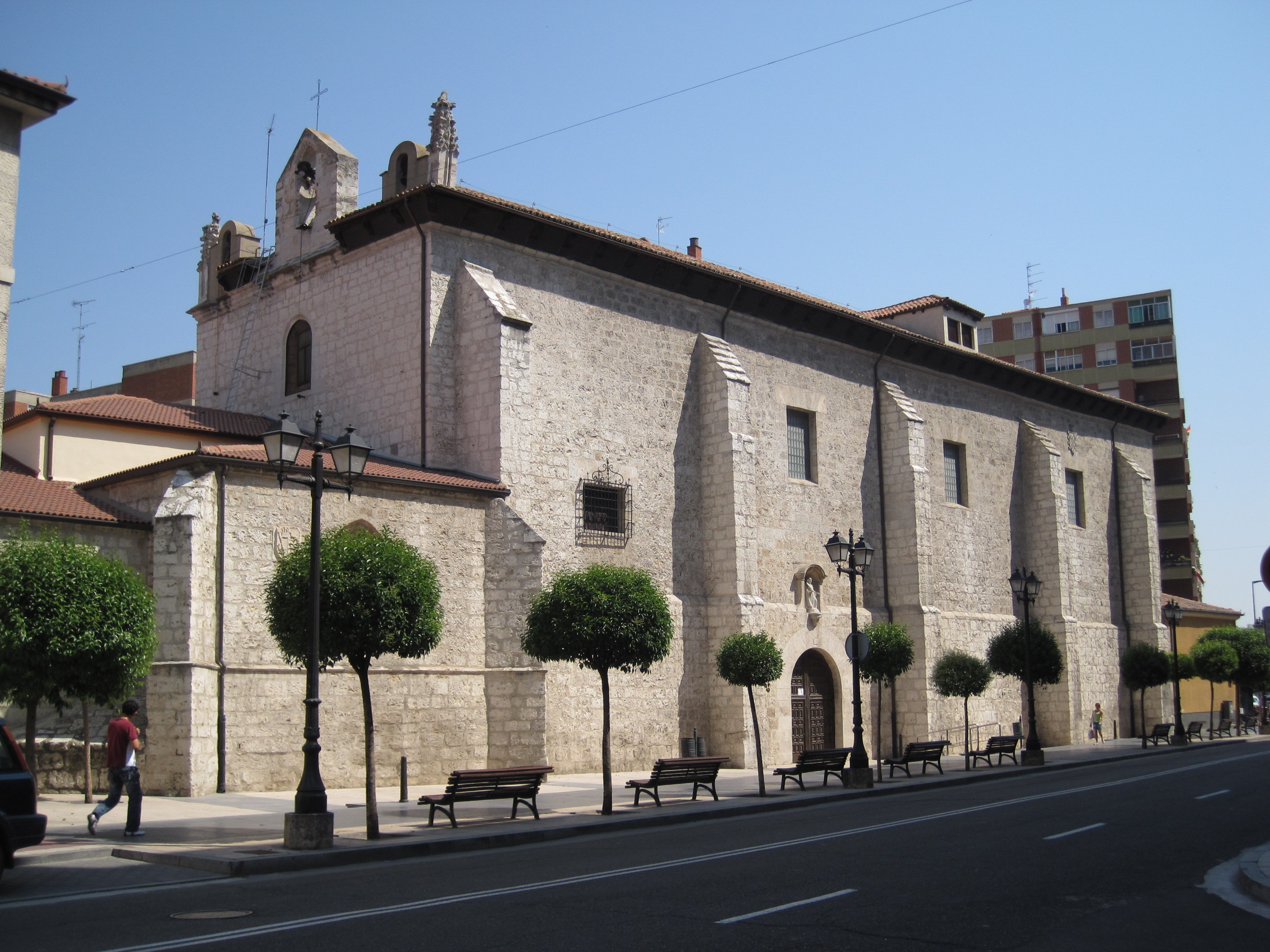
Iglesia de Santa Clara de Asís (1249-1742)
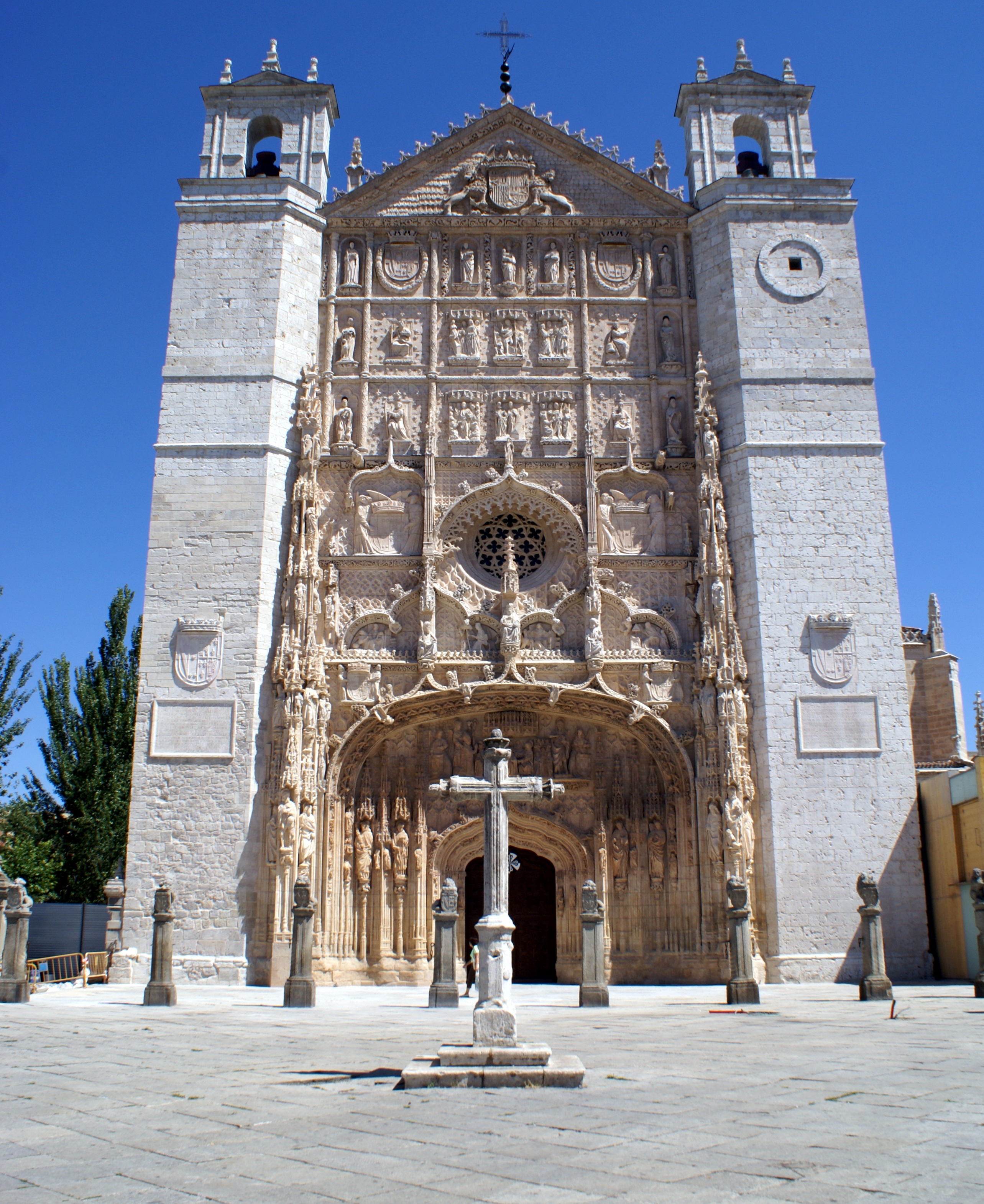
Iglesia de San Pablo (1445-1616)
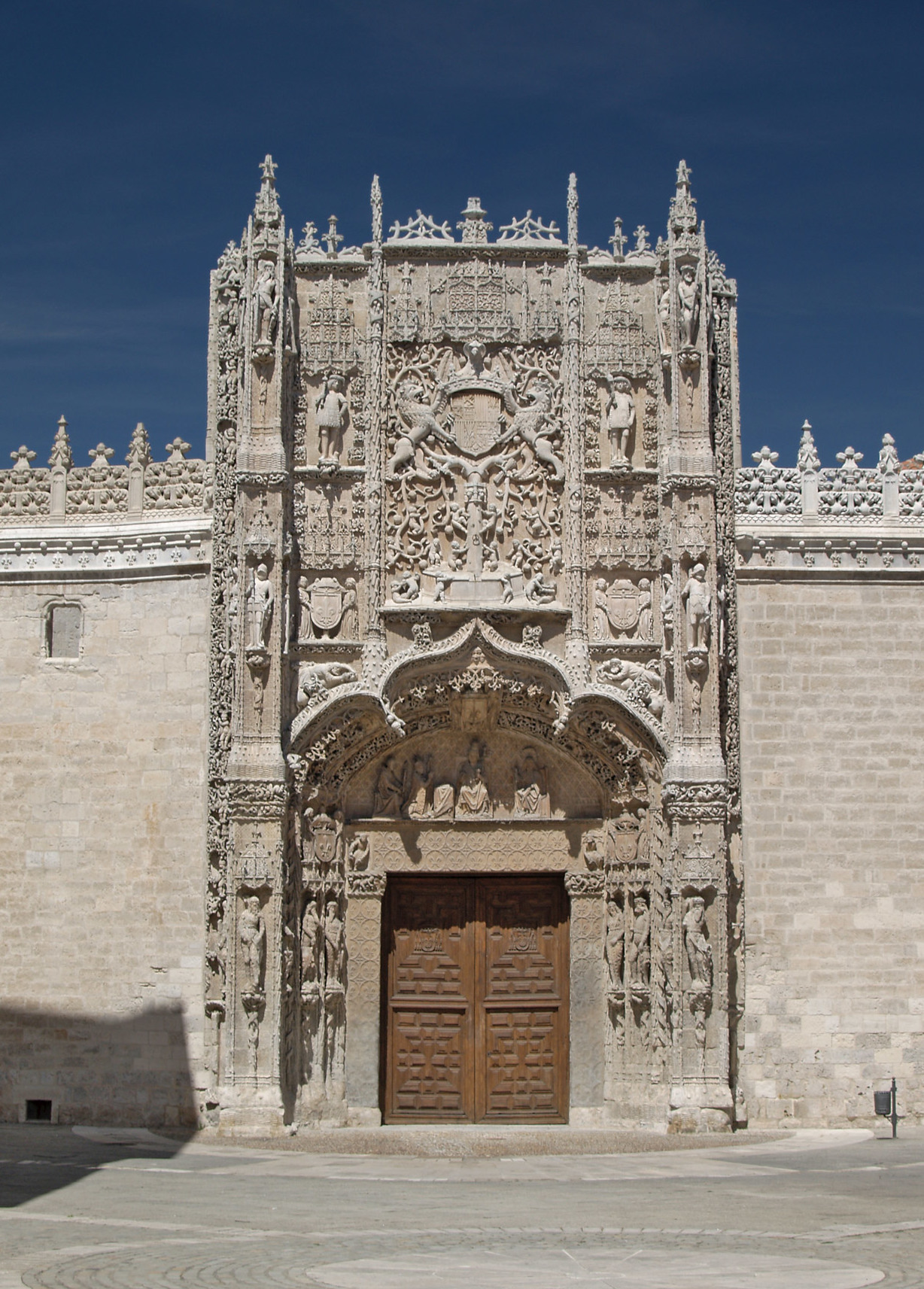
Colegio de San Gregorio (1488-1496)
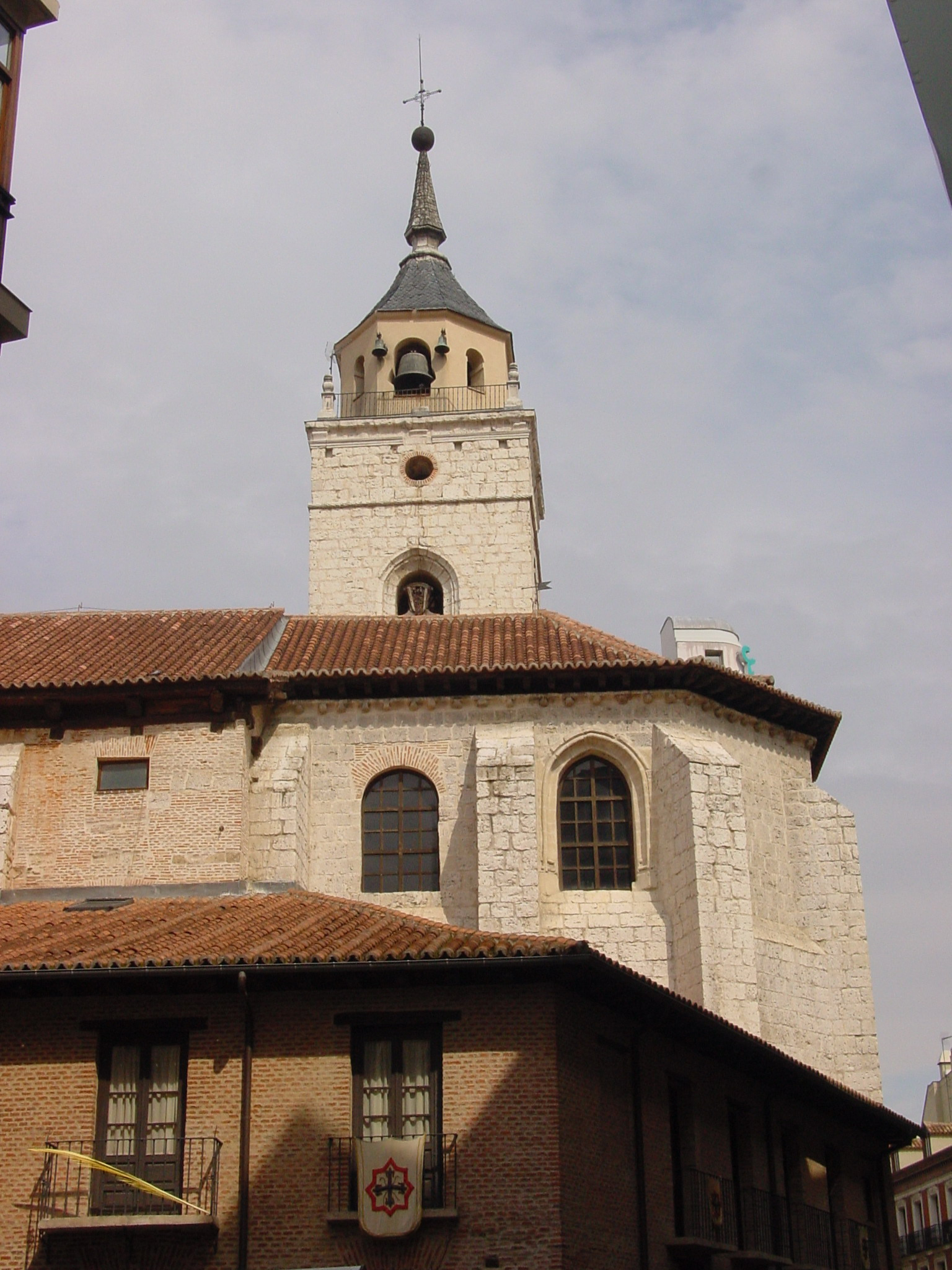
Iglesia de Santiago (ss.XV.-XVII)
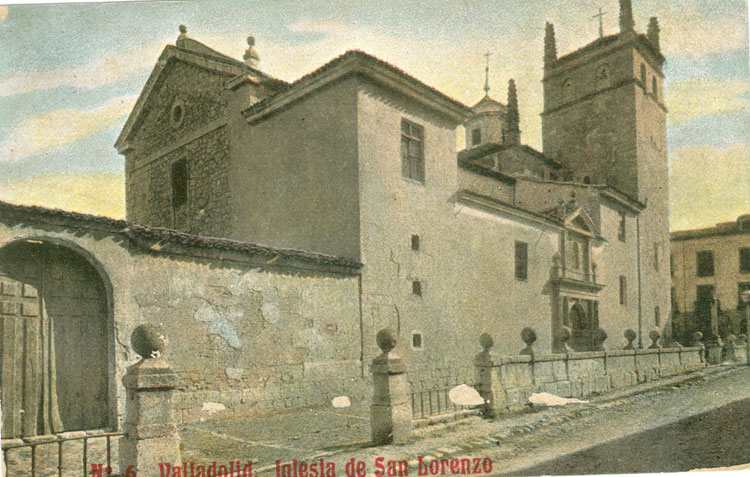
Iglesia de San Lorenzo (ss.XV-XX)

### Edad Moderna (1492-1789)

#### Renacimiento (siglosXV-XVII)

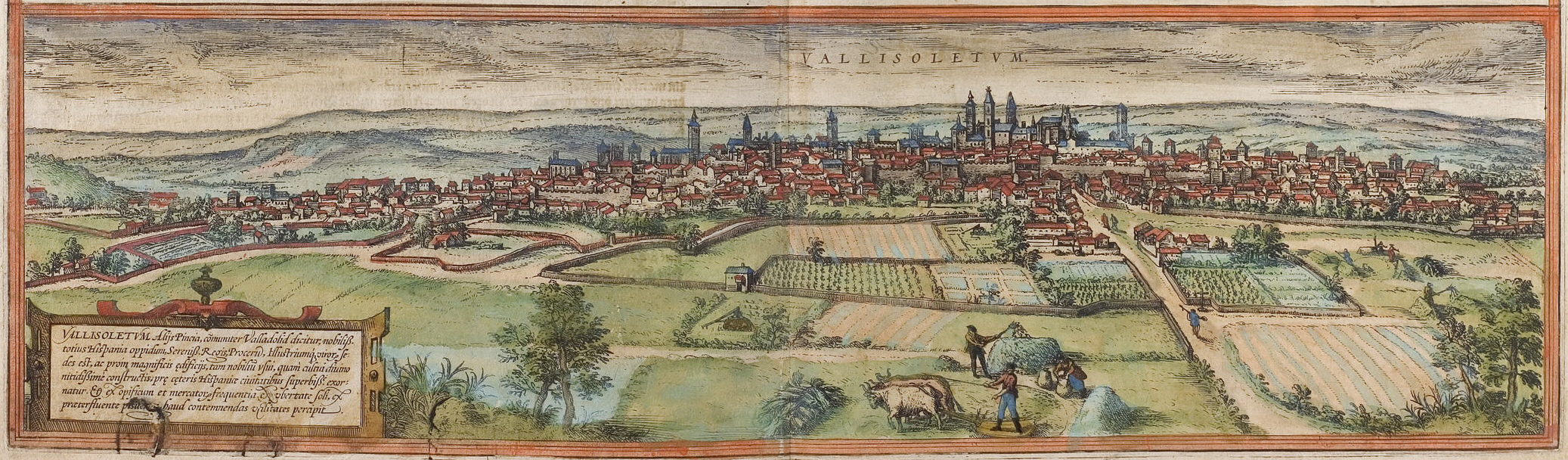
Grabado de Valladolid realizado en 1574 por Braun y Hogenberg, perteneciente a la obra Civitates orbis terrarum.

Es la época de esplendor de la ciudad, en la que se levantan numerosos edificios como palacios o iglesias. De hecho, el palacio de Santa Cruz (1486-1491) fue el primer edificio renacentista construido en España. Muchos de estos edificios, además, tienen mezcla de varios estilos como el Gótico, el Renacentista y el Barroco. El proyecto de construcción de la catedral de Valladolid (iniciado en 1595) es sin duda el más ambicioso de la época en la arquitectura de la ciudad y uno de los más representativos de este estilo en el país. Aún hoy el edificio no se ha acabado (se encuentra construida en un 40-45 %).
De nuevo, es la plaza de San Pablo las vías aledañas como uno de los lugares donde se construyen más edificios, palacios principalmente, como el palacio del Conde de Gondomar (1439-1540), el palacio de los Vivero (s.XV), palacio de Pimentel (s.XV), palacio de Villena (s.XVI), el palacio Real de Valladolid (s.XVI), el palacio del Licenciado Butrón (1565-1572), el palacio del Marqués de Valverde (s.XVI), la casa de los Arenzana (s.XVI), el palacio de Fabio Nelli (1576-final del mismo siglo), el palacio de los Condes de Benavente (1515-primera mitad mismo siglo), palacio de los Condes de Buendía (s.XV), el palacio arzobispal de Valladolid (s.XVI), de estilo Plateresco, el palacio de los Escudero-Herrera (s.XVI) y el palacio de los Villagómez (s.XVII). Había muchos más palacios que se perdieron durante los siglos XIX y XX por abandono o por la expansión urbanística que se produjo, provocando que Fernando Chueca Goitia afirmara que la destrucción del patrimonio histórico-artístico de Valladolid era «de nueve sobre diez». Además de los palacios se levantaron también numerosas iglesias renacentistas y conventos por toda la ciudad, destacando obviamente la catedral.
Palacios renacentistas de Valladolid

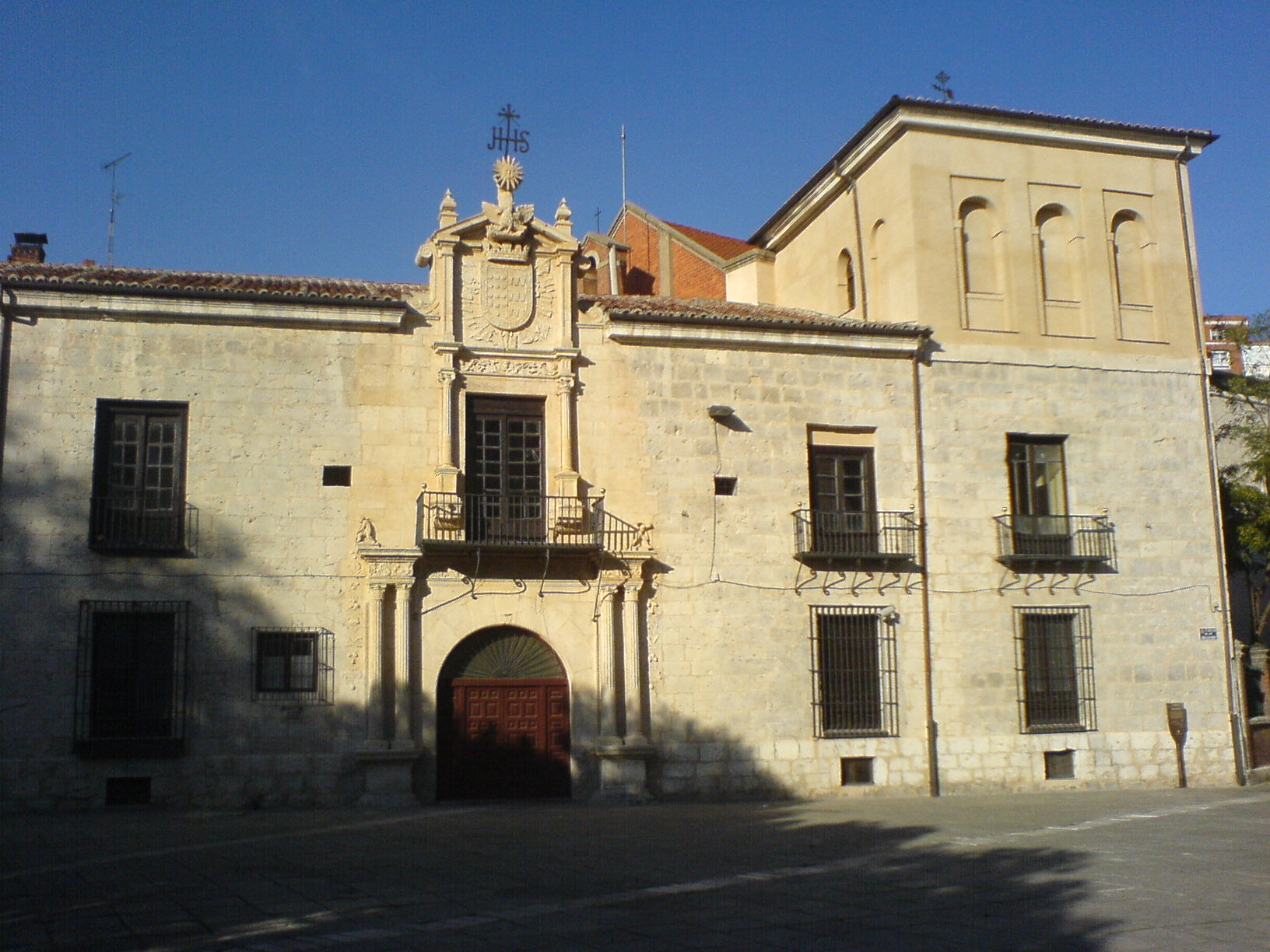
Palacio del Conde de Gondomar (1439-1540)
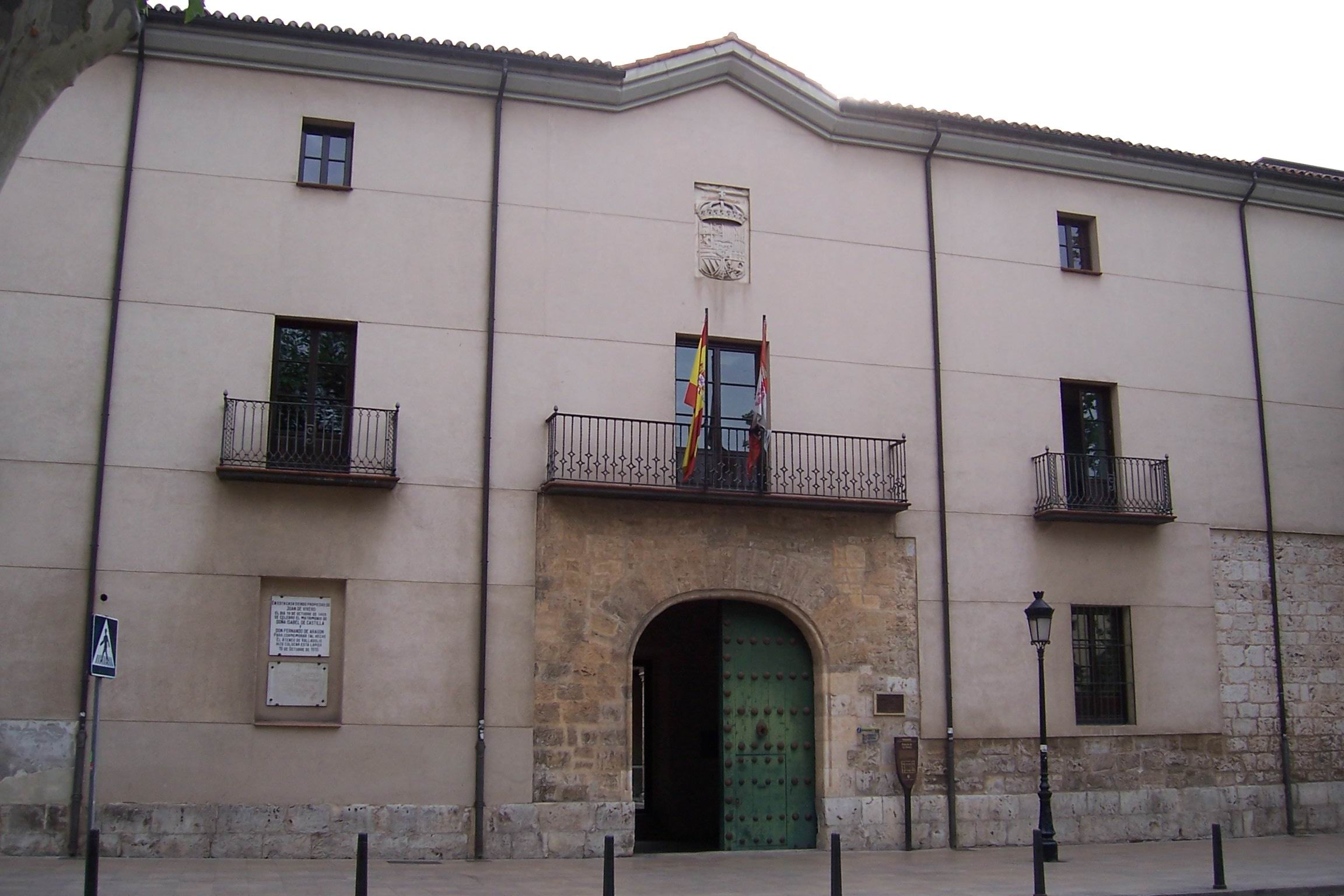
Palacio de los Vivero (s.XV)
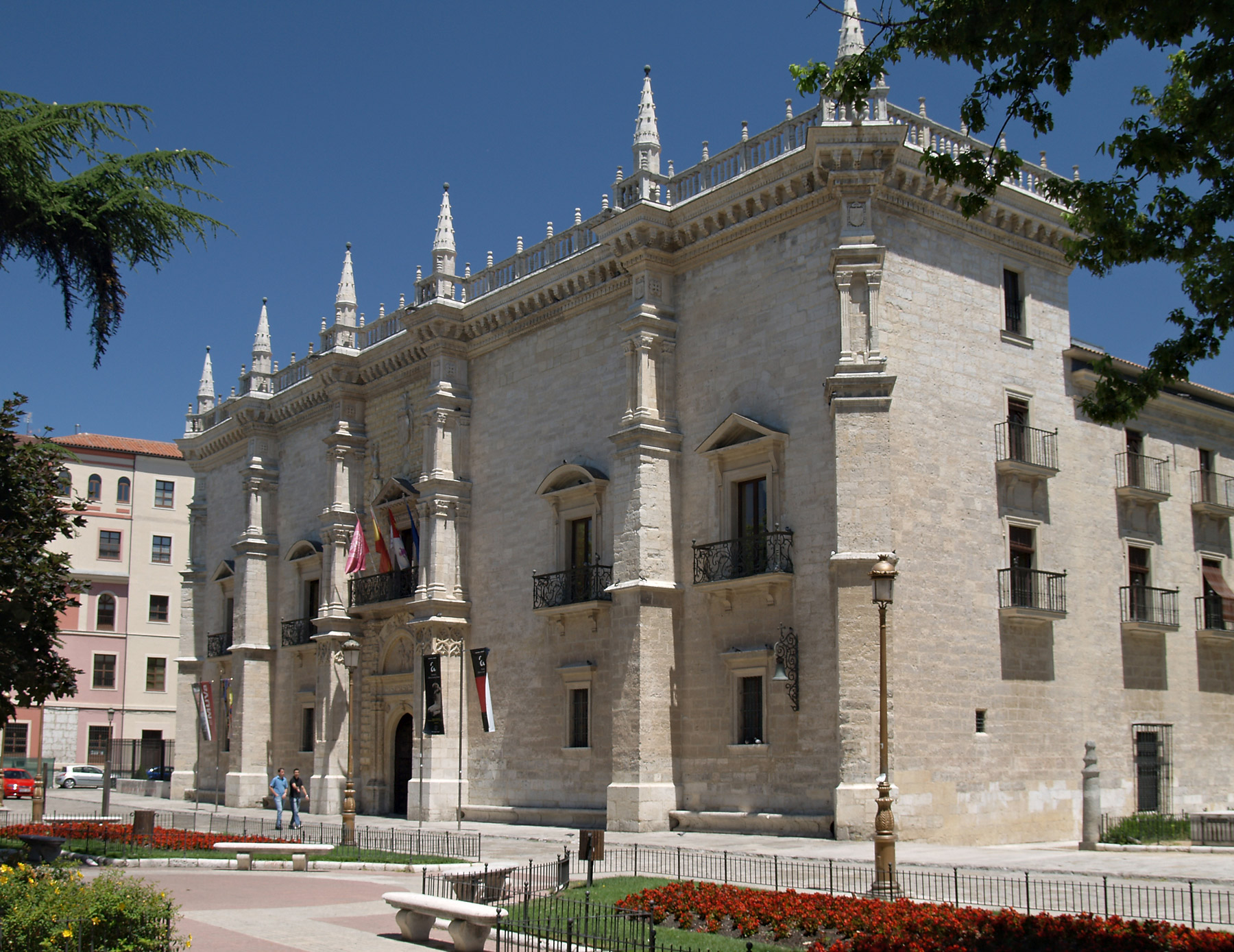
Palacio de Santa Cruz (1486-1491)
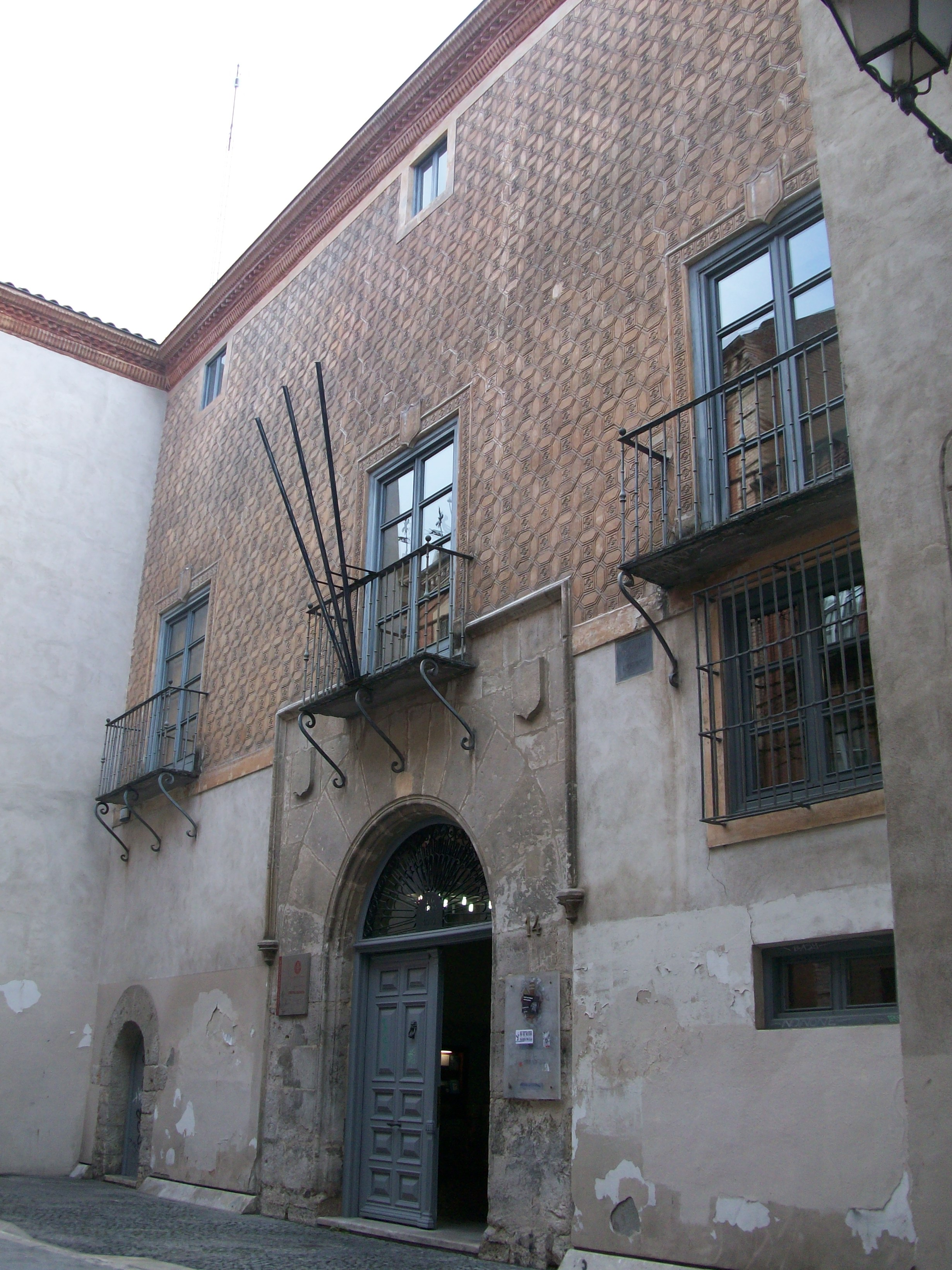
Palacio de los Condes de Buendía (s.XV)
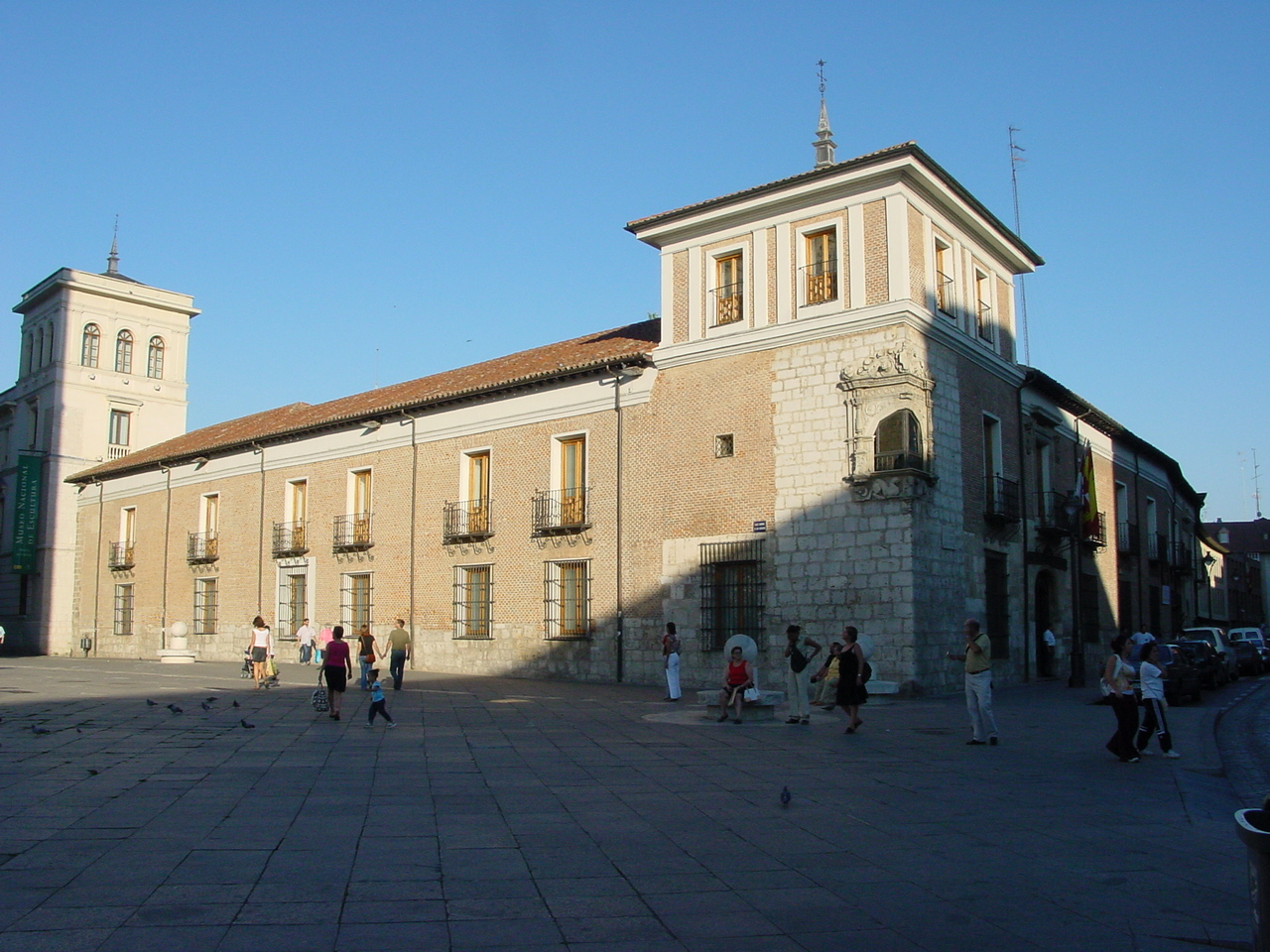
Palacio de Pimentel (s.XV)
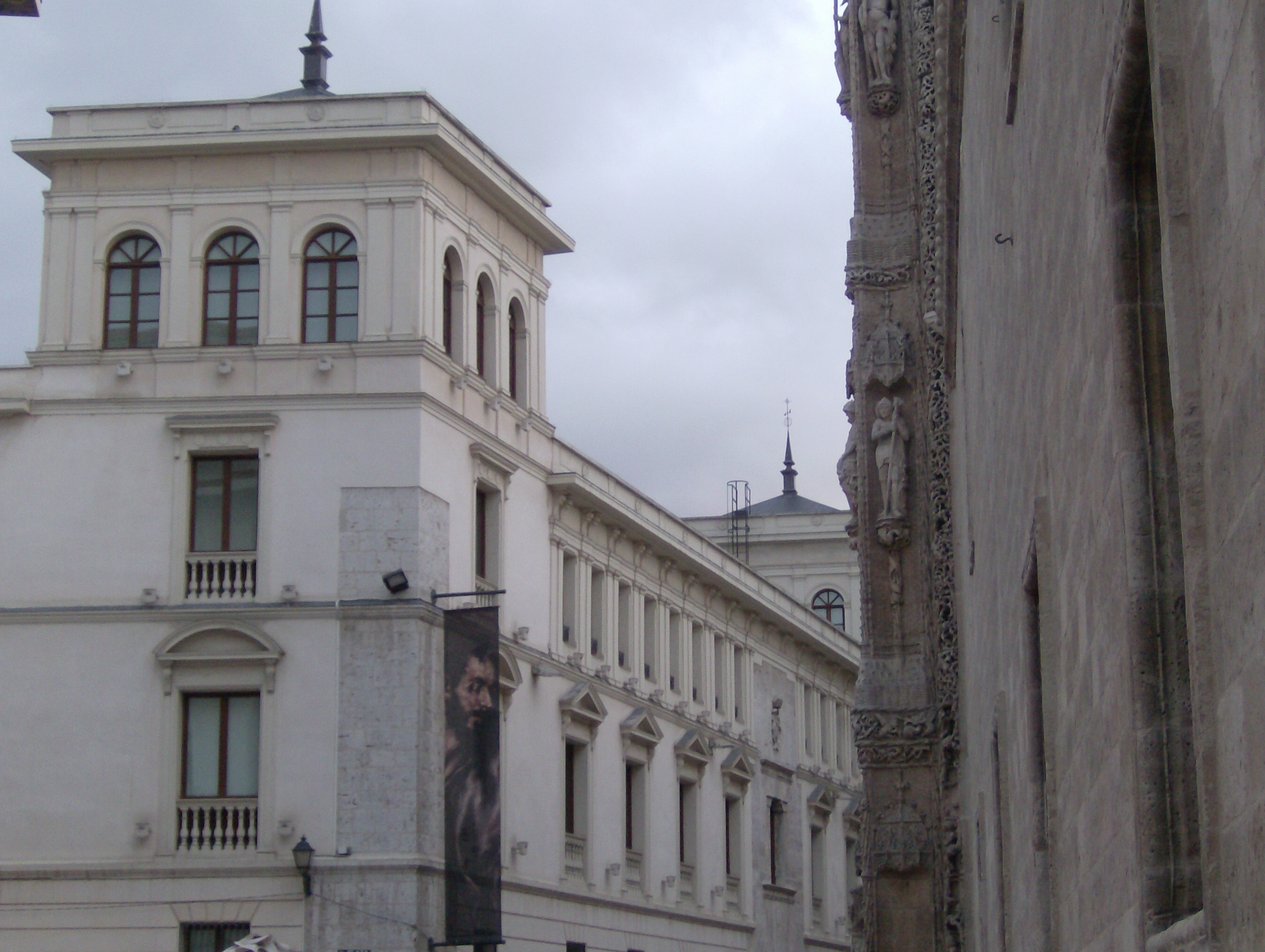
Palacio de Villena (s.XVI)
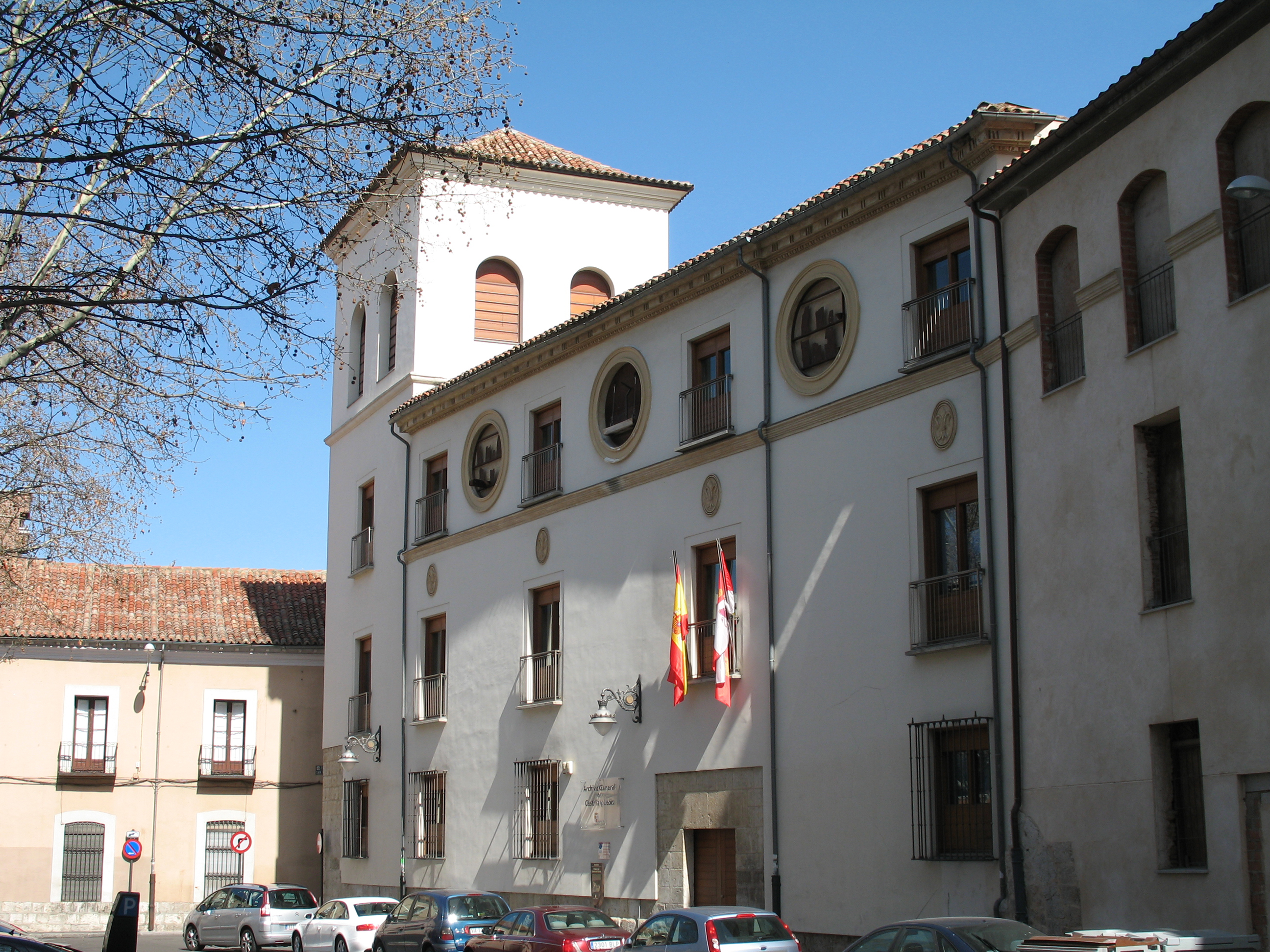
Palacio del Licenciado Butrón (1565-1572)
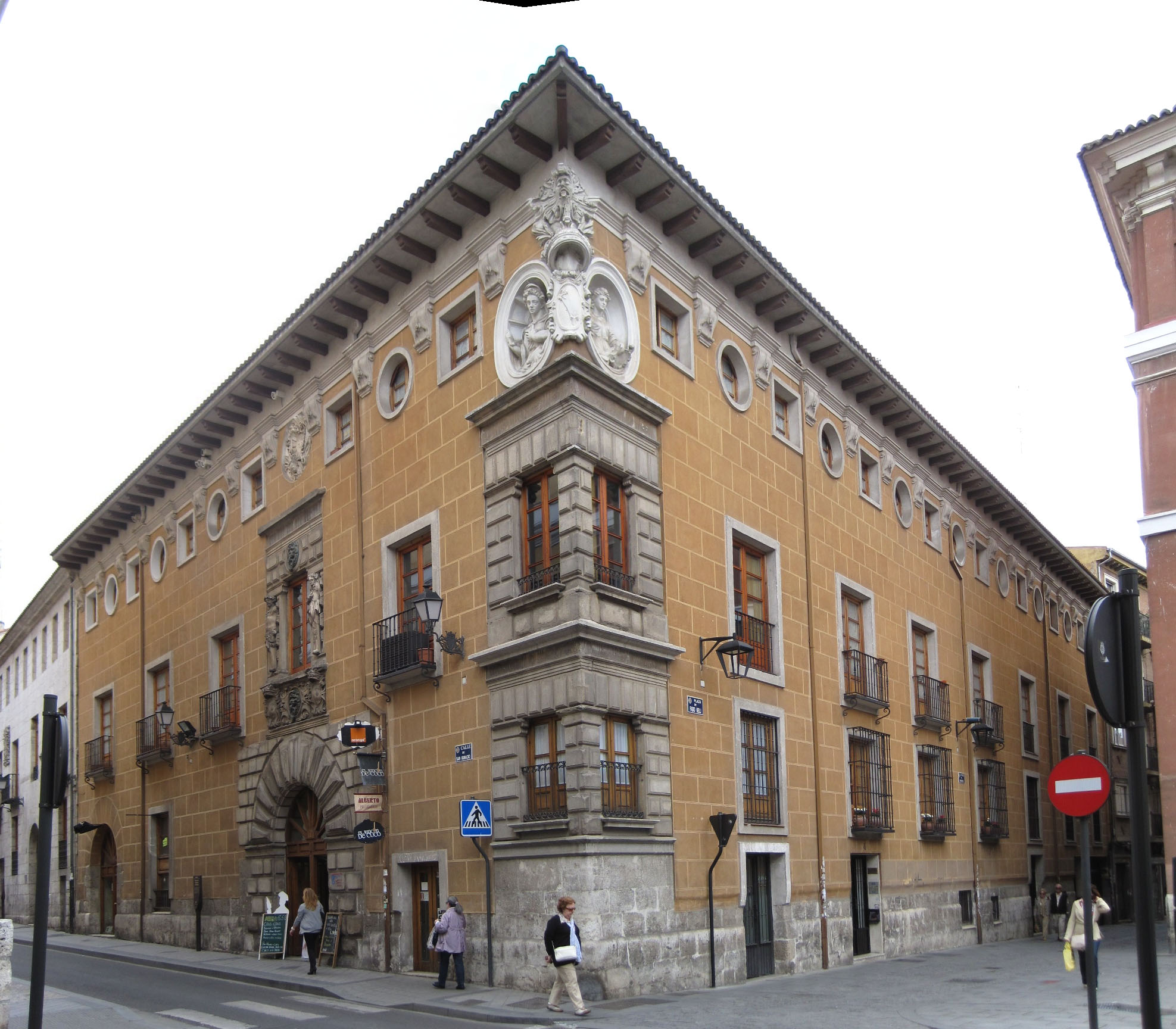
Palacio del Marqués de Valverde (s.XVI)
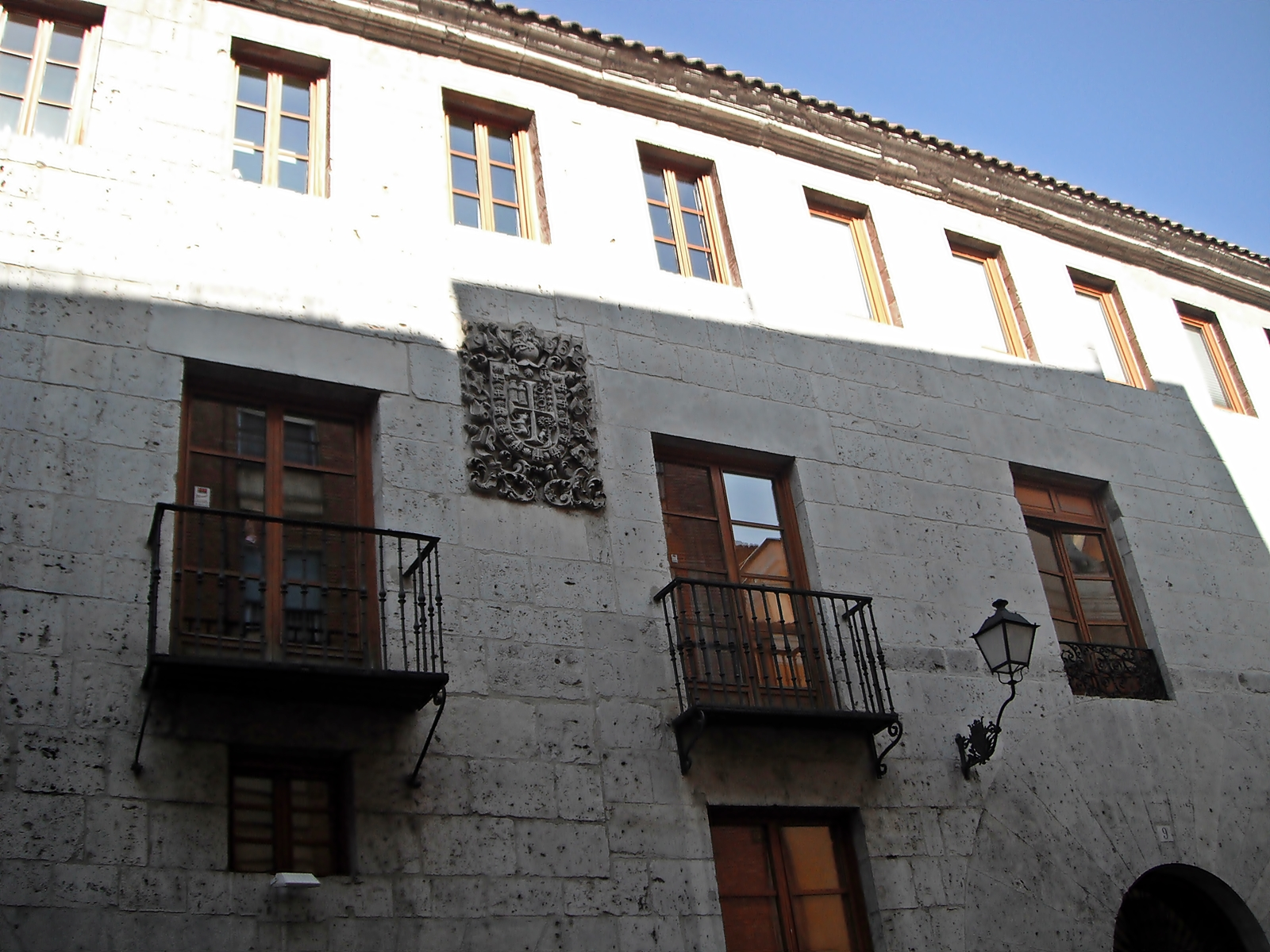
Casa de los Arenzana (s.XVI)
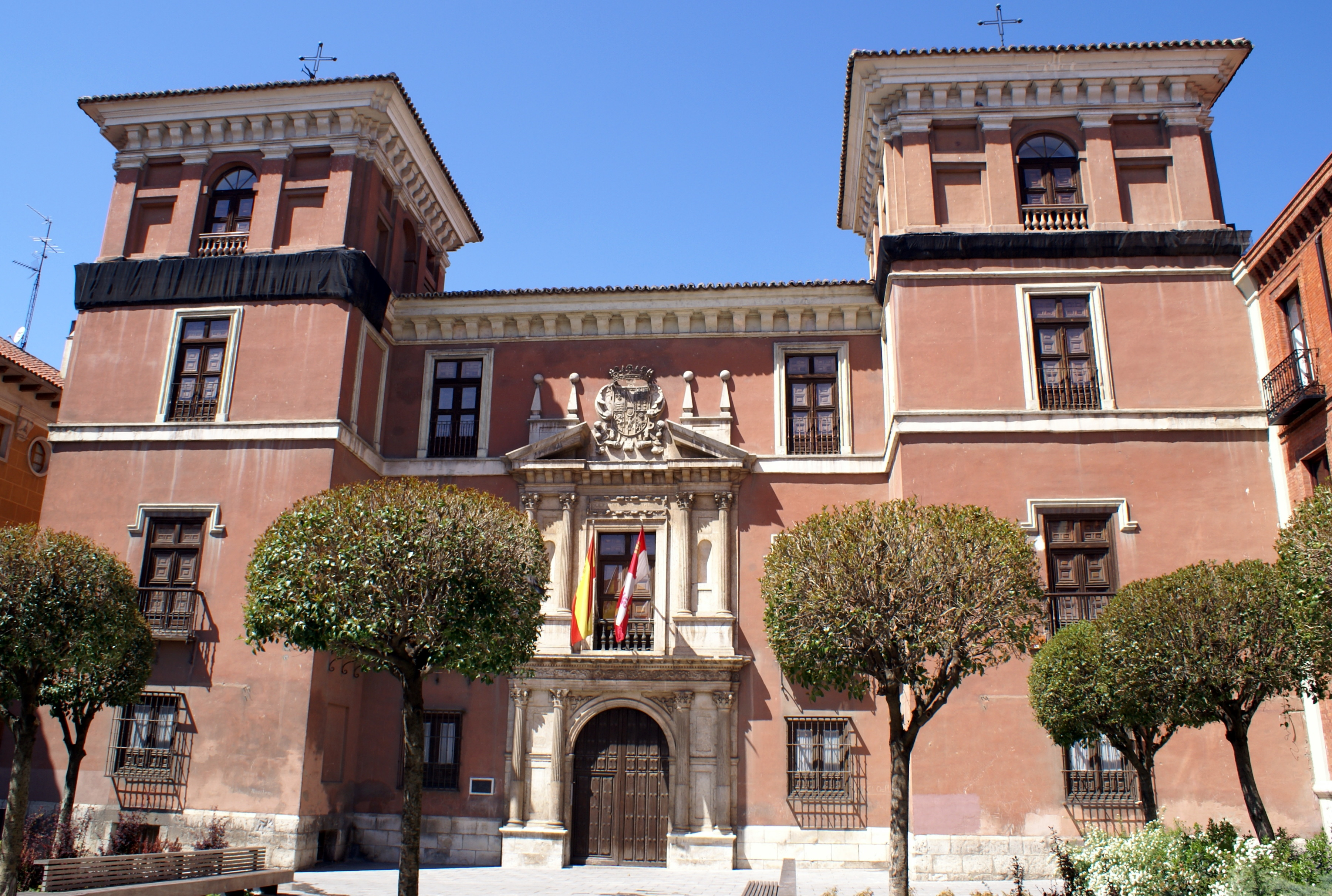
Palacio de Fabio Nelli (1576-final s.XVI)
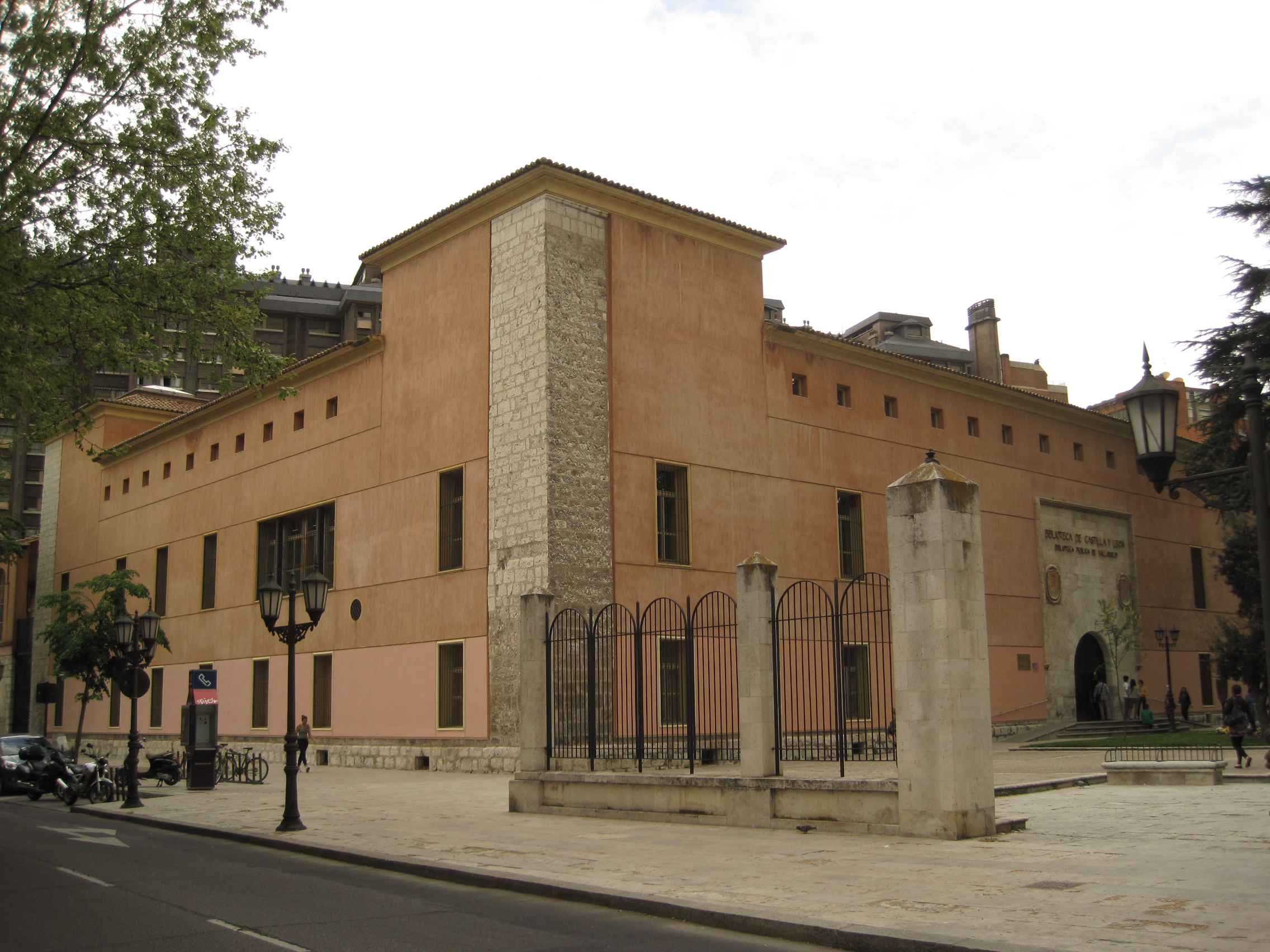
Palacio de los Condes de Benavente (1515-primera mitad mismo siglo)
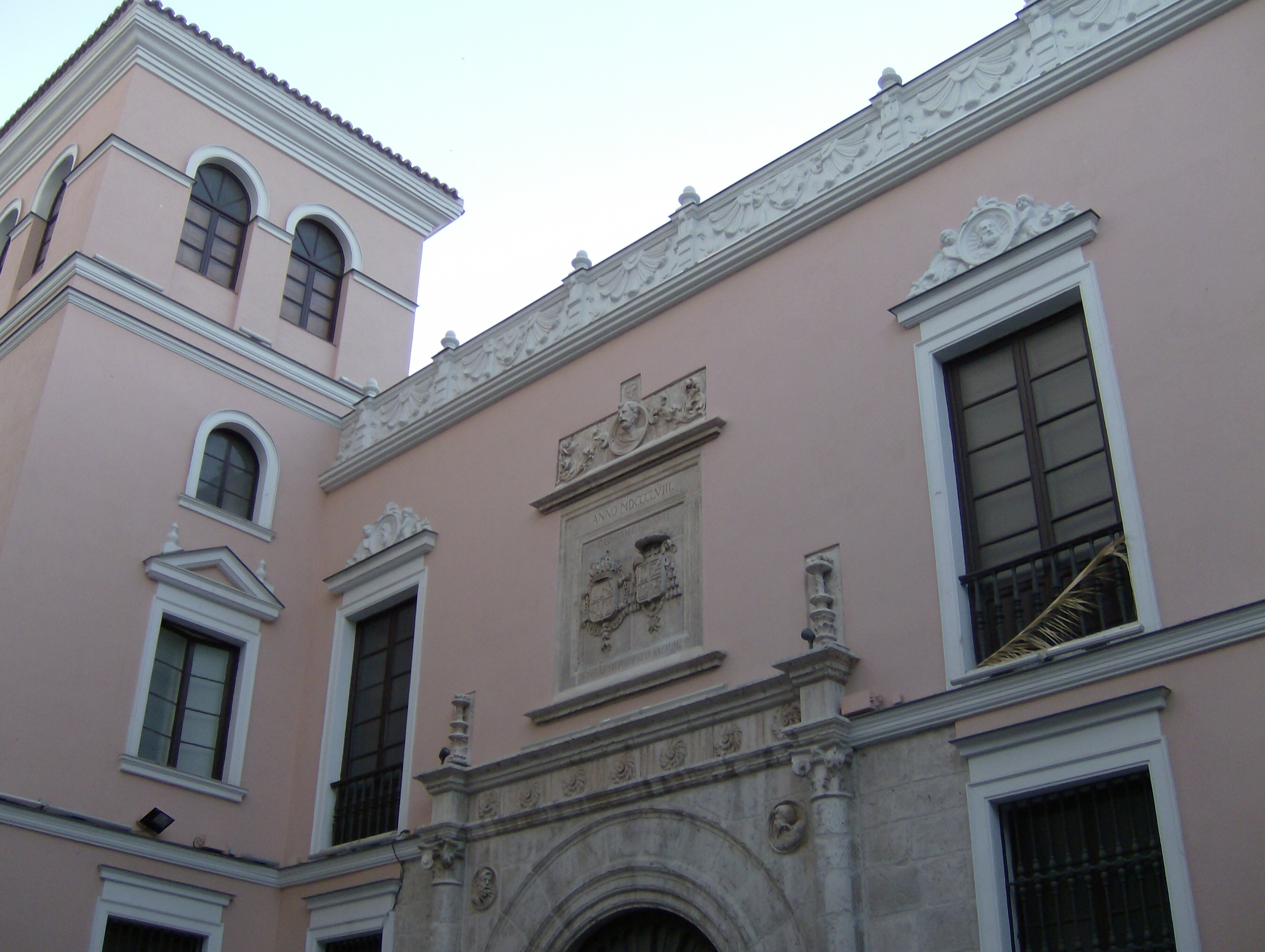
Palacio arzobispal de Valladolid (s.XVI)
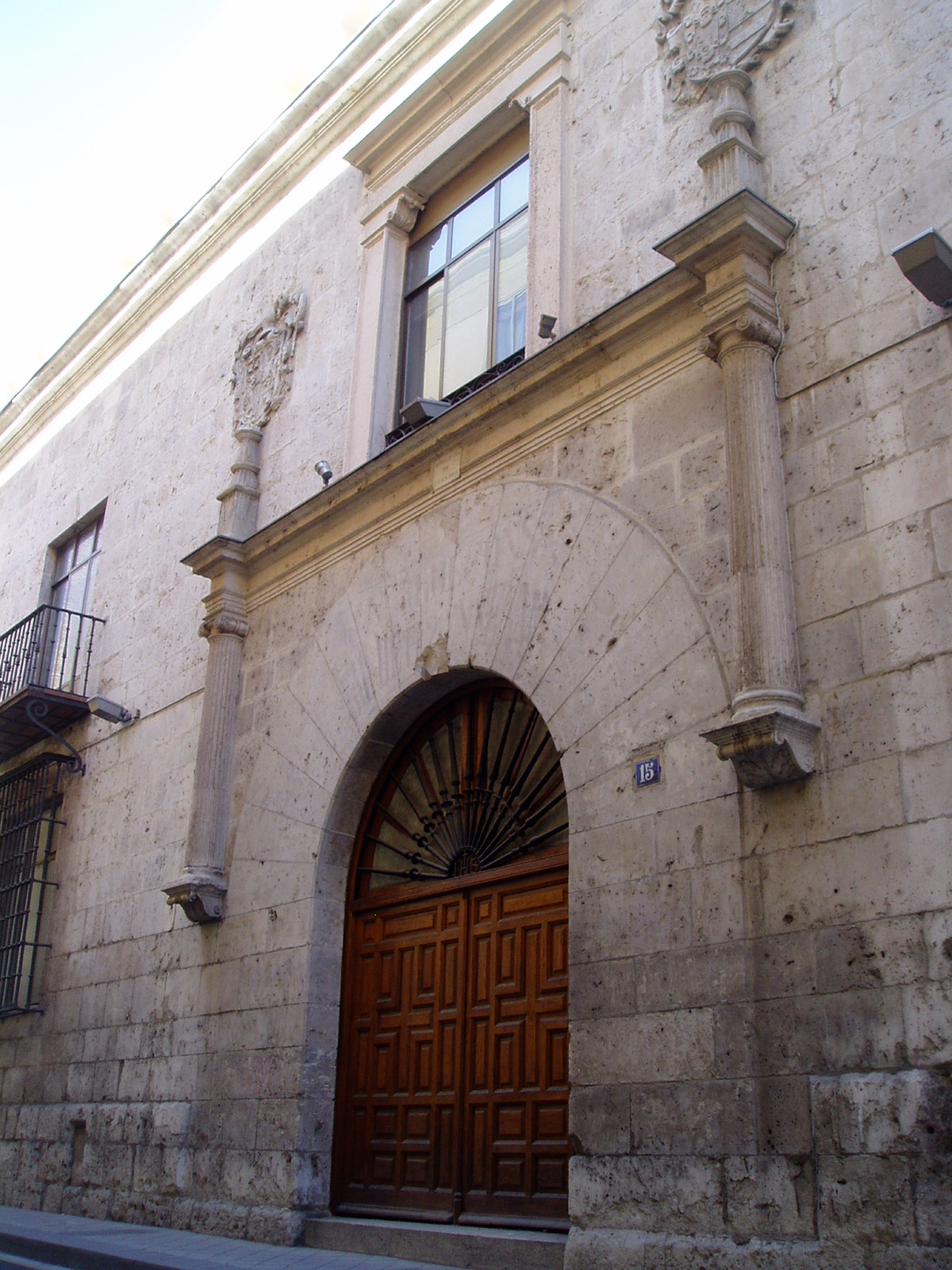
Palacio de los Escudero-Herrera (s.XVI)
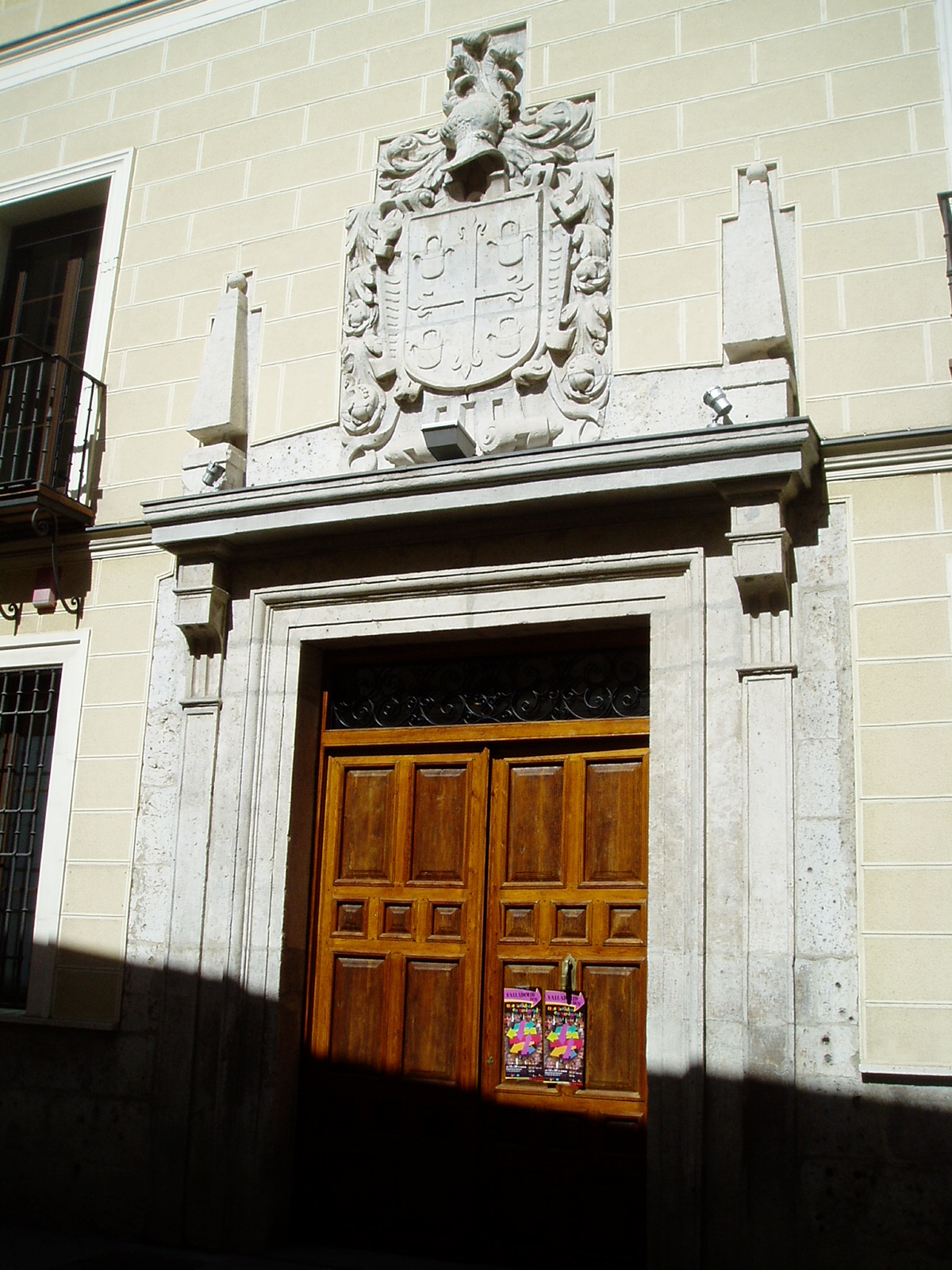
Palacio de los Villagómez (s.XVII)

Además de los palacios se levantaron también numerosas iglesias renacentistas y conventos por toda la ciudad, destacando obviamente la catedral.

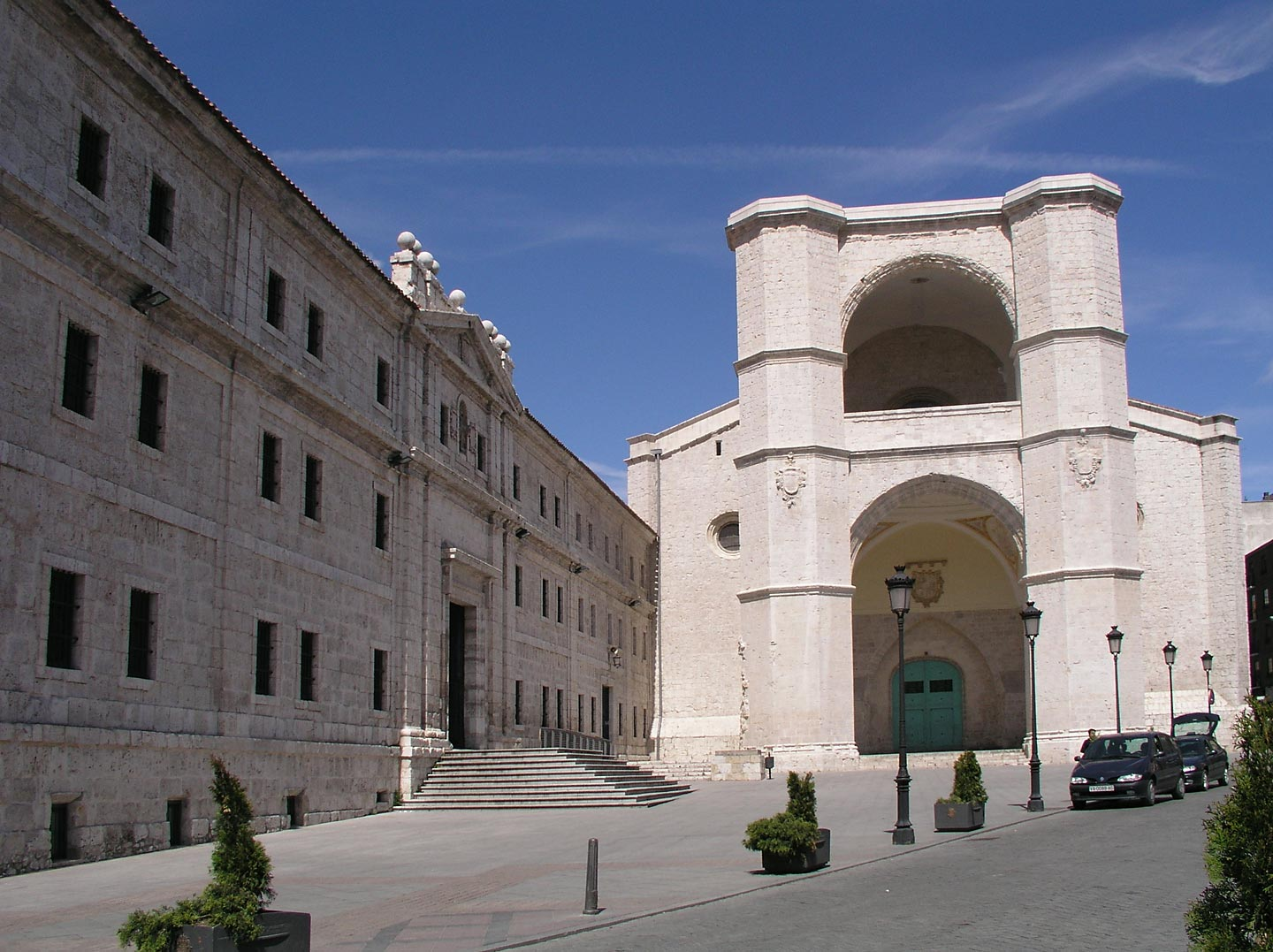
Iglesia de San Benito el Real (1499-1515)
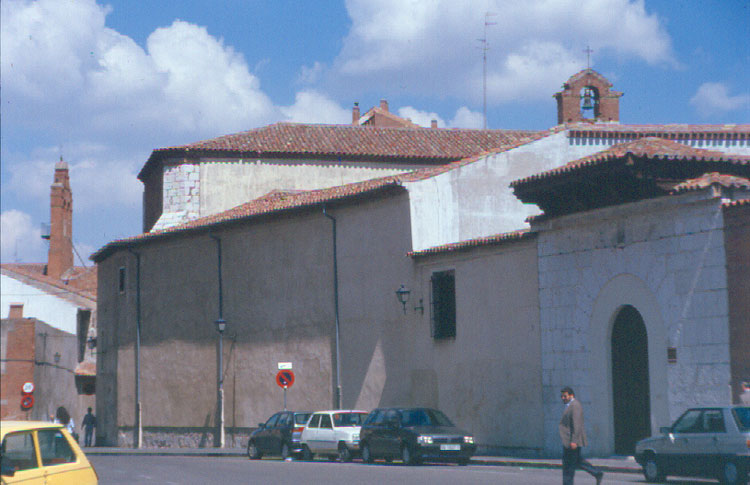
Convento de Santa Isabel (1506-1513)
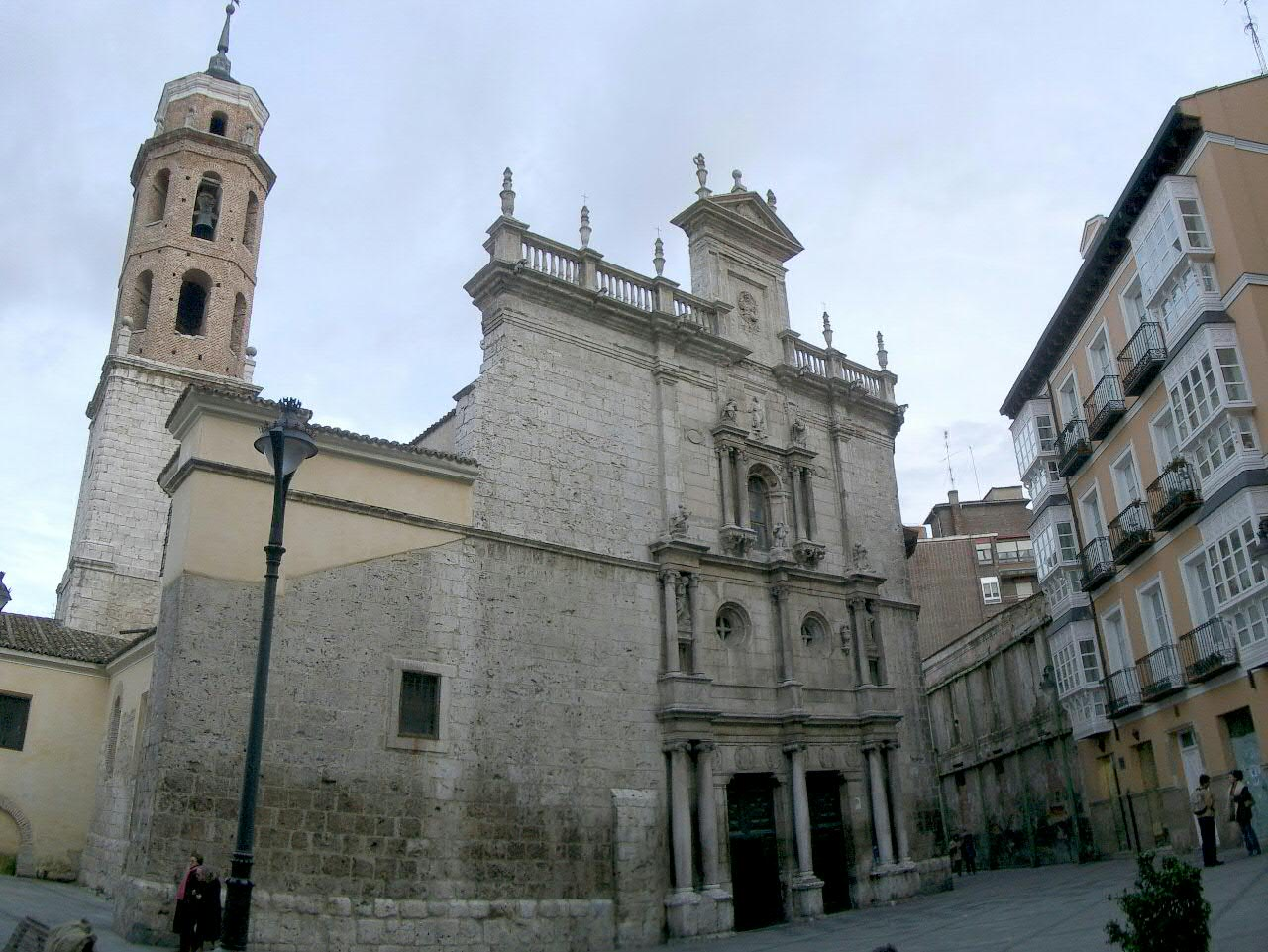
Iglesia del Salvador (s.XV-s.XVIII)
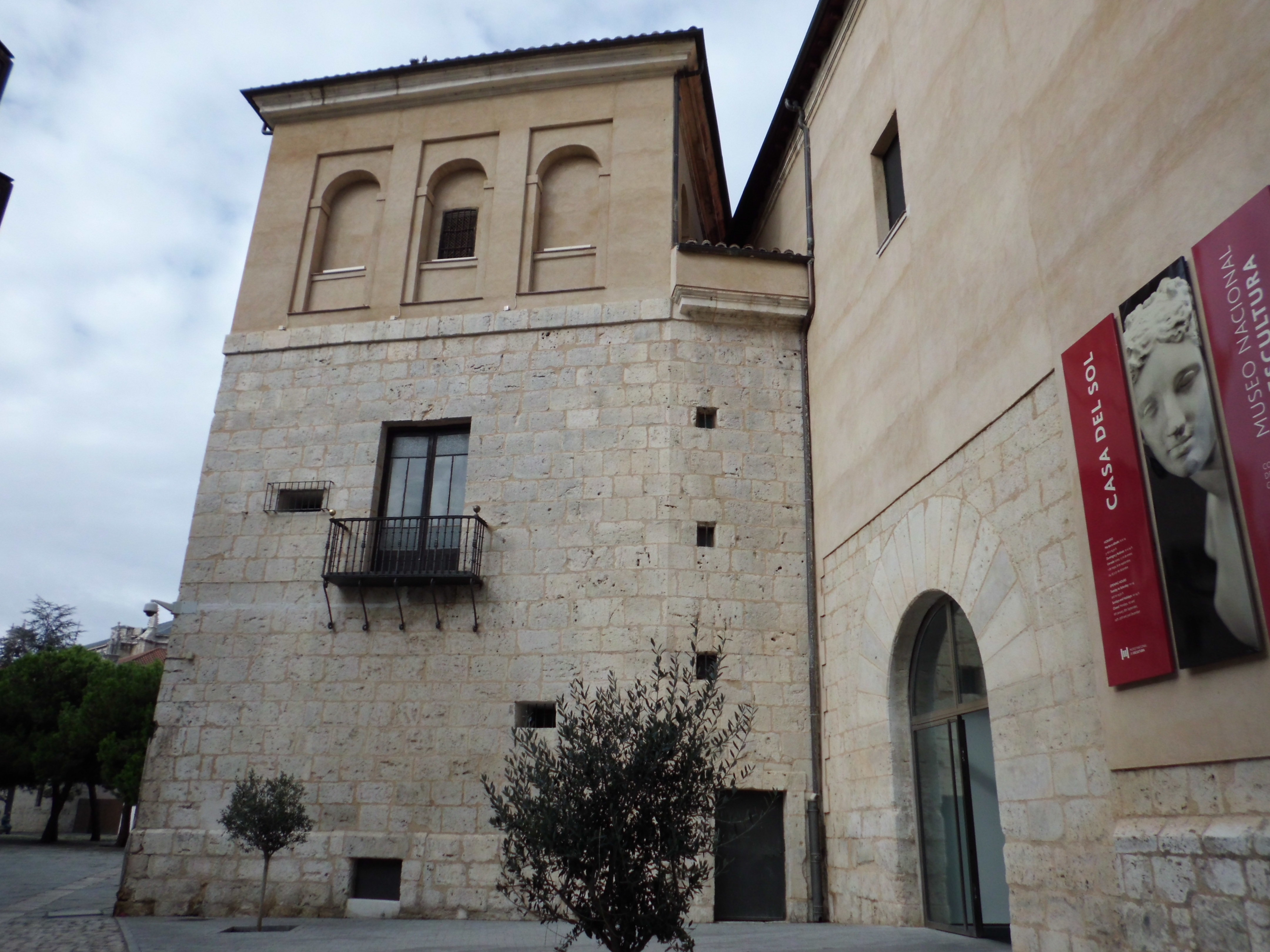
Iglesia de San Benito el Viejo (s.XVI-1601)
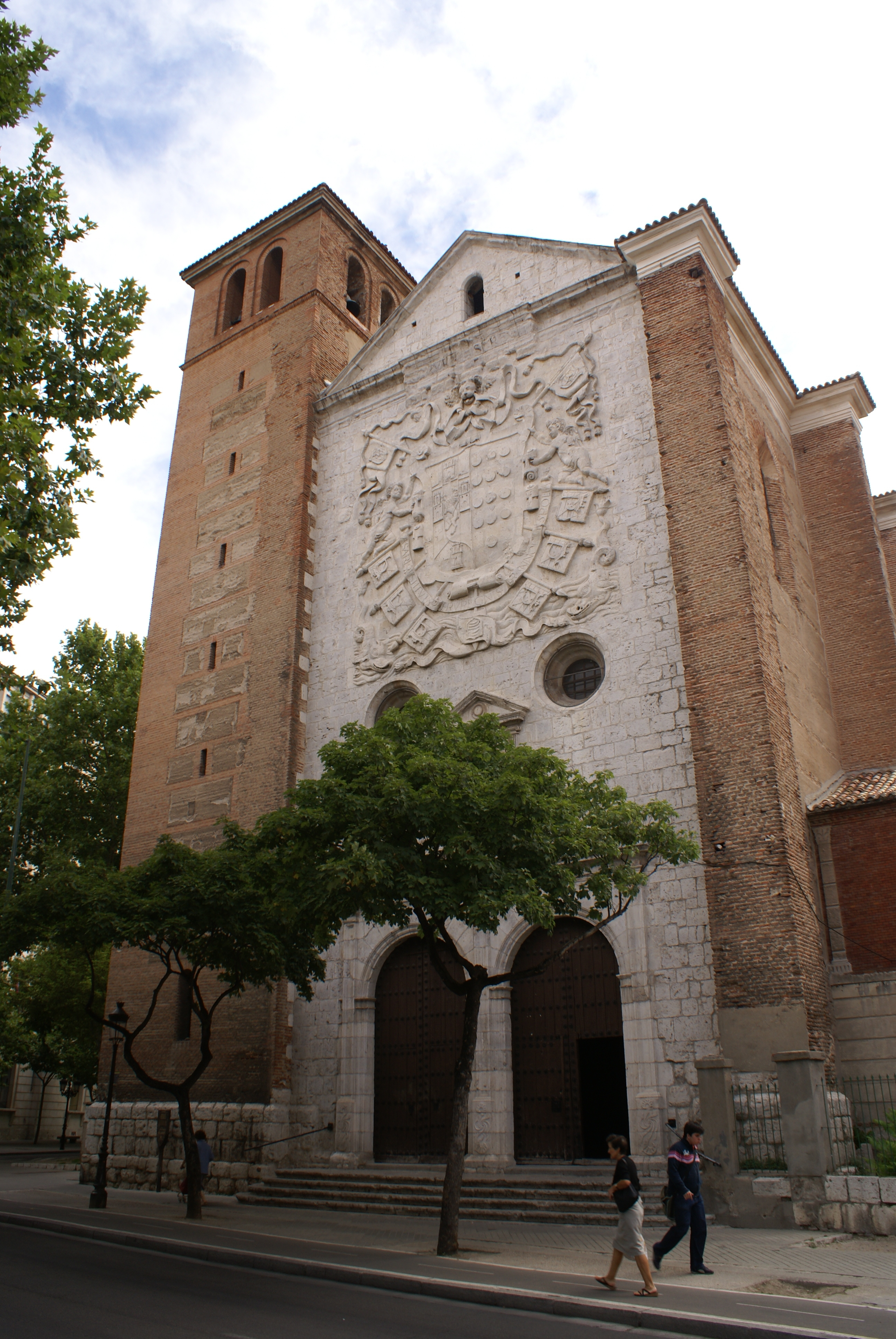
Iglesia de la Magdalena (1538-1570)
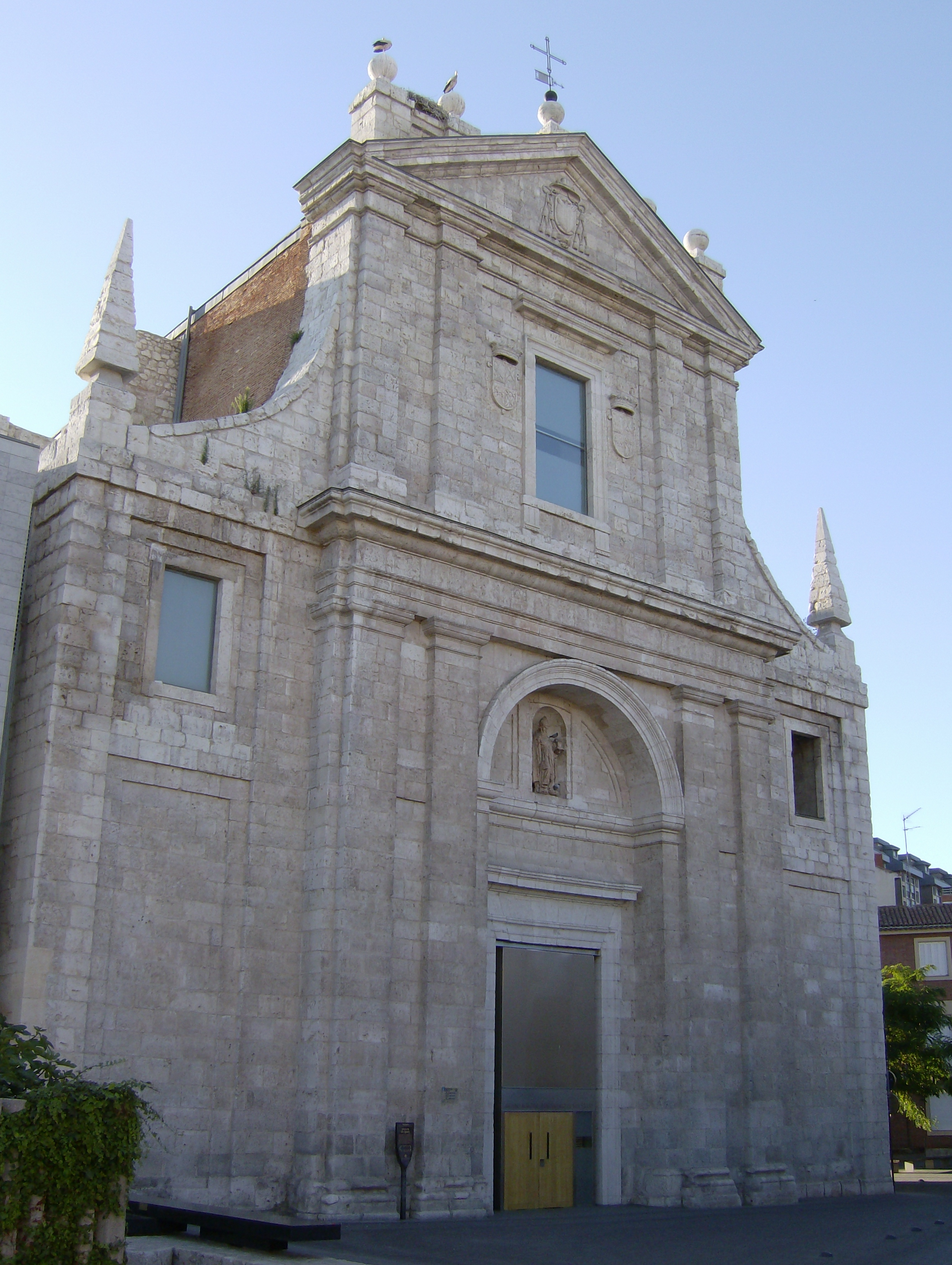
Iglesia de San Agustín (1550-1627)
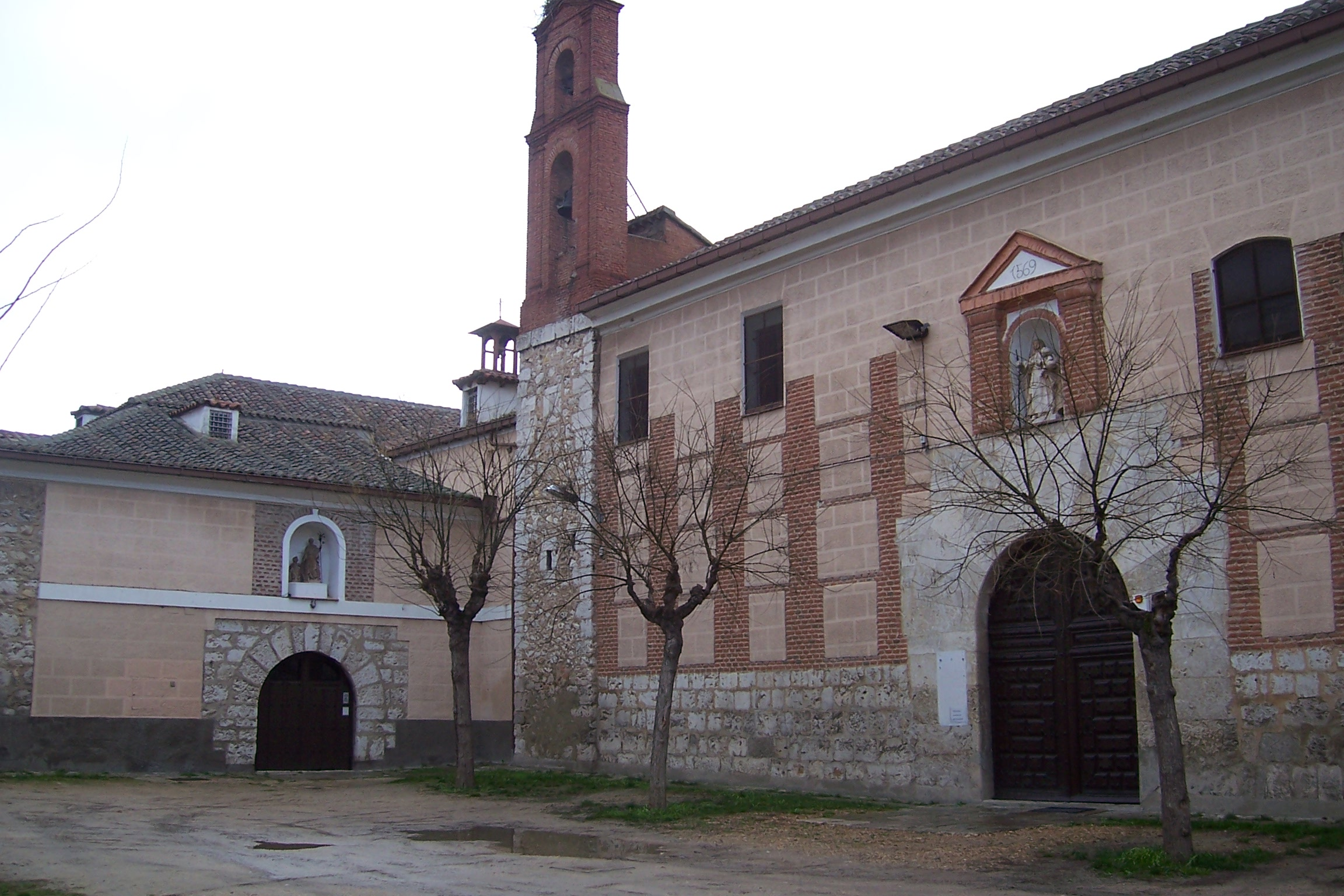
Convento de Santa Teresa (1568)
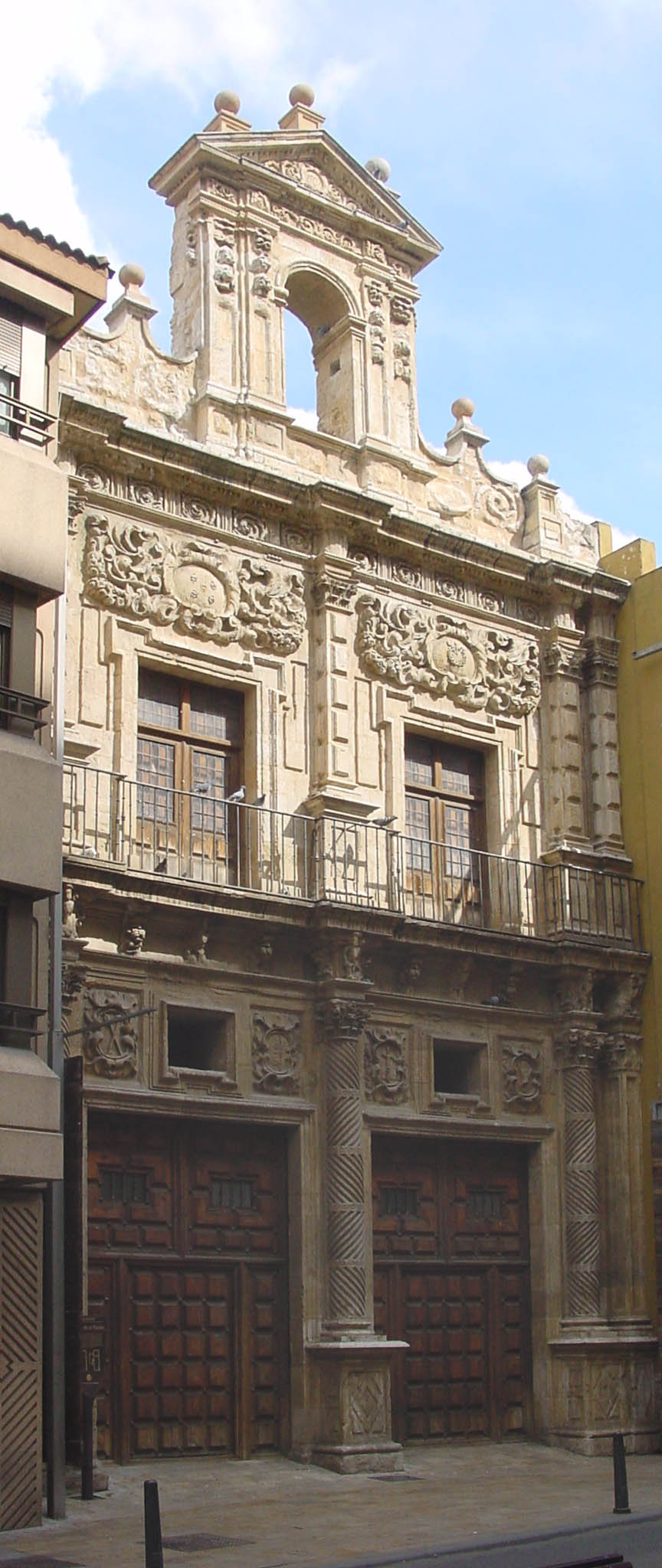
Iglesia de la Pasión (1577-1578)
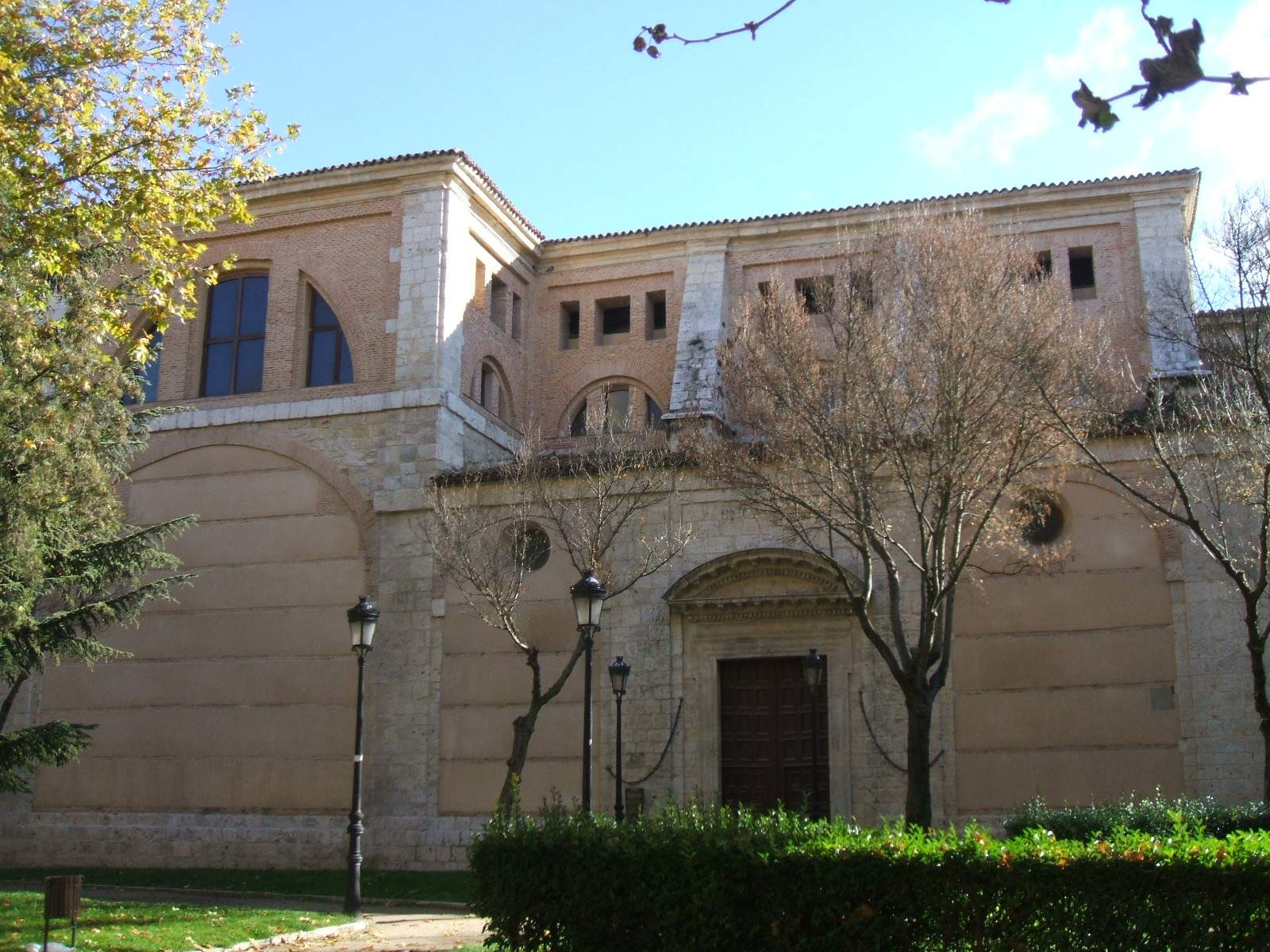
Monasterio de las Huelgas Reales (1579-1599)
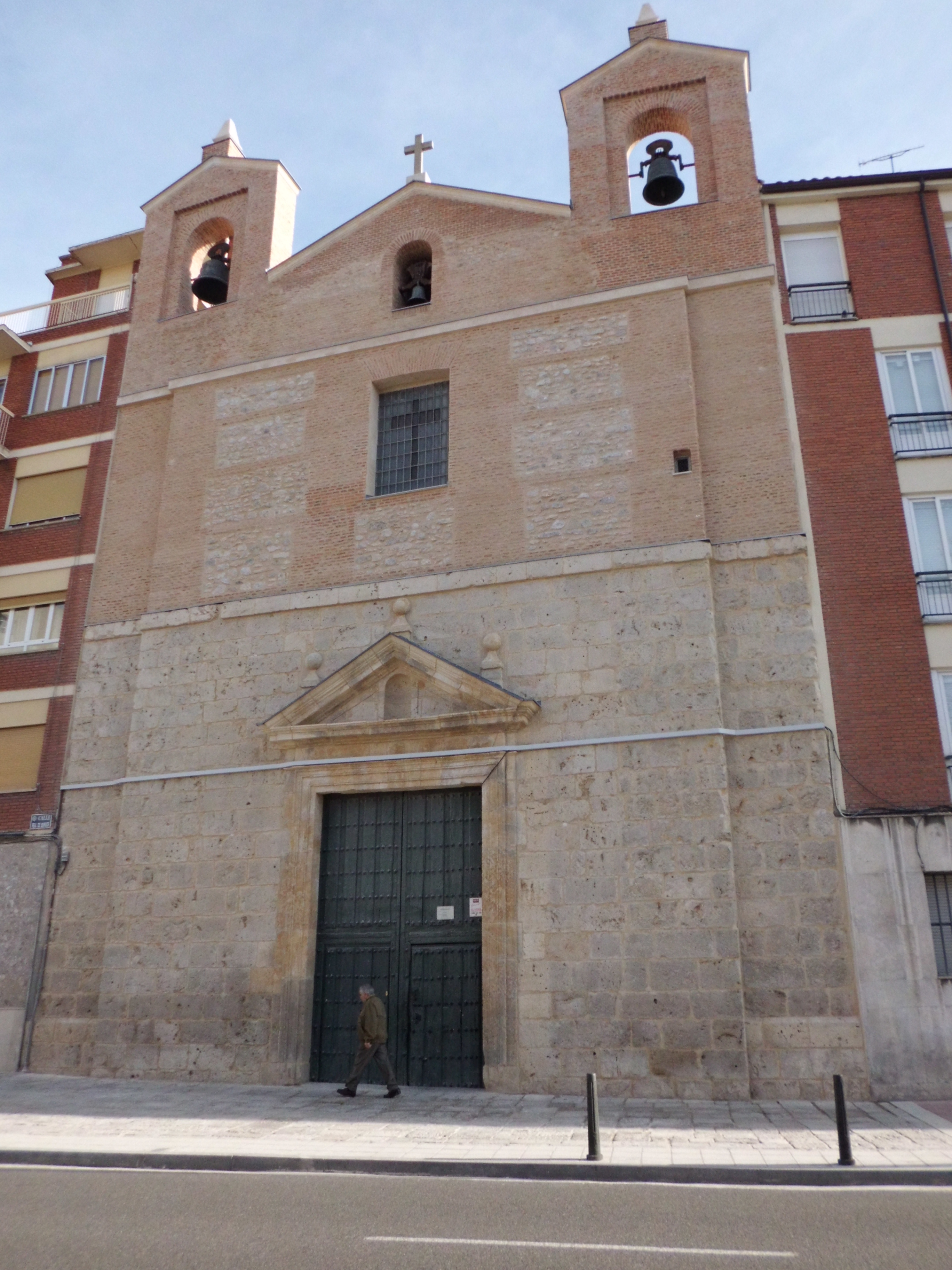
Iglesia de San Pedro Apóstol (1578-1634)
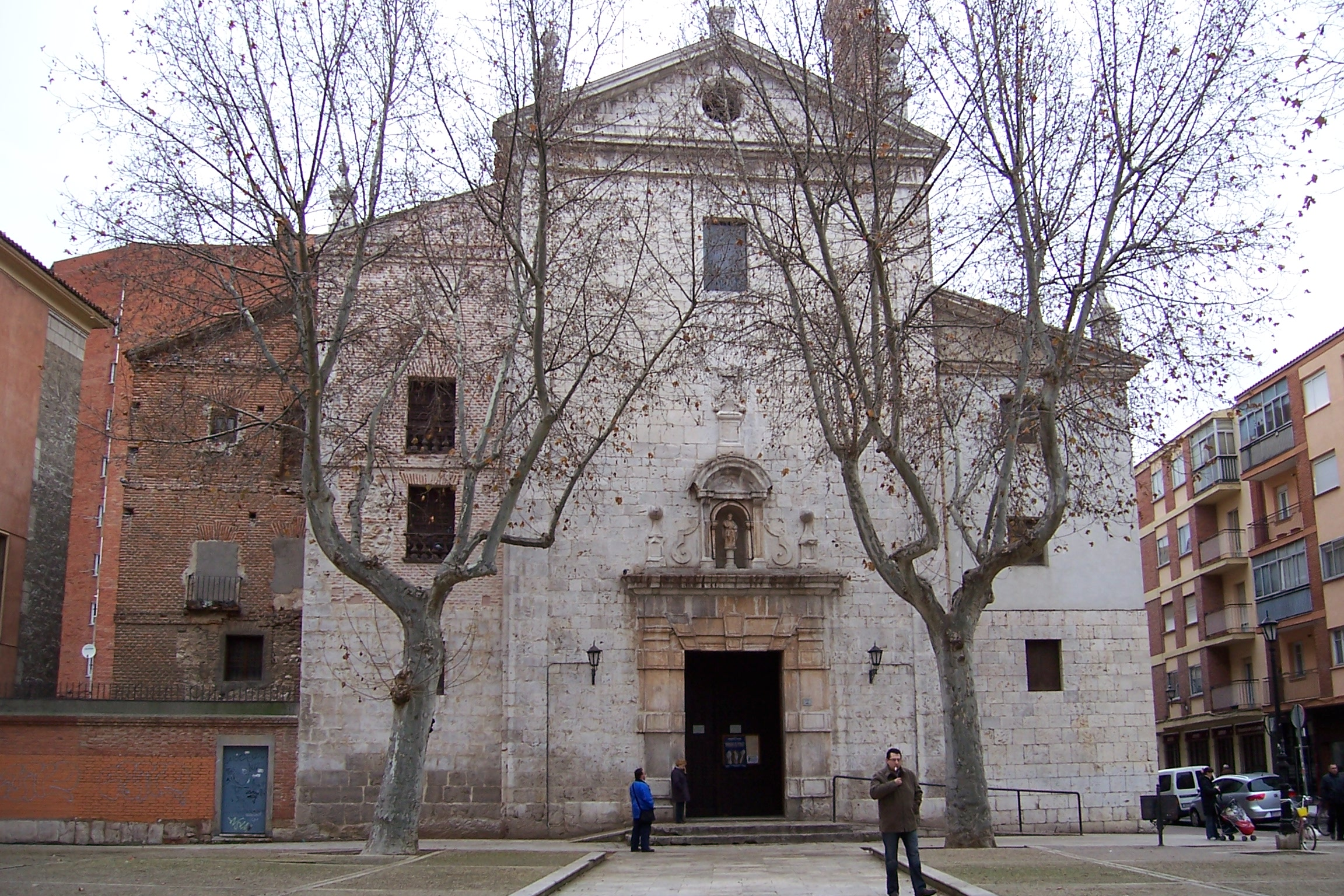
Iglesia de San Nicolás (s.XVI)
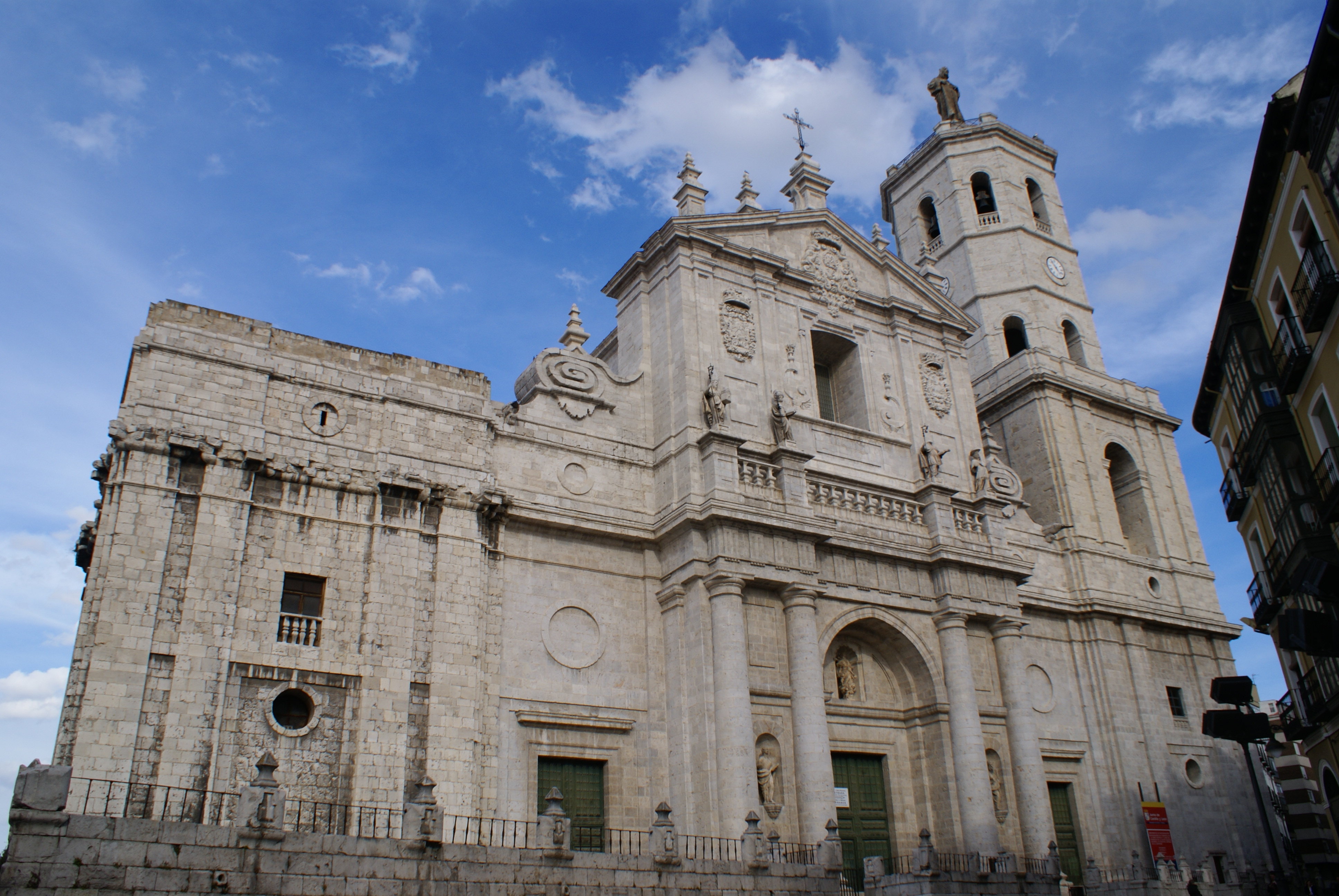
Catedral de Valladolid (1595-inconclusa)
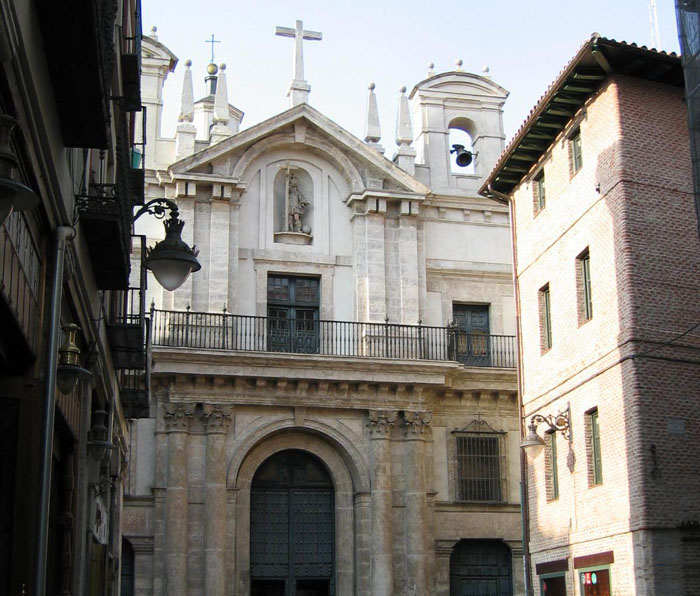
Iglesia de la Vera Cruz (1581-1595)
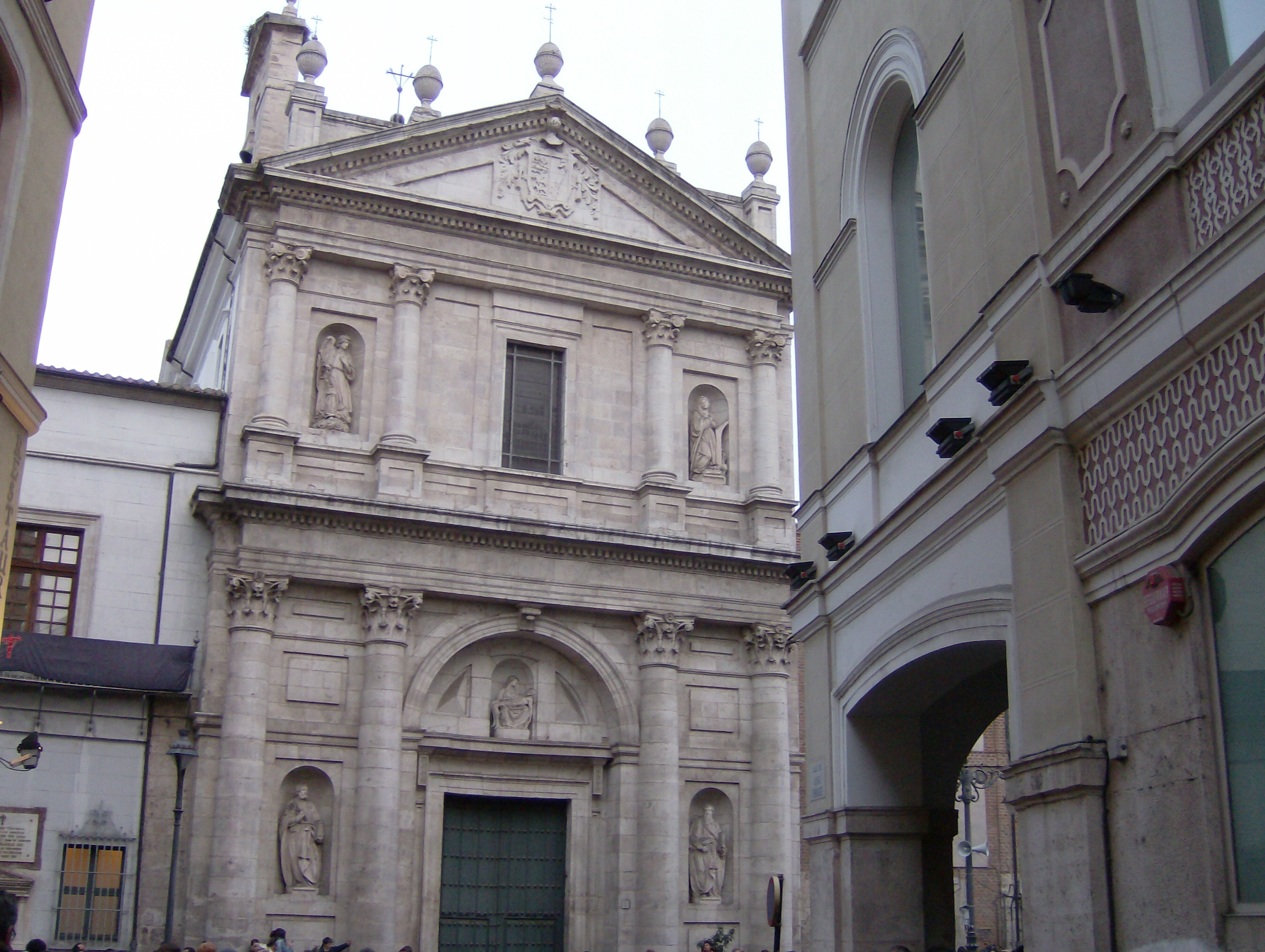
Iglesia de las Angustias (s.XVI-1604)
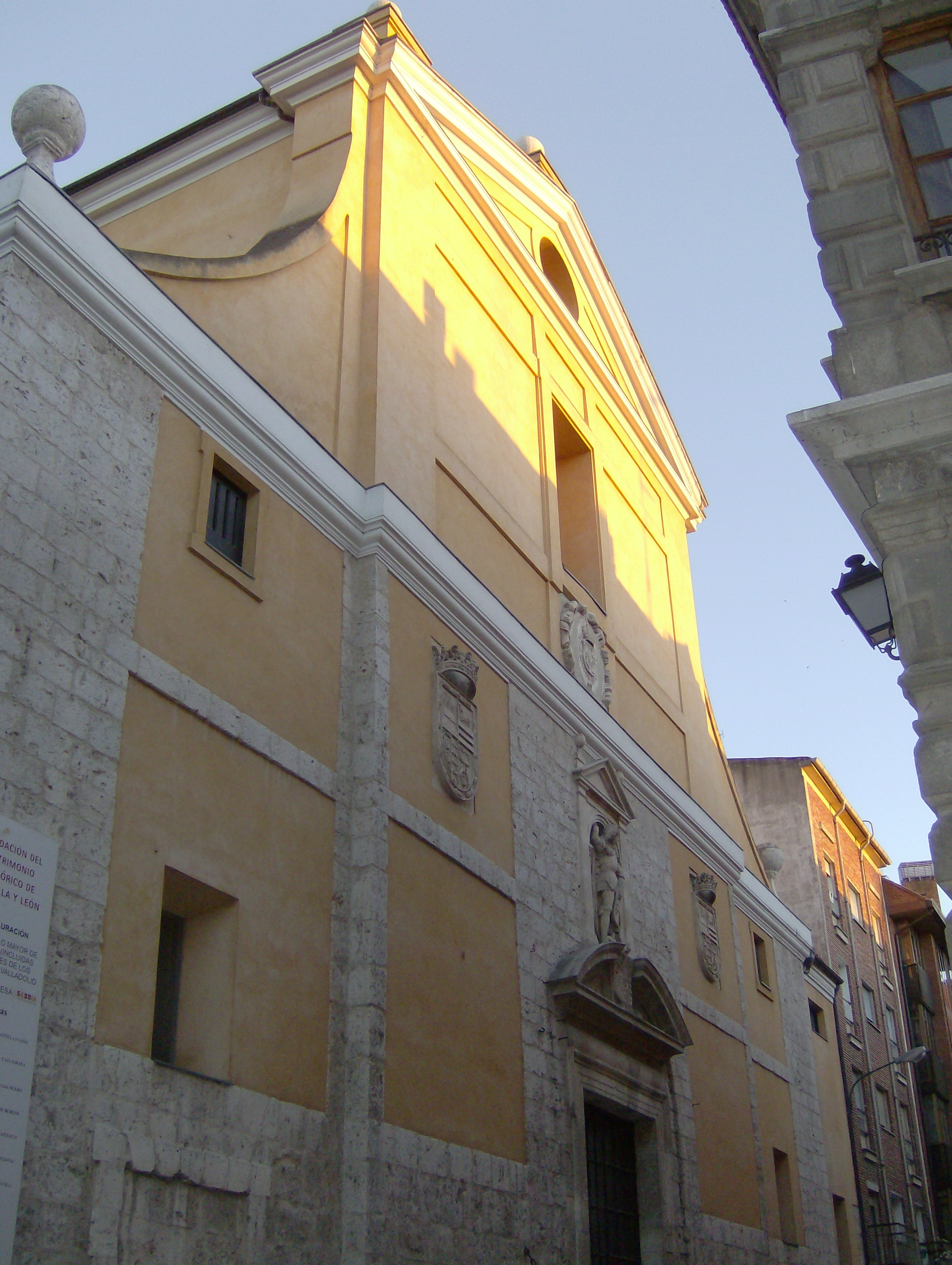
Iglesia de San Miguel y San Julián (s.XVI-XVII)

Incendio de 1561
El incendio sufrido el 21 de septiembre de 1561 destruyó gran parte del centro de la ciudad (en total se perdió una décima parte de la ciudad). La reconstrucción ordenada por Felipe II tuvo como consecuencia el levantamiento de la plaza Mayor, considerada como la primera plaza regular de España y luego imitada en otras ciudades como Salamanca y Madrid. También se reconstruyeron calles aledañas como la calle de la Platería, una de las mejor conservadas de la ciudad.

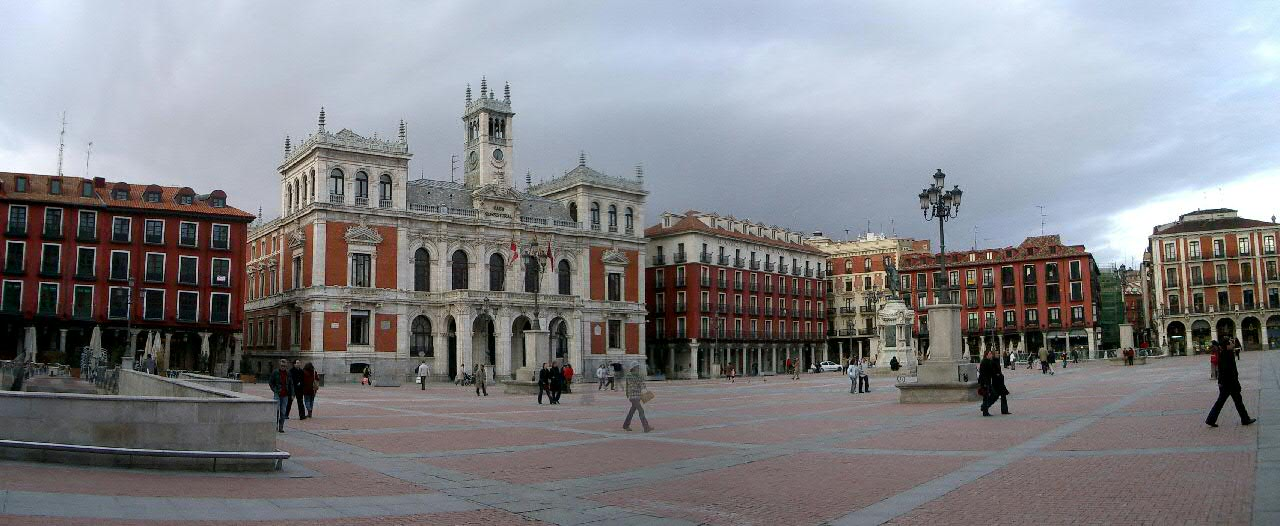
Plaza Mayor (1562)
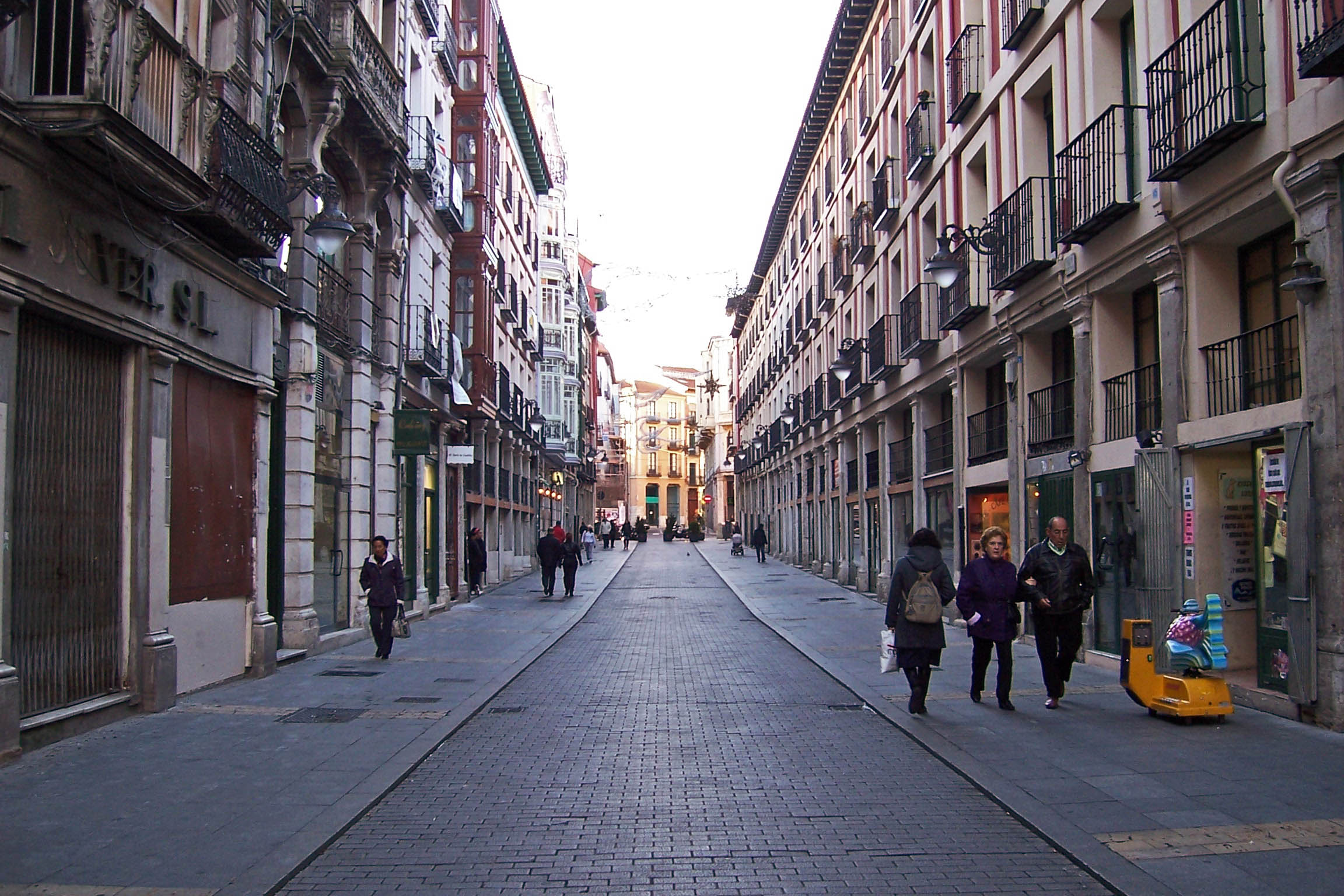
Calle de la Platería (s.XVI)
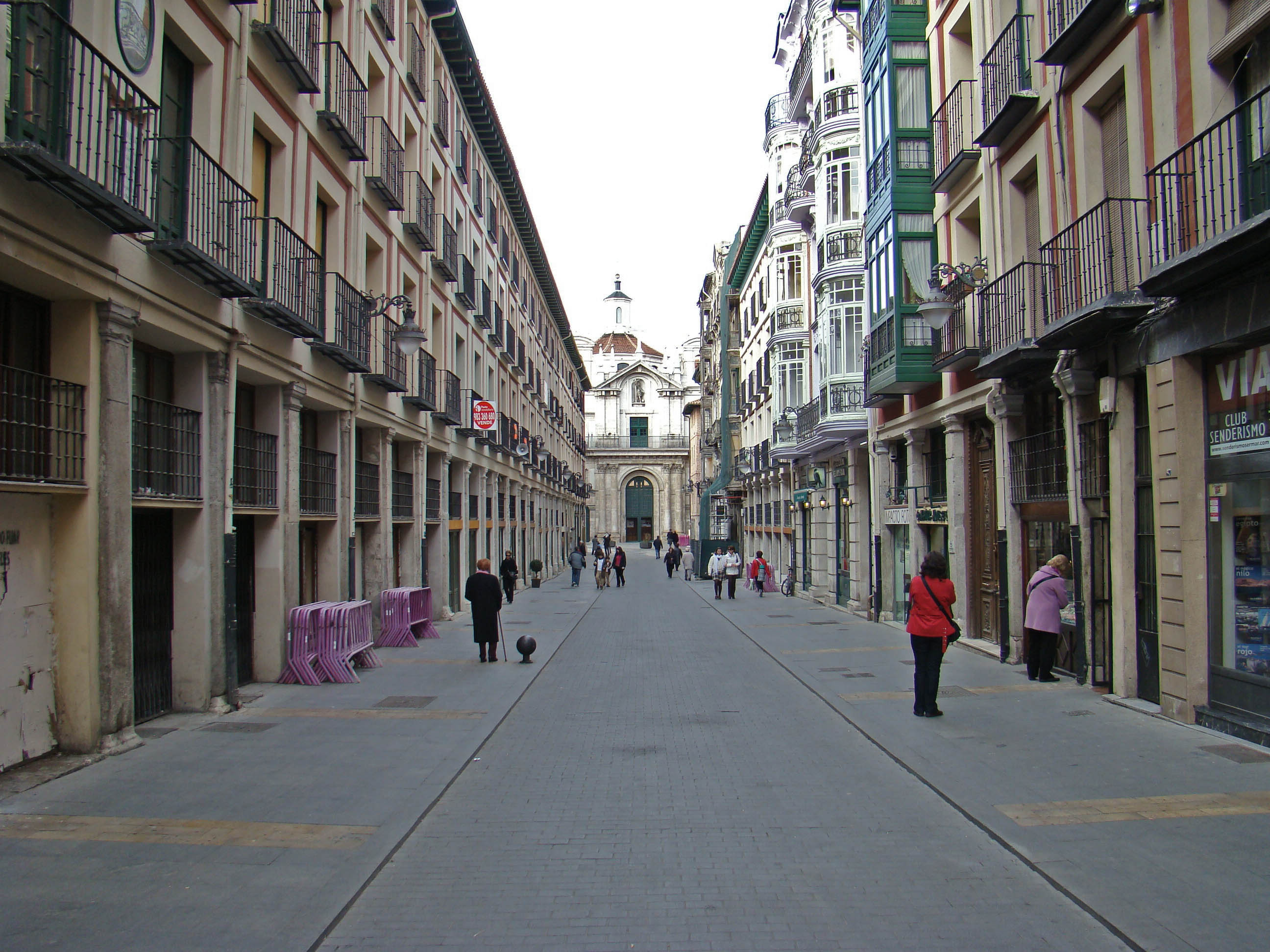
Calle de la Platería (s.XVI)
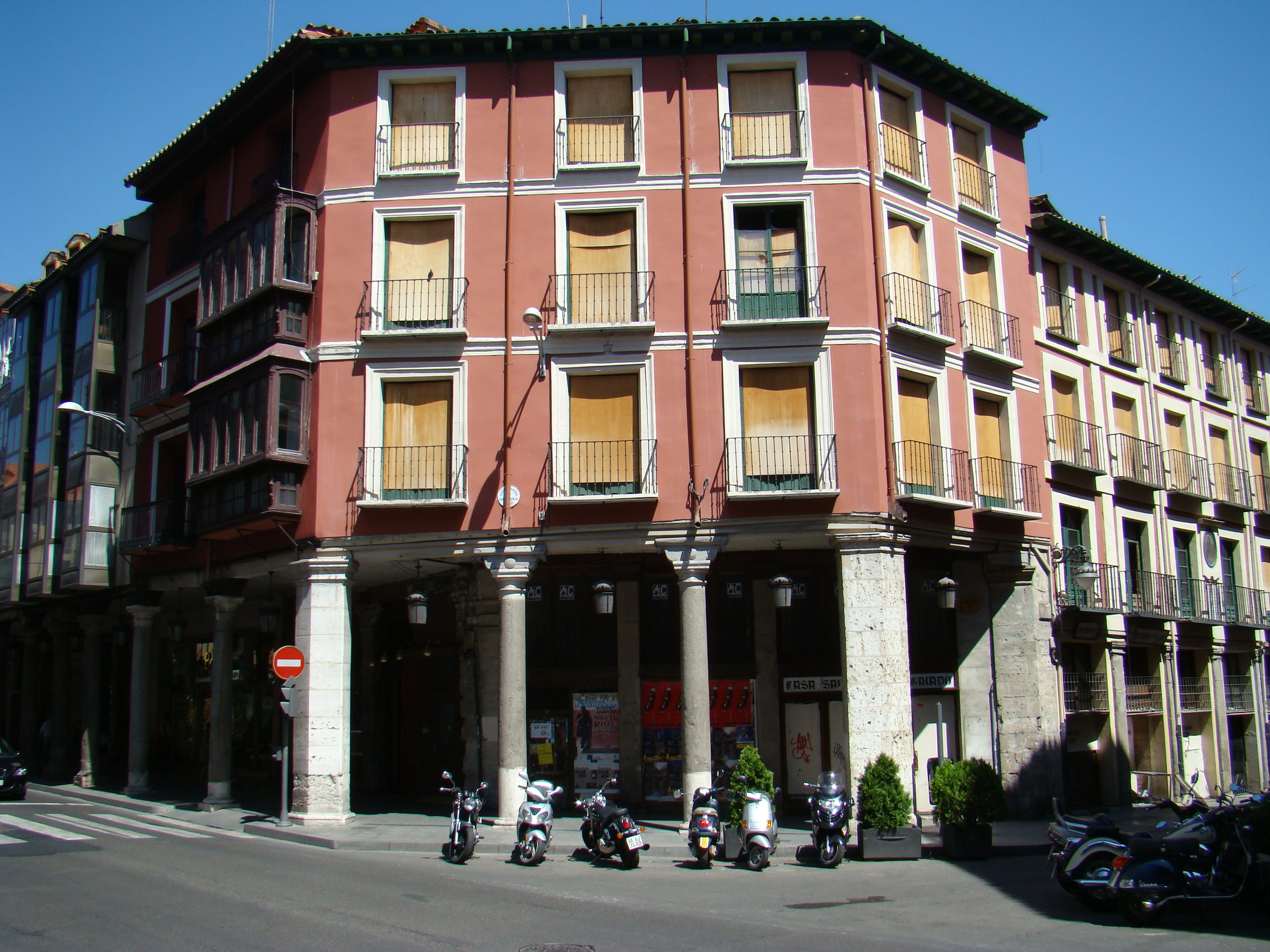
Plaza del Ochavo (s.XVI)

Capitalidad del Imperio Español (1601-1606)
La corte de Felipe III de España bajo el validazgo del duque de Lerma Francisco de Sandoval y Rojas, se trasladó de Madrid a Valladolid entre el 11 de enero de 1601 y 4 de marzo de 1606, para posteriormente volver a Madrid. En esa época la ciudad pasó de 30.000 personas a más de 70.000 (para después de 1606 caer a los 18.000 habitantes en 1646). En esos breves años se levantan palacios  como el Palacio de la Ribera (1602-1605, y del que sólo se conservan unos pocos restos) y casas como la de Cervantes (1602-1605) ya que es una época de crecimiento urbanístico. Otros edificios ya existentes como el Palacio Real de Valladolid (s.XVI) fueron ampliamente remodelados.

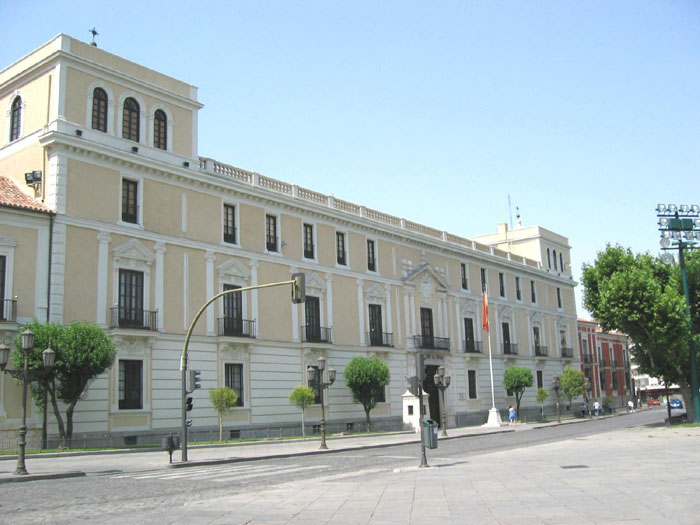
Palacio Real de Valladolid (s.XVI)
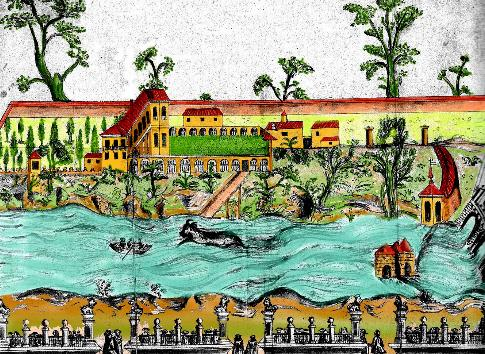
Dibujo del Palacio de la Ribera (1602-1605)
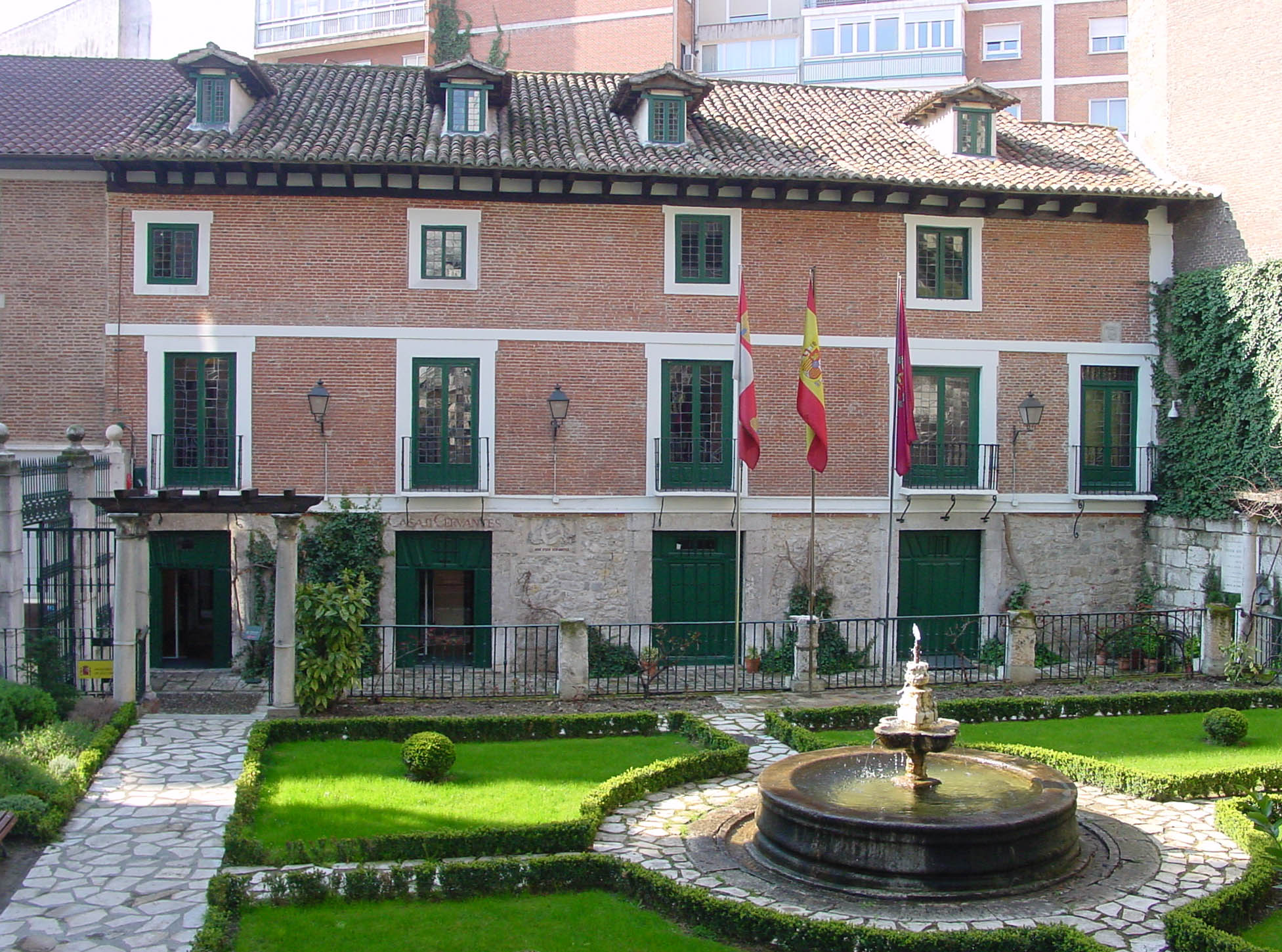
Casa de Cervantes (1602-1605)

#### Barroco (siglosXVII-XVIII)
La fachada de la Universidad de Valladolid (1716-1718, hoy facultad de Derecho de la Universidad de Valladolid) es seguramente el mejor ejemplo del Barroco en la ciudad. La iglesia de San Juan de Letrán (1675-1730) es el edificio religioso más representativo de esta época que se conserva en la ciudad. En cambio, la iglesia de Nuestra Señora del Carmen Extramuros (1583- mediados s.XX) ha sufrido grandes restauraciones que han eliminado algunos elementos barrocos que poseía. El Real Colegio de San Albano (1672-1679) con su fachada de ladrillo es considerado uno de edificios los más representativos de este estilo en la ciudad. De este estilo es también la ermita de San Isidro (1692), la única ermita de la ciudad que se conserva actualmente.

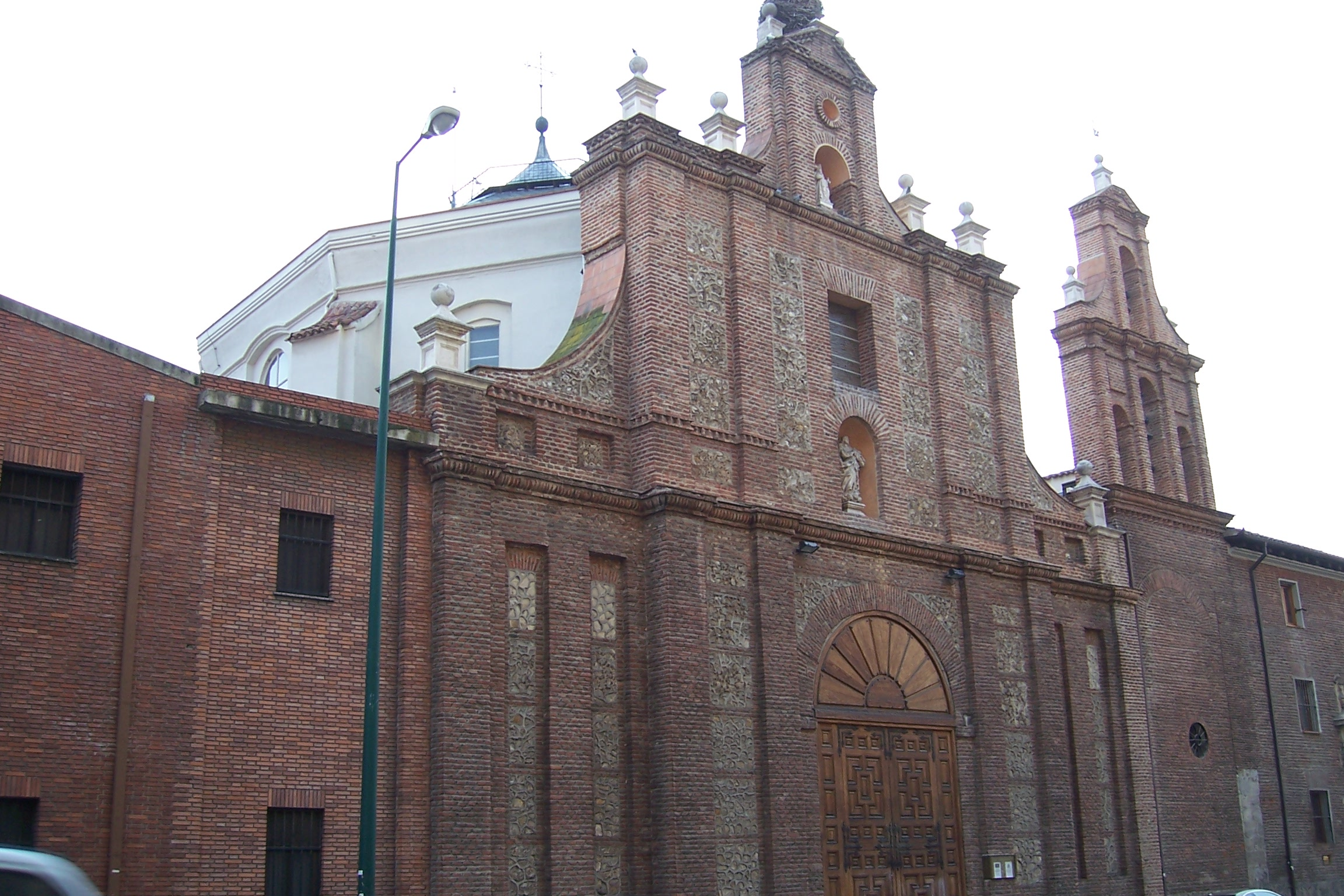
Real Colegio de San Albano (1672-1679)
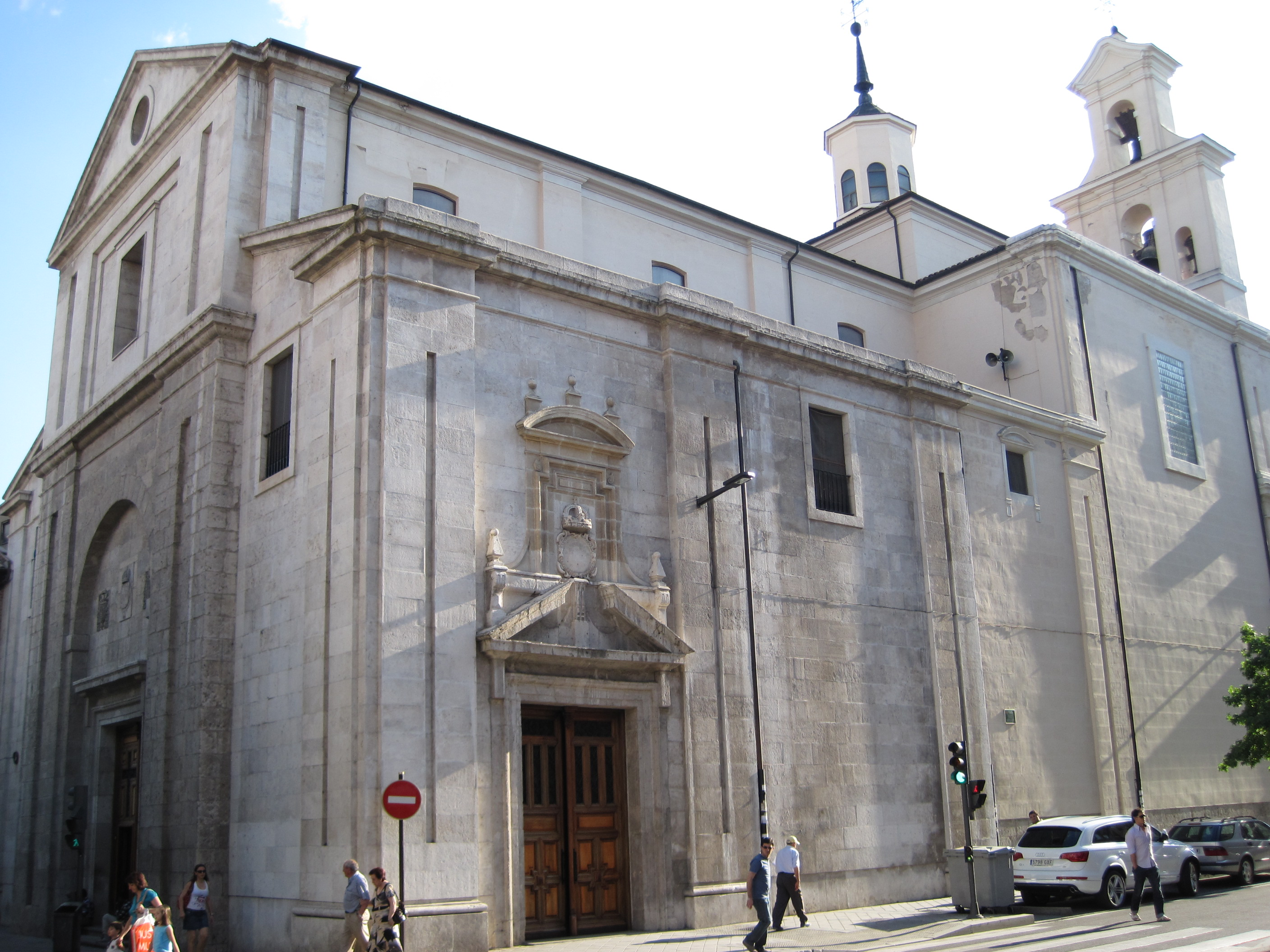
Santuario Nacional de la Gran Promesa (1610-1941)
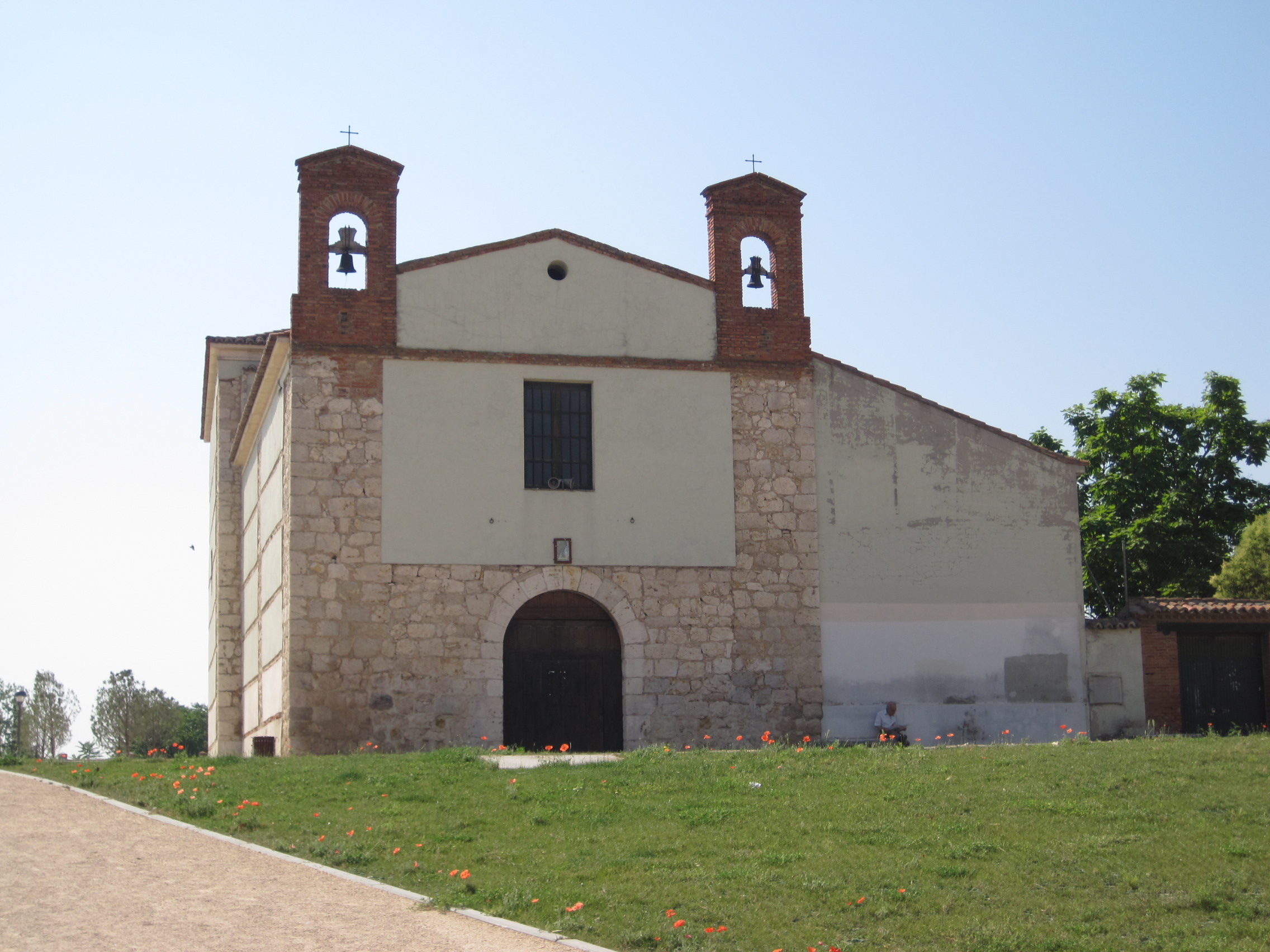
Ermita de San Isidro (1692)
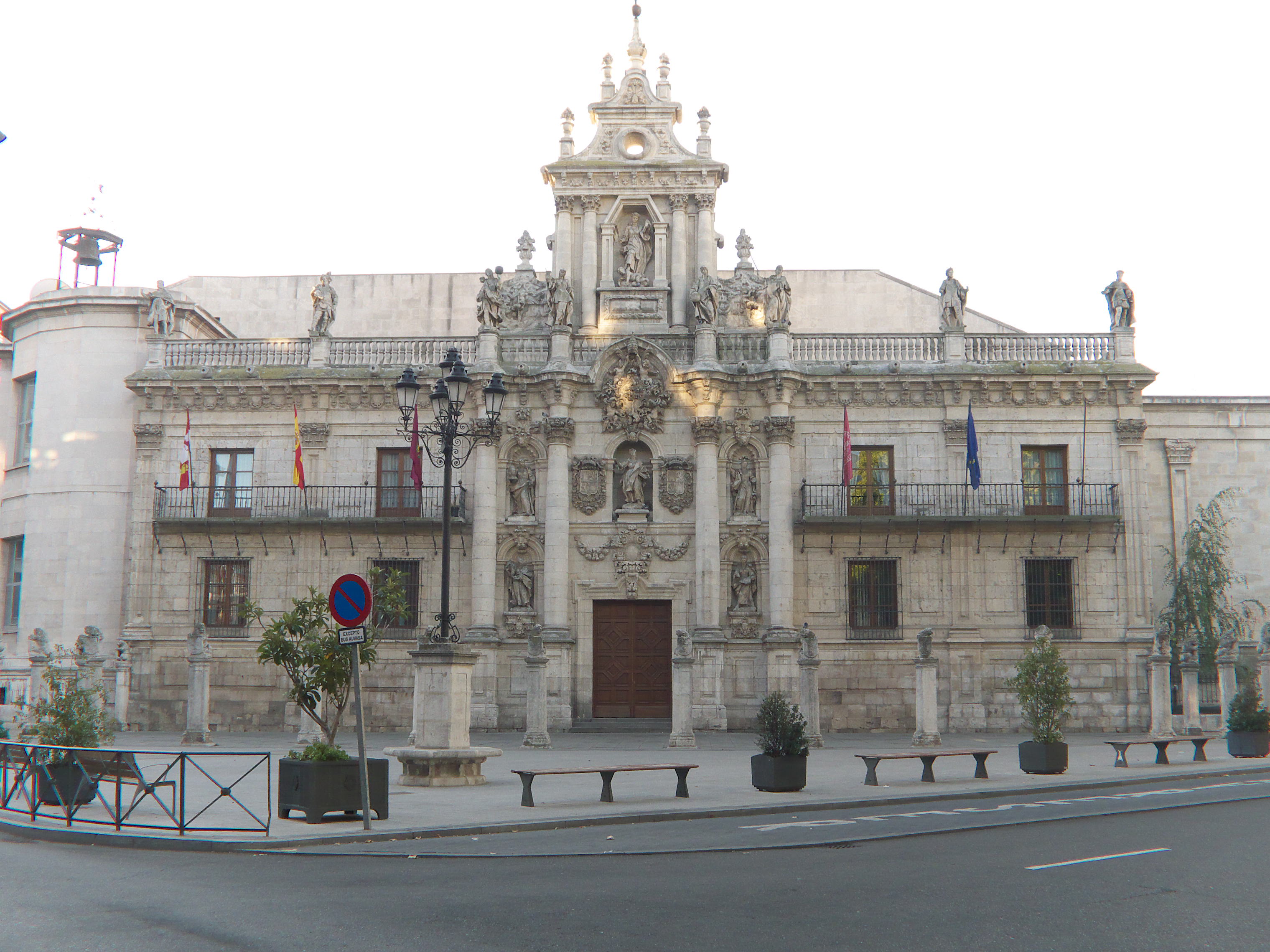
Fachada de la Universidad de Valladolid (1716-1718)
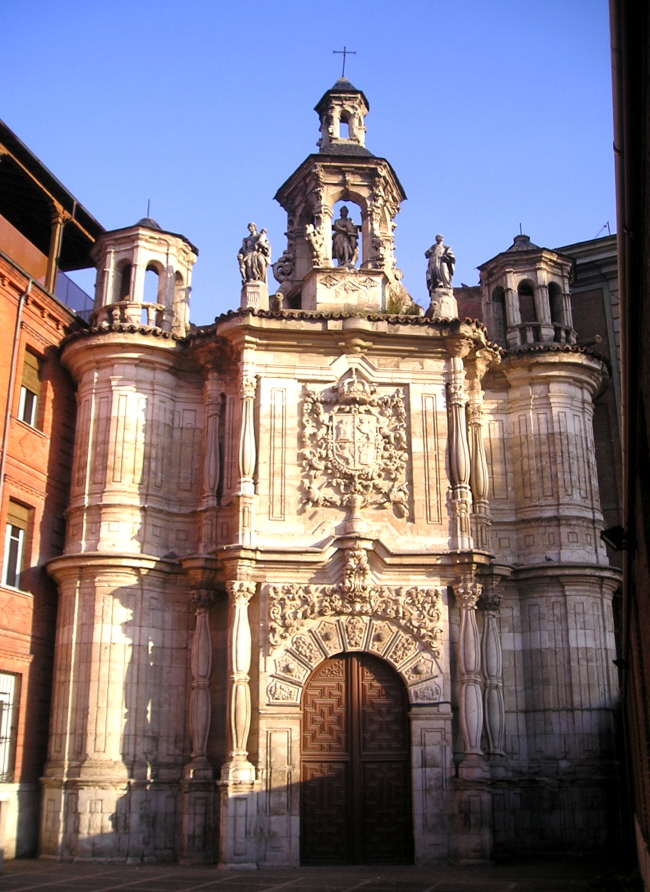
Iglesia de San Juan de Letrán (1675-1730)
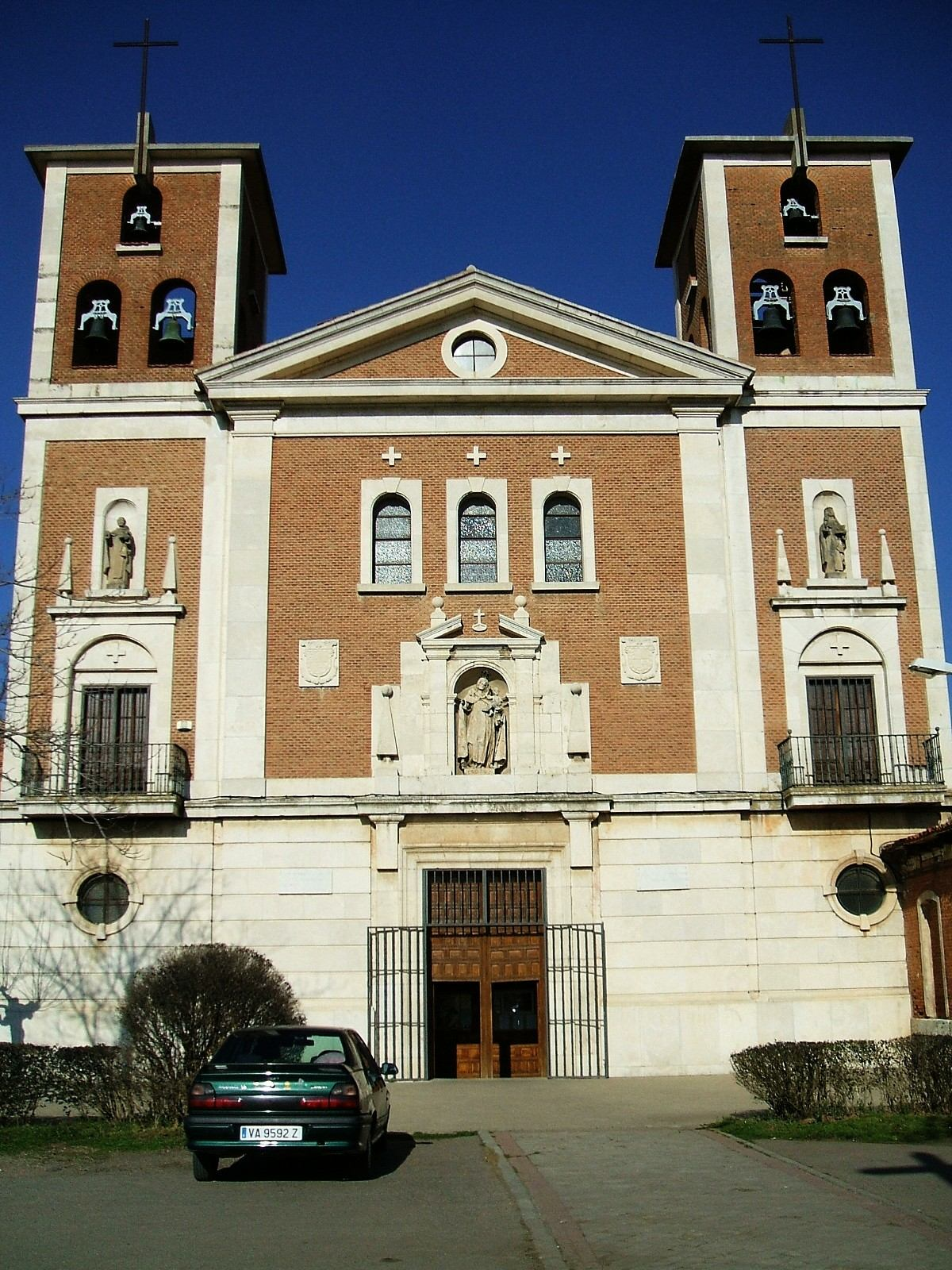
Iglesia del Carmen Extramuros (1583-s.XX)
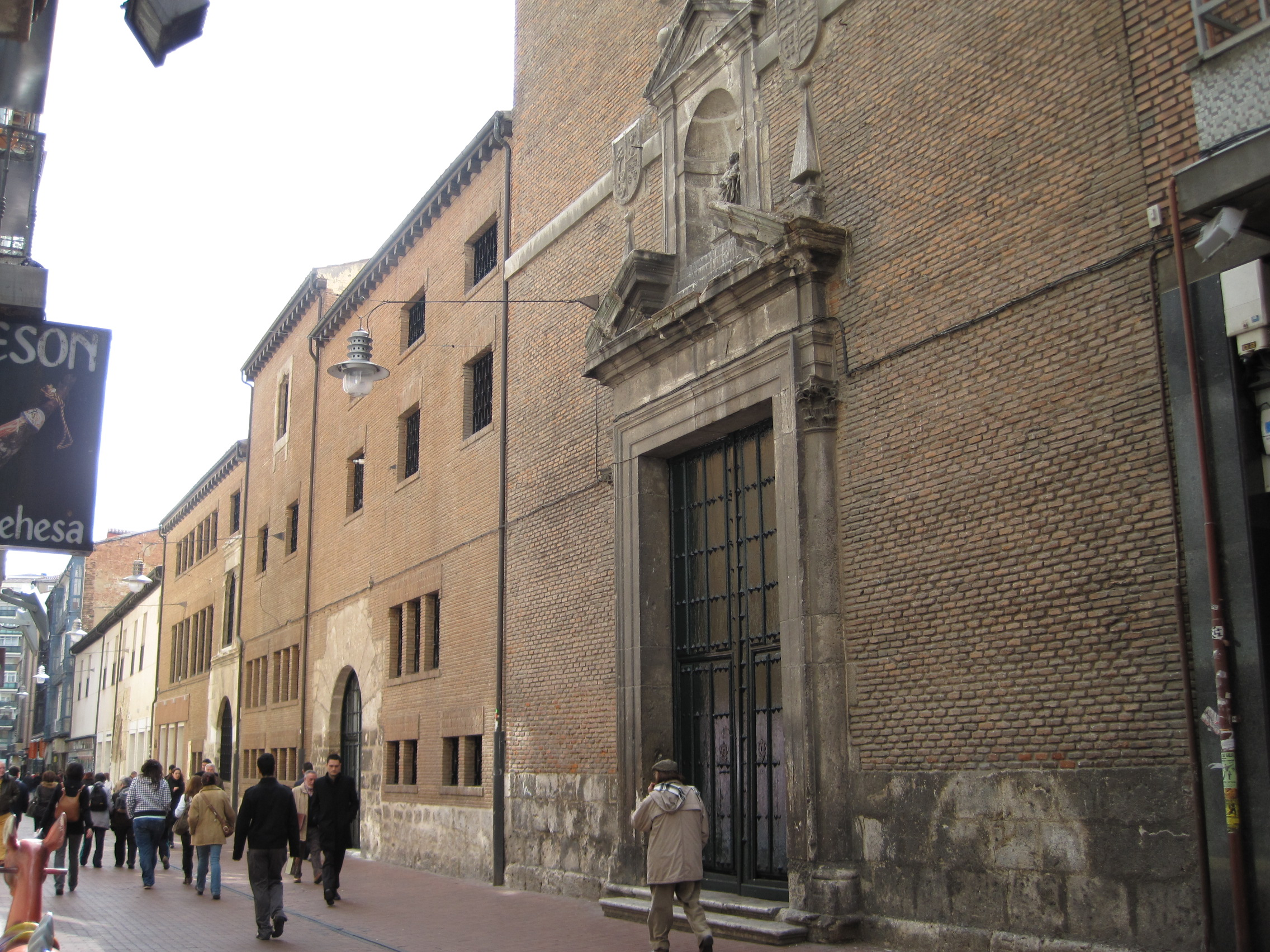
Convento de Porta Coeli (s.XVII)

### Edad Contemporánea (1789-presente)

#### Neoclasicismo (siglosXVIII-XIX)

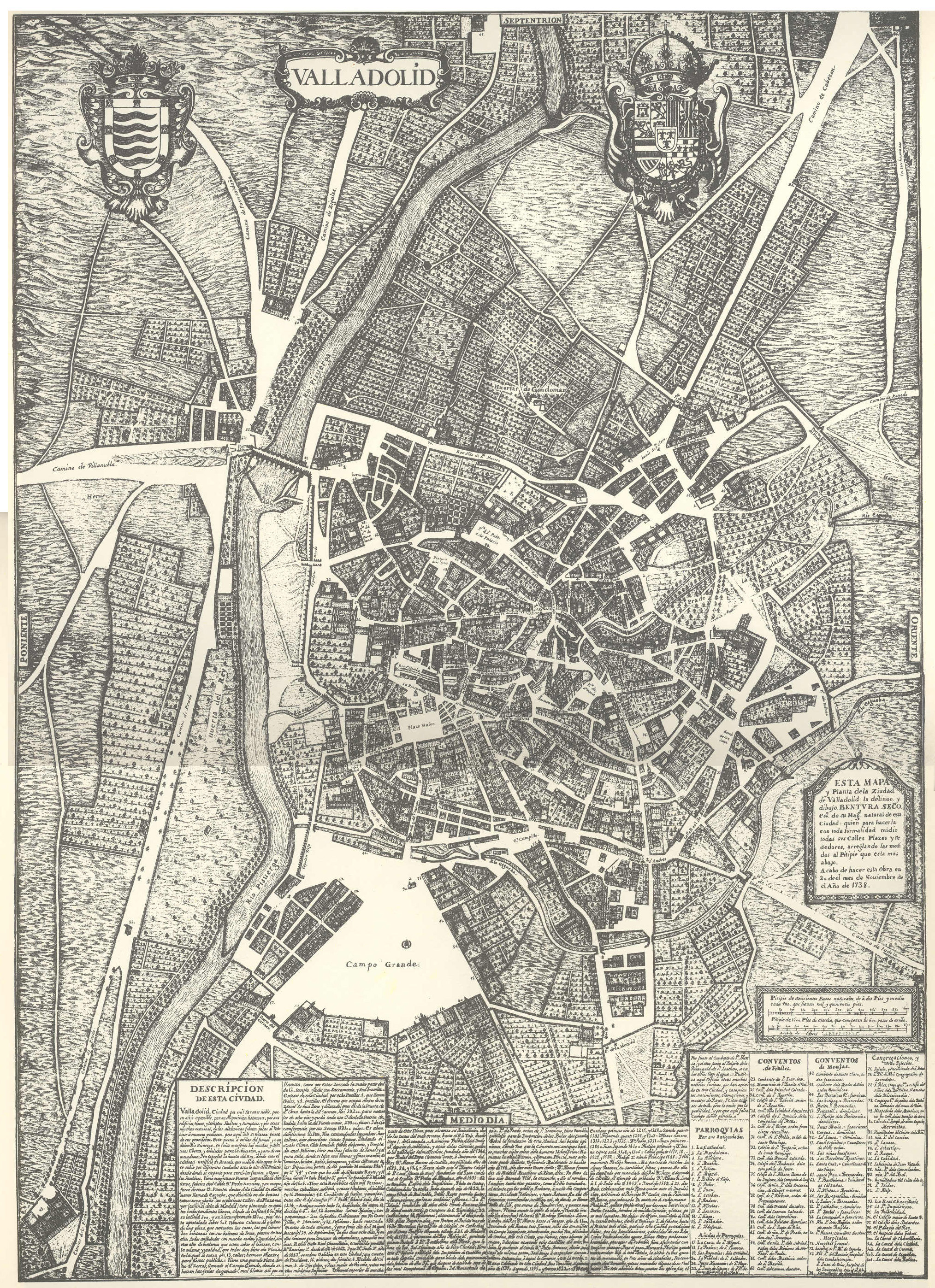
Plano de Valladolid en 1738, obra del escribano Ventura Seco, redibujado por Juan Agapito y Revilla en 1901.

El mejor ejemplo del Neoclasicismo en la ciudad es el Convento de los Filipinos (1759-1930), que también tiene significativos elementos del barroco. Otro edificio religioso destacable de esta época es el Real Monasterio de San Joaquín y Santa Ana (1780-1787) de fachada sobria y situado en pleno centro de la ciudad. El Viejo Coso (1833), usado para corridas de toros, tiene una fachada de ladrillo, siguiendo el modelo romano. También es de esta época el parque más grande de la ciudad, el Campo Grande (1787-s.XIX) aunque posteriormente, sobre todo en el siglo XIX es transformado intensamente desde su concepción neoclásica original a la concepción romántica y naturalista que tiene actualmente, especialmente desde la época de Miguel Íscar como alcalde de la ciudad.

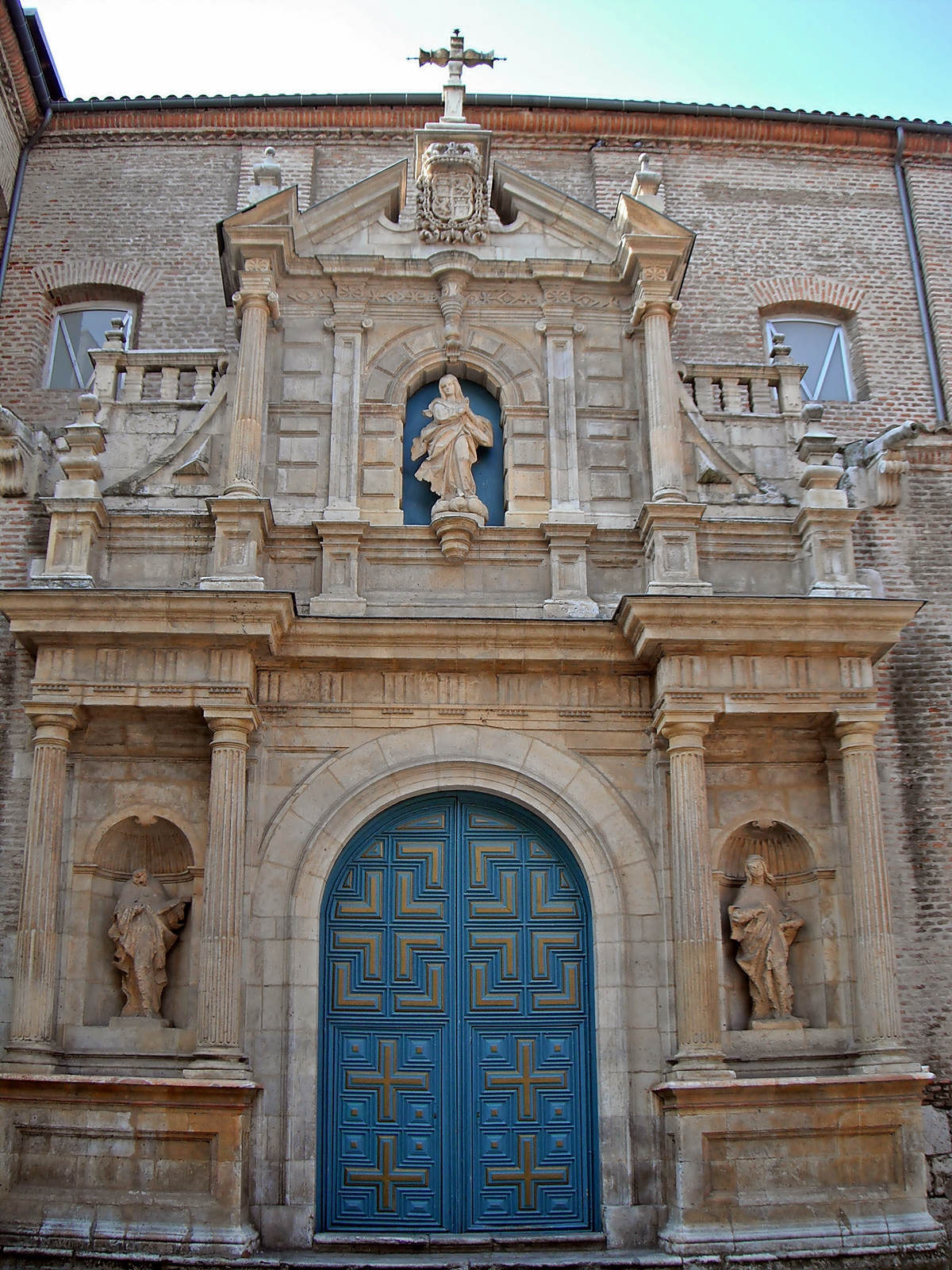
Convento de las Francesas (1487-1721)
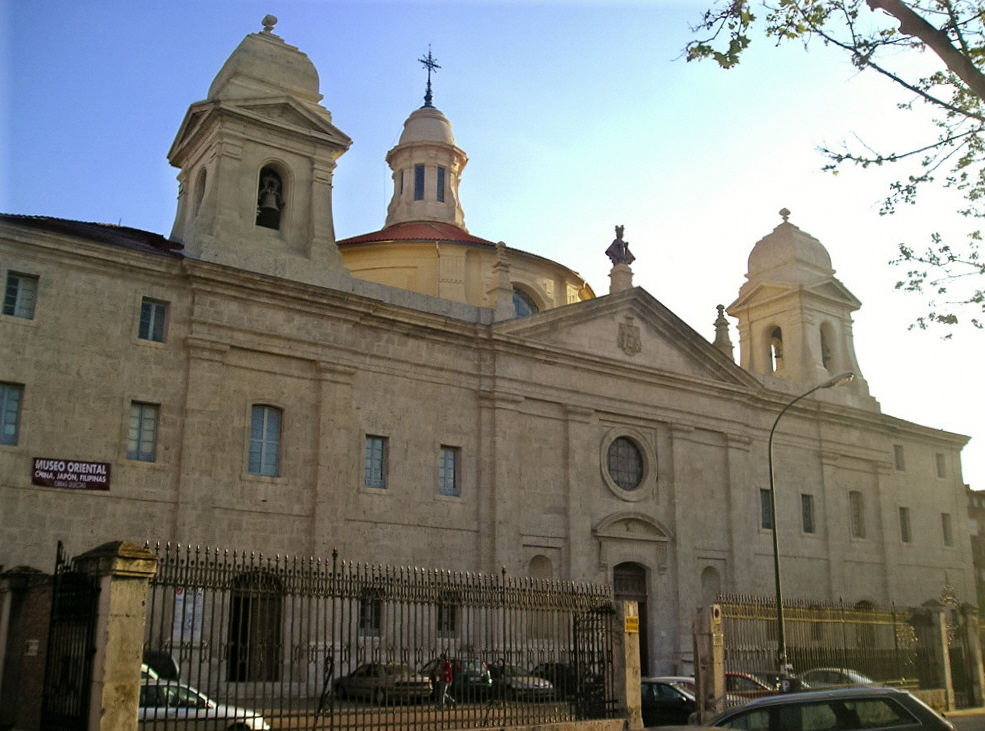
Convento de los Filipinos (1759-1930)
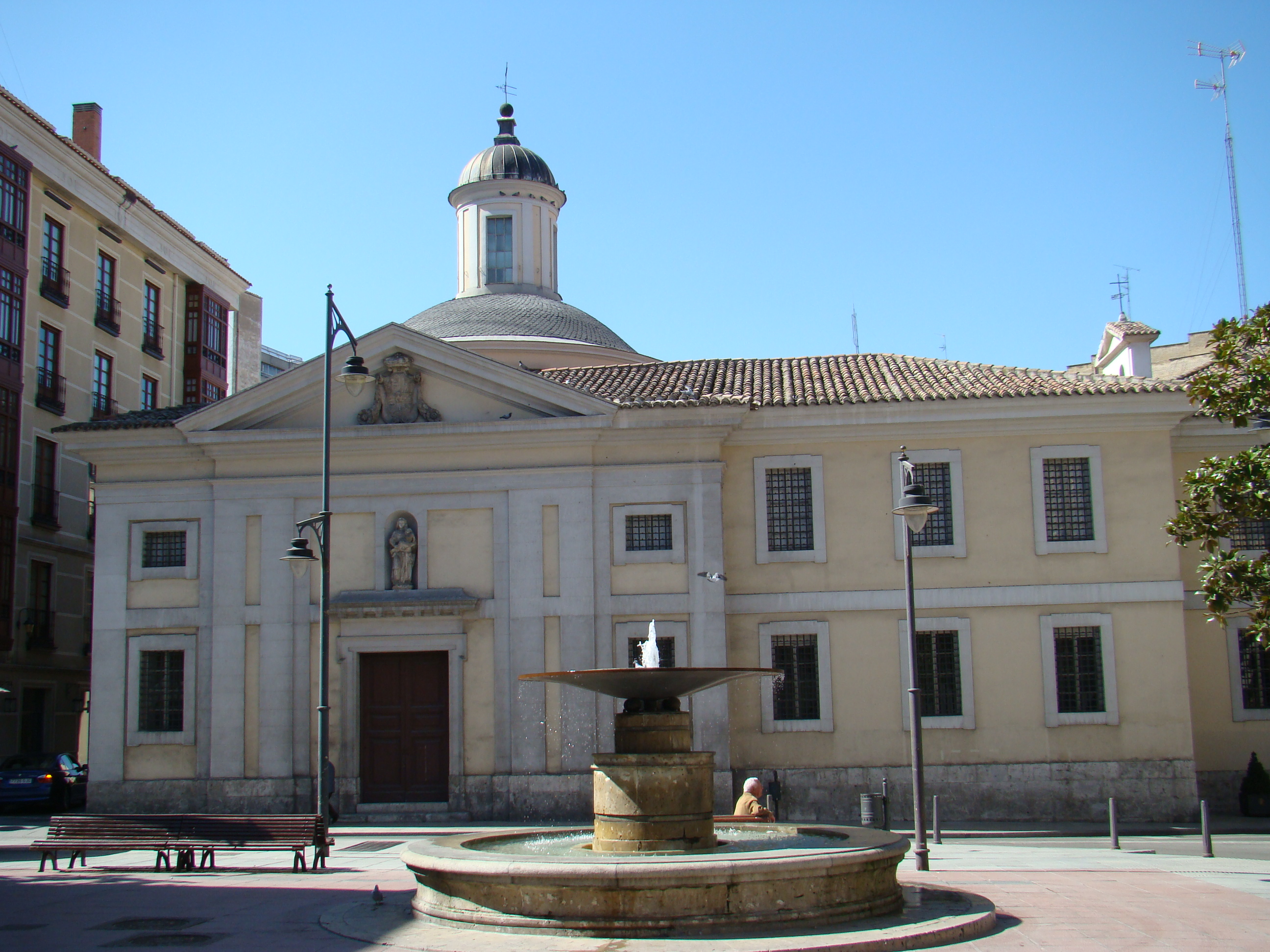
Real Monasterio de San Joaquín y Santa Ana (1780-1787)
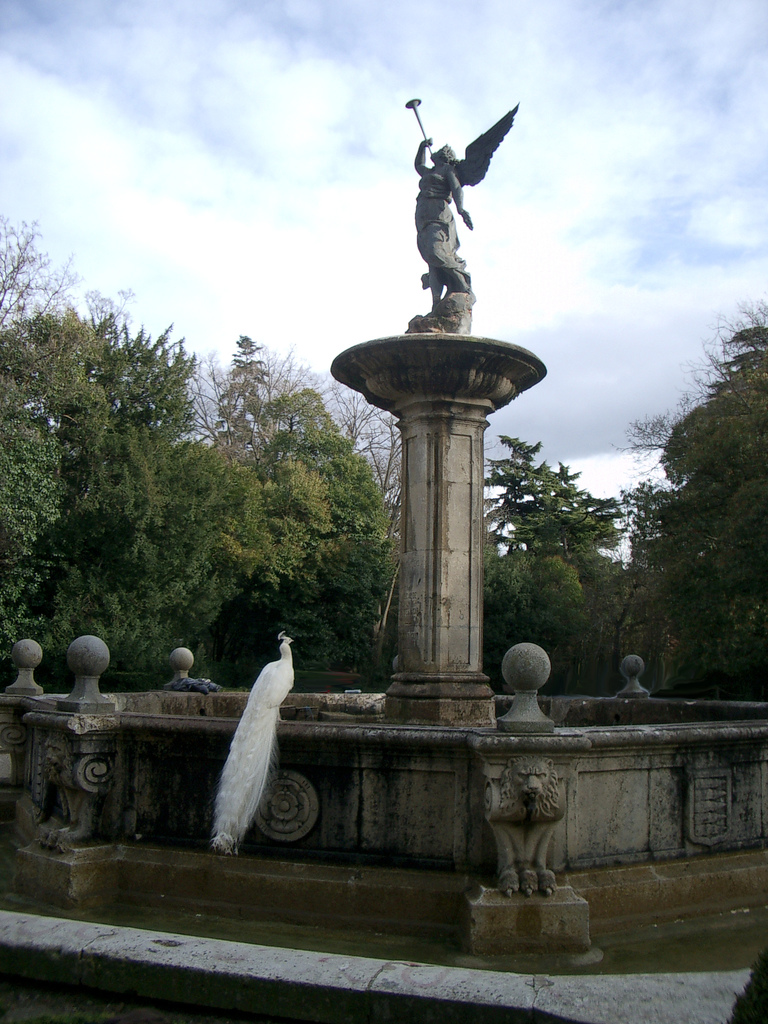
Campo Grande (1787-s.XX)
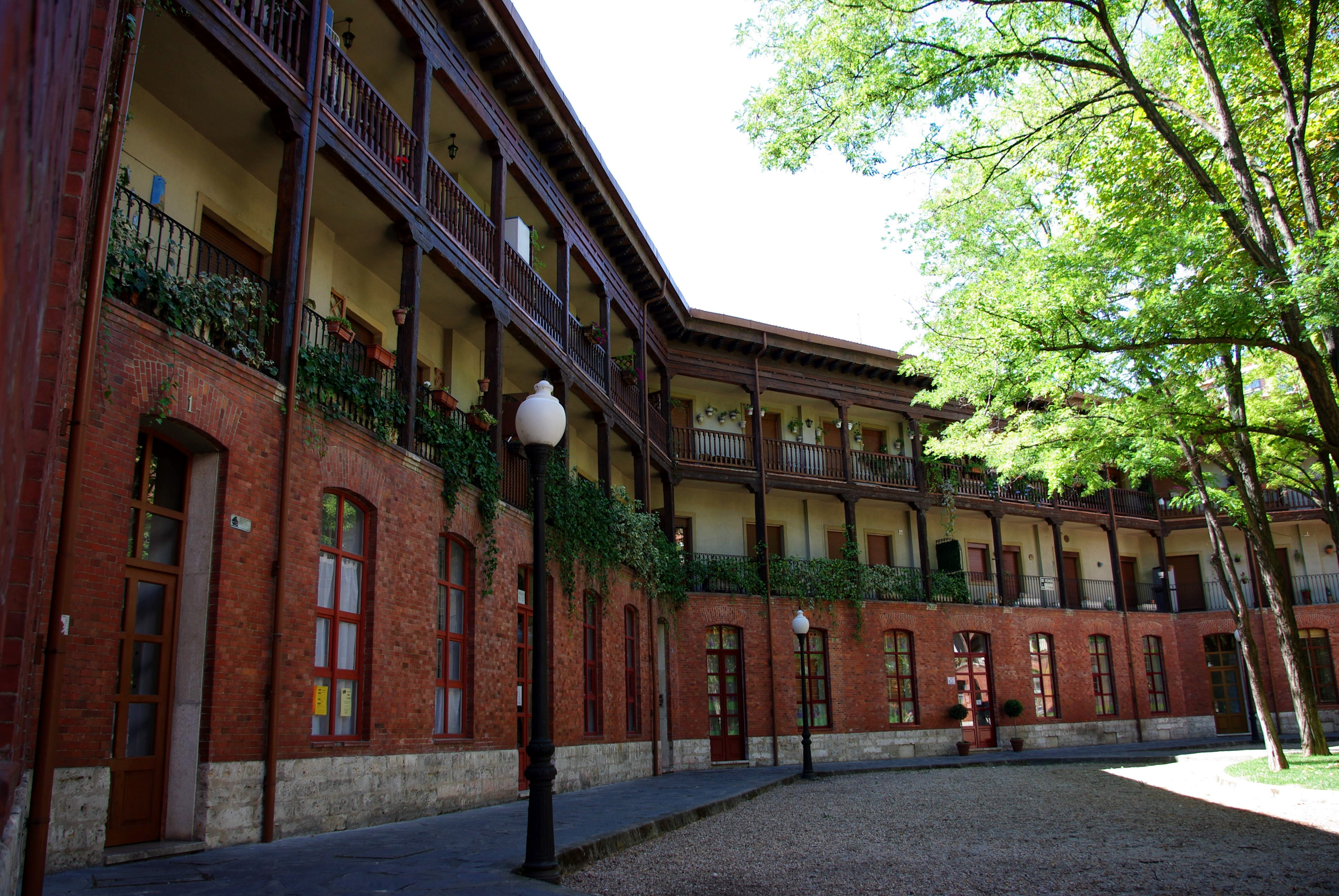
Viejo Coso (1833)

#### Eclecticismo e Historicismo (1850-1936)

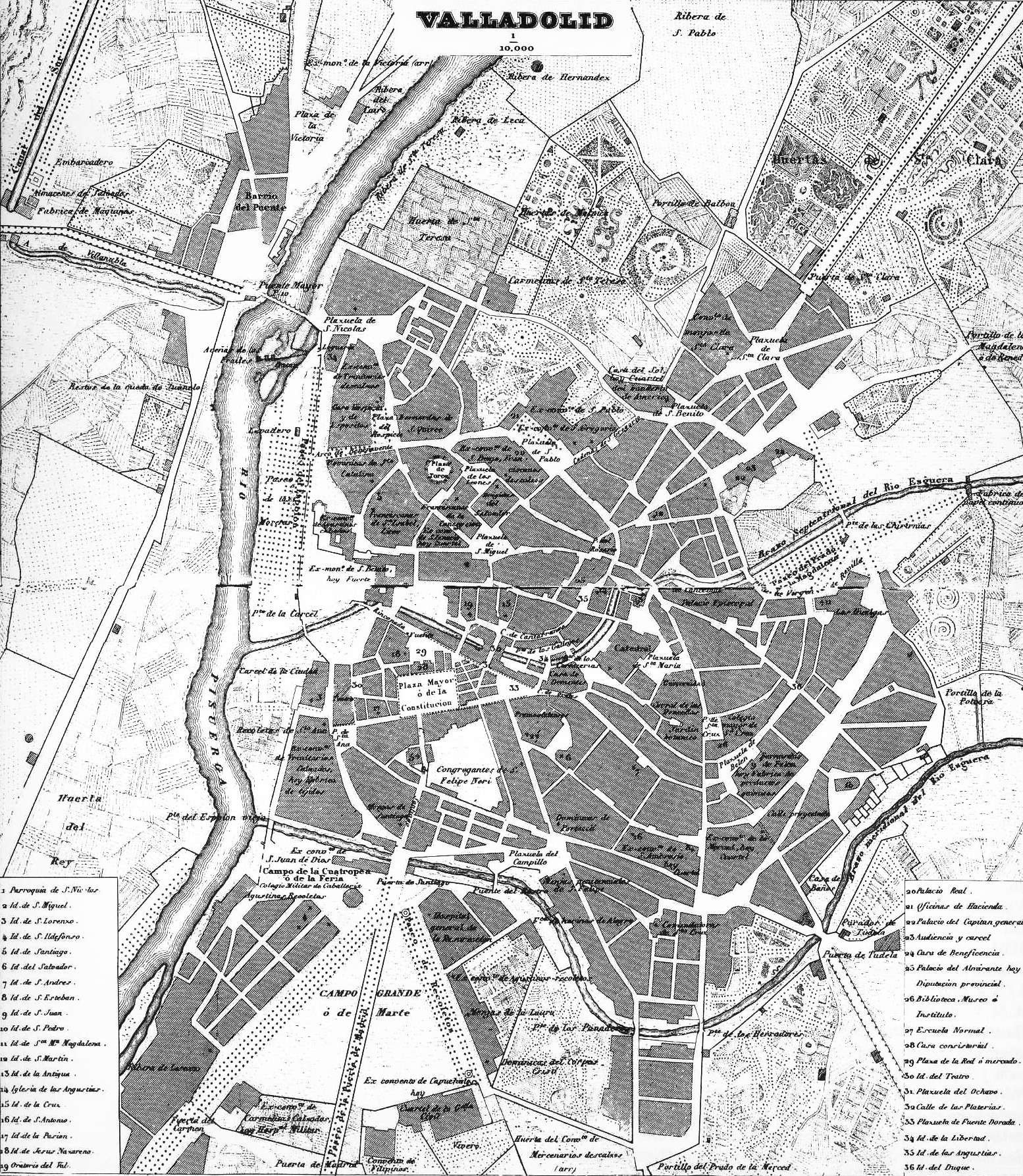
Plano de Valladolid en 1852.

Durante el siglo XIX surgen varias corrientes arquitectónicas que se superponen. El Eclecticismo o Historicismo no se refieren a lo mismo, este último es el uso de un lenguaje anterior y el Eclecticismo es el uso de varios lenguajes anteriores en una misma arquitectura. El Modernismo es la tercera gran corriente arquitectónica. 
Las tres principales corrientes arquitectónicas del siglo XIX (Eclecticismo, Historicismo y Modernismo) en Valladolid se observan sobre todo en el crecimiento de la ciudad hacia la estación de tren (1895), que provoca que la Acera de Recoletos y el entorno de la plaza de Zorrilla se conviertan desde mediados del siglo XIX en el icono de la burguesía pujante. Destacan edificios de finales del siglo XIX y principios del XX: la ecléctica Casa Mantilla (1891) o la modernista Casa del Príncipe (1906) son dos buenos ejemplos. Uno de los edificios más llamativos de este estilo es el Teatro Calderón (1864), de diseño ecléctico y tendencia neoclásica. La nueva casa consistorial (1897-1908) es de esta época, combinando distintos estilos como el eclecticismo con un carácter beaux-artiana con inspiración renacentista. El Círculo de Recreo (1902) es ecléctico con inspiración neorrenacentista. El Pasaje Gutiérrez (1886) es uno de los tres ejemplos de galería comercial cubierta que se conservan en España. La Academia de Caballería (1921-1924) de estilo neoplateresco (perteneciente al Historicismo) es uno de los edificios más representativos de esta época y en conjunto de la ciudad. El Palacio de Correos y Telégrafos (1922) fue levantado en estilo neorrenacentista pero en la década de los 70 fue remodelado totalmente perdiendo su atractivo palaciego. Un ejemplo de construcción religiosa de este periodo es la iglesia de San Juan Bautista (1930-1932), de estilo ecléctico-historicista. La iglesia de Nuestra Señora del Pilar (1906-1907), de estilo neogótico es el edificio religioso más representativo de la época. Otro edificio muy reconocible es la Unión y el Fénix (1936), al principio de la calle de Santiago según se sale de la plaza Mayor y que es de estilo neobarroco. En el apartado industrial destaca la fábrica de la "Electra Popular Vallisoletana" (1906-1907, aunque fue remodelada y ampliada en los años 20).

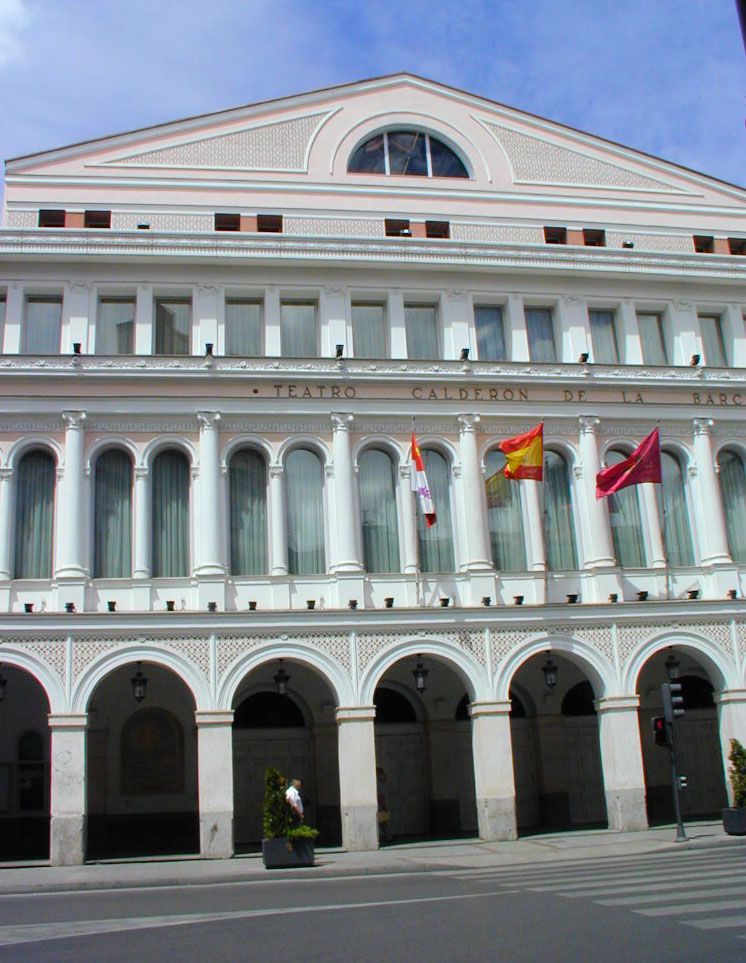
Teatro Calderón (1864)
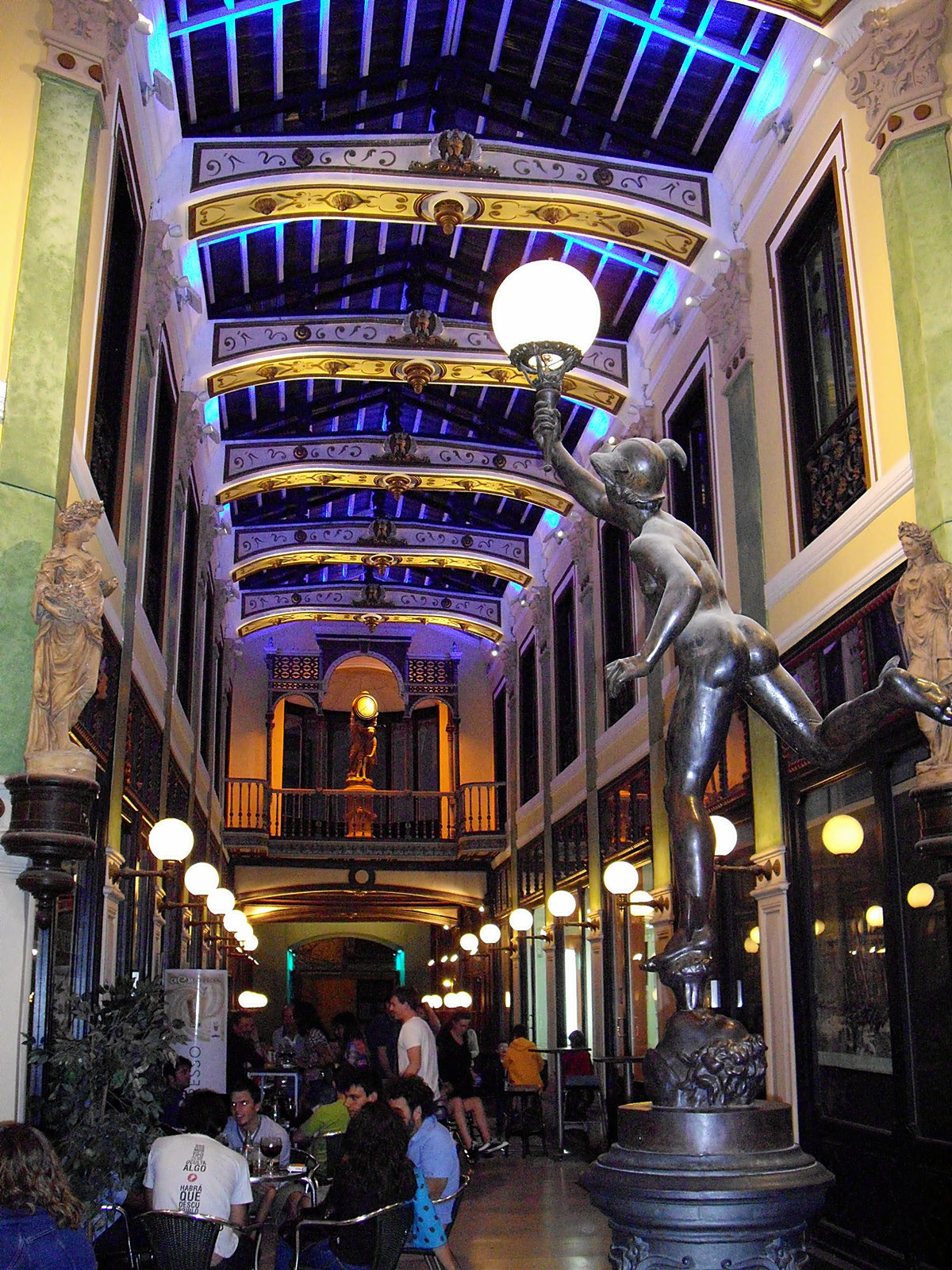
Pasaje Gutiérrez (1886)
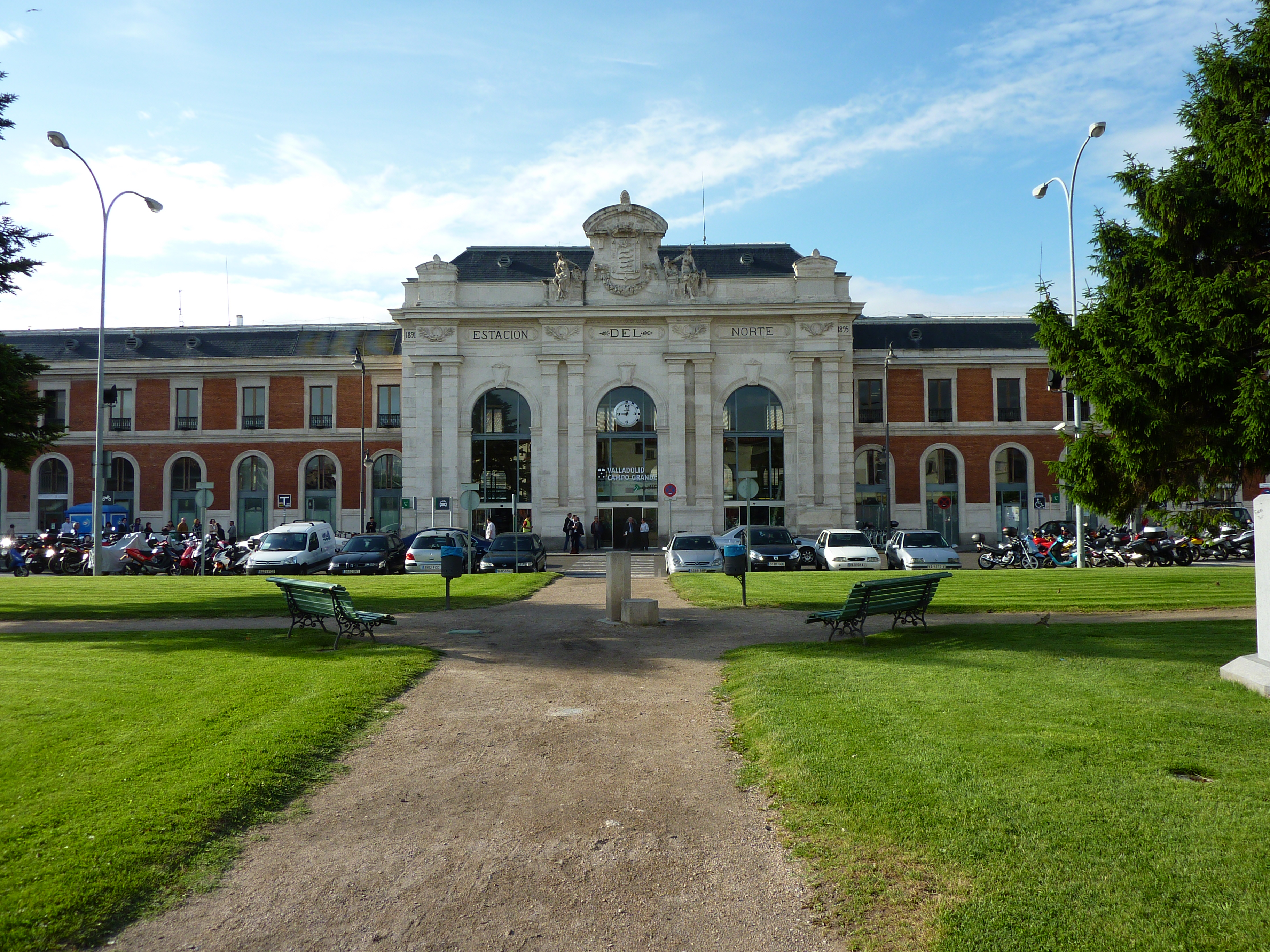
Estación de Valladolid-Campo Grande (1891-1895)
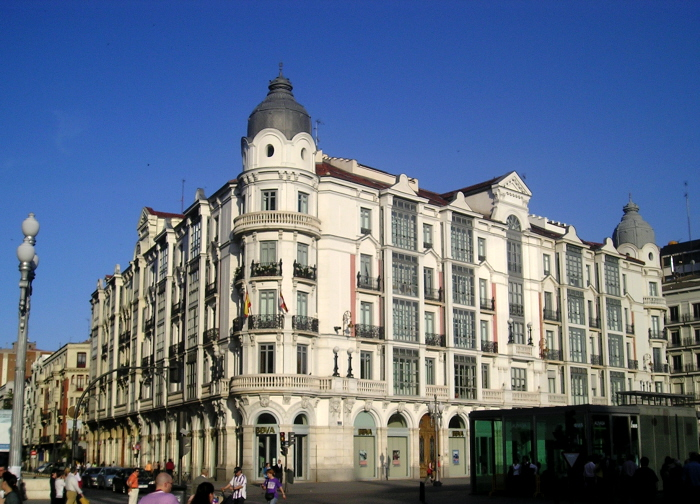
Casa Mantilla (1891)
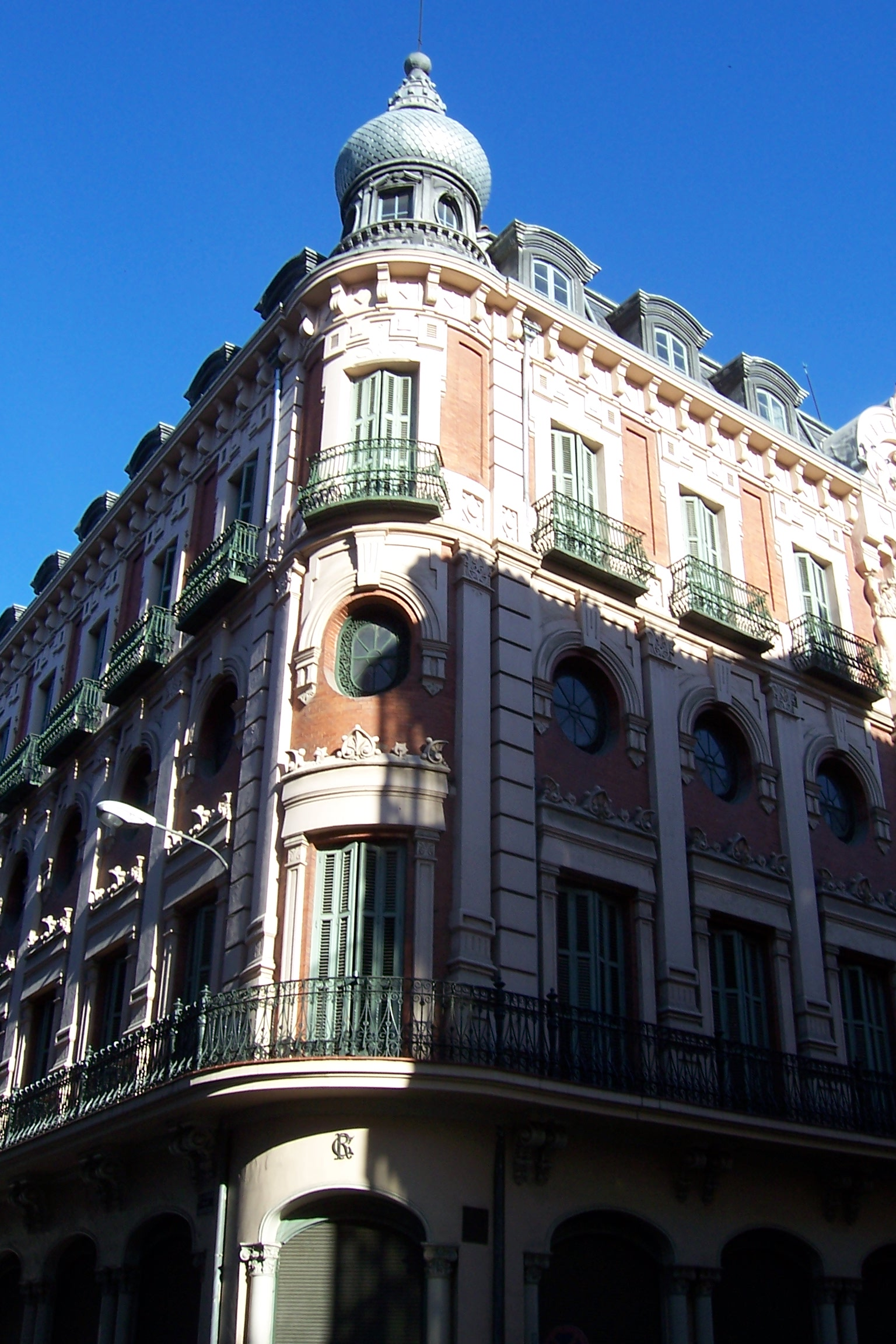
Círculo de Recreo (1902)
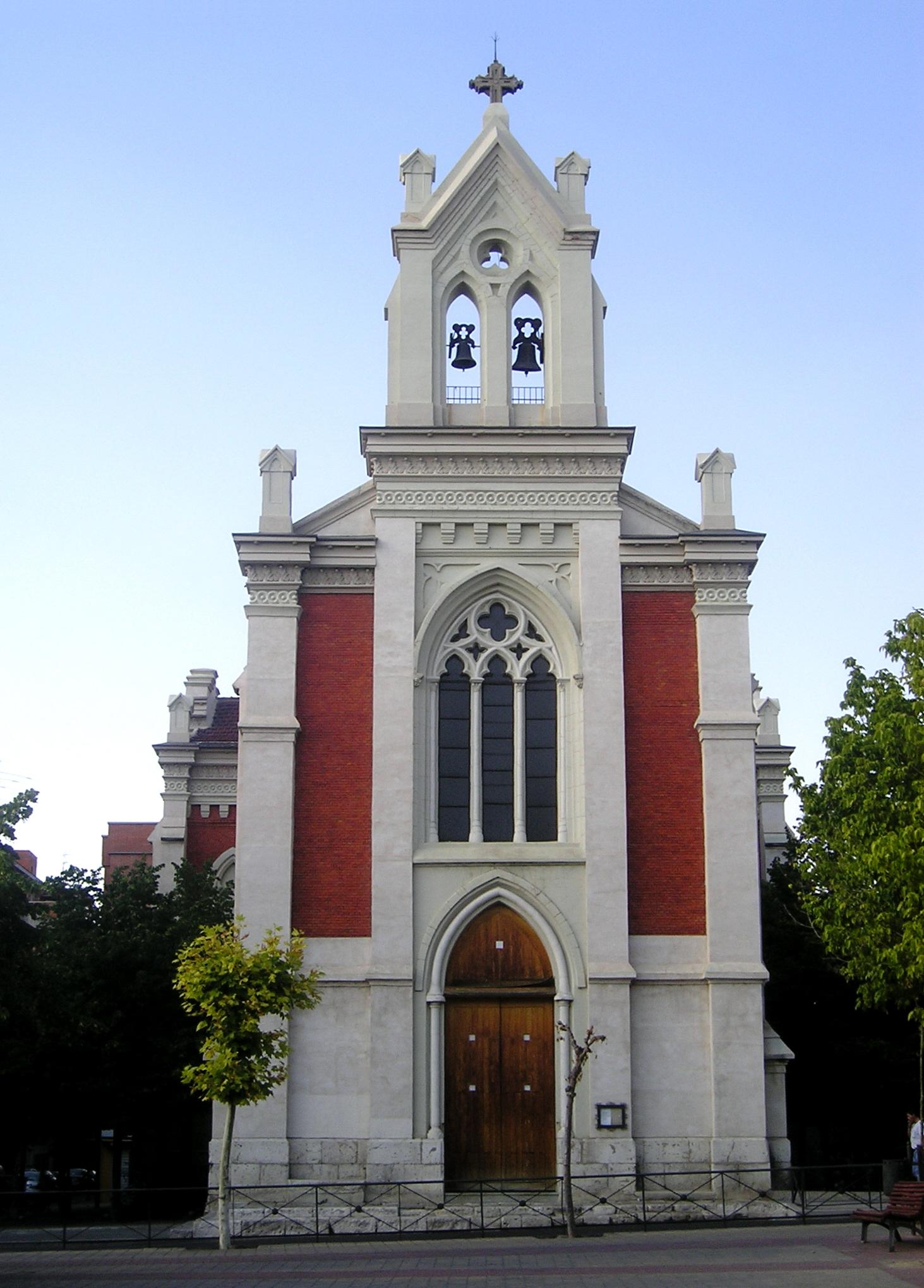
Iglesia del Pilar (1906-1907)
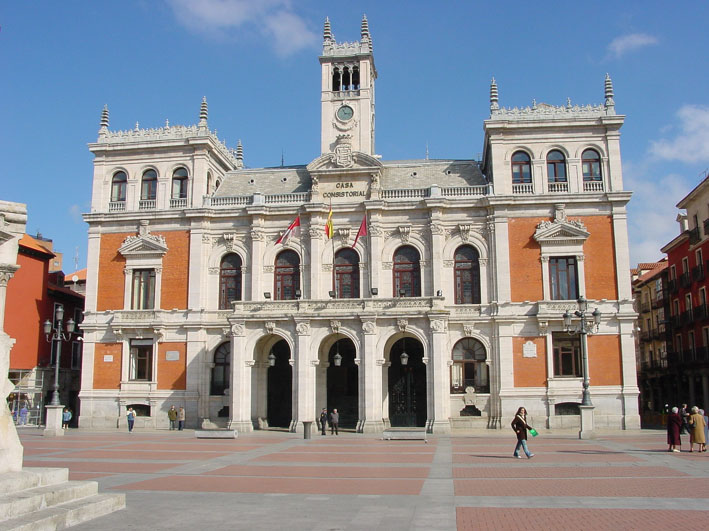
Casa Consistorial de Valladolid (1897-1908)
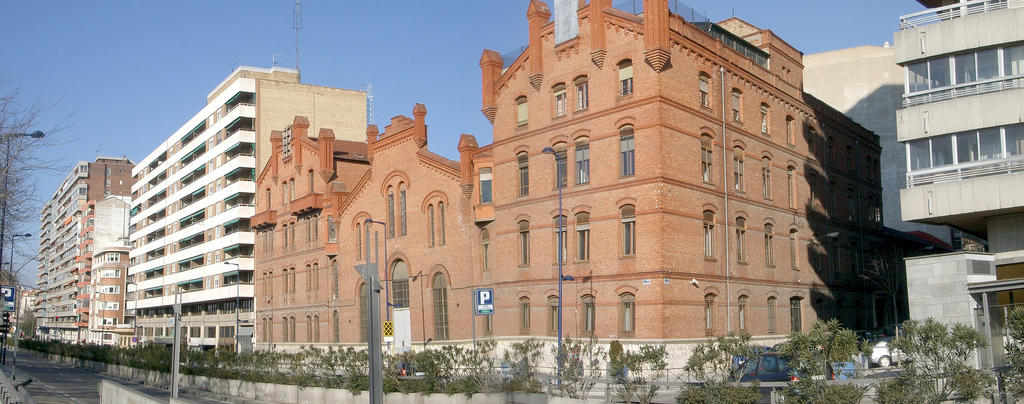
Fábrica de la "Electra Popular Vallisoletana" (1906-1907)
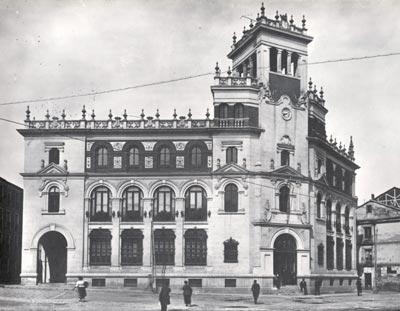
Palacio de Correos y Telégrafos (1922)
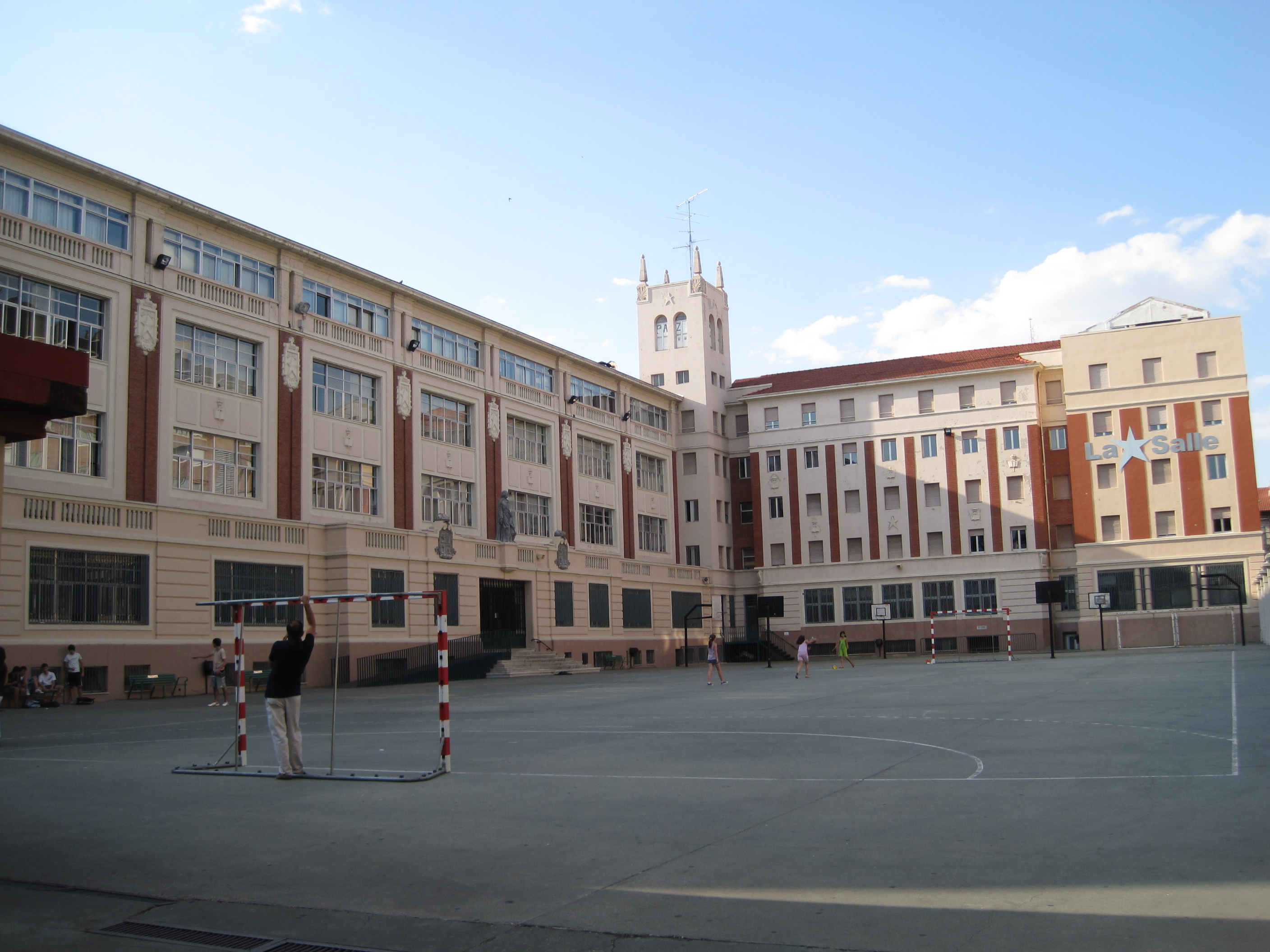
Colegio La Salle (1922)
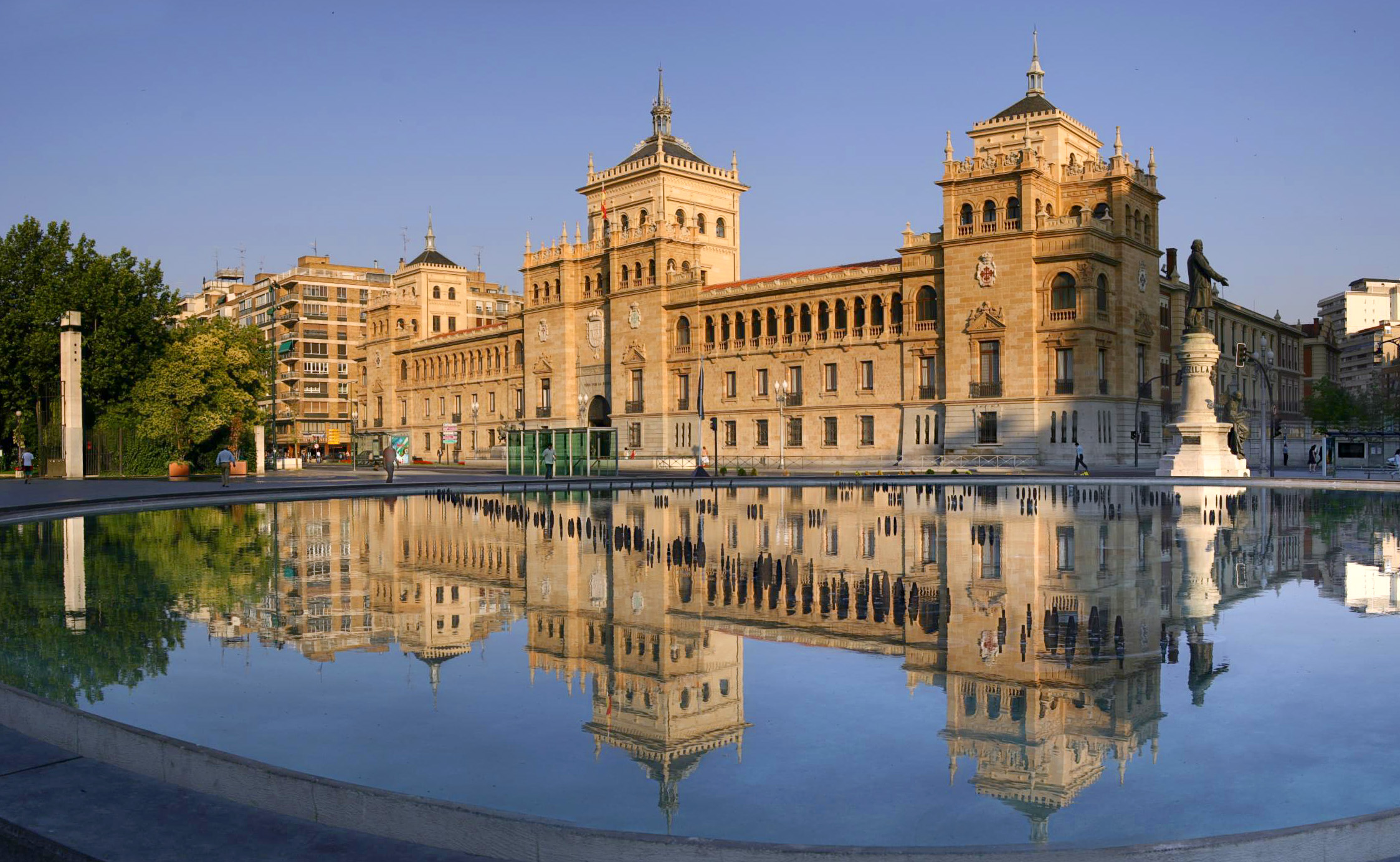
Academia de Caballería de Valladolid (1921-1924)
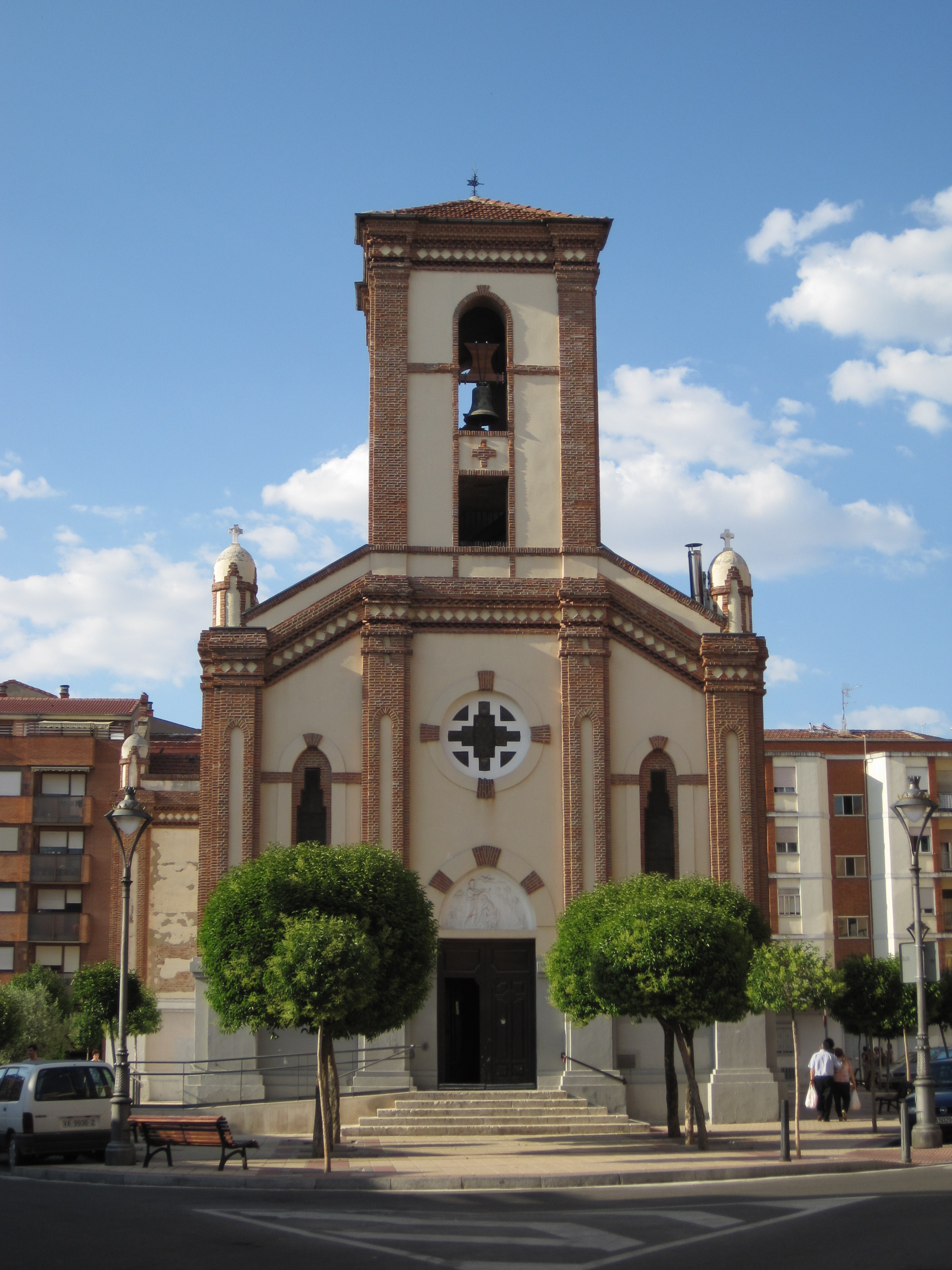
Iglesia de San Juan Bautista (1930-1932)
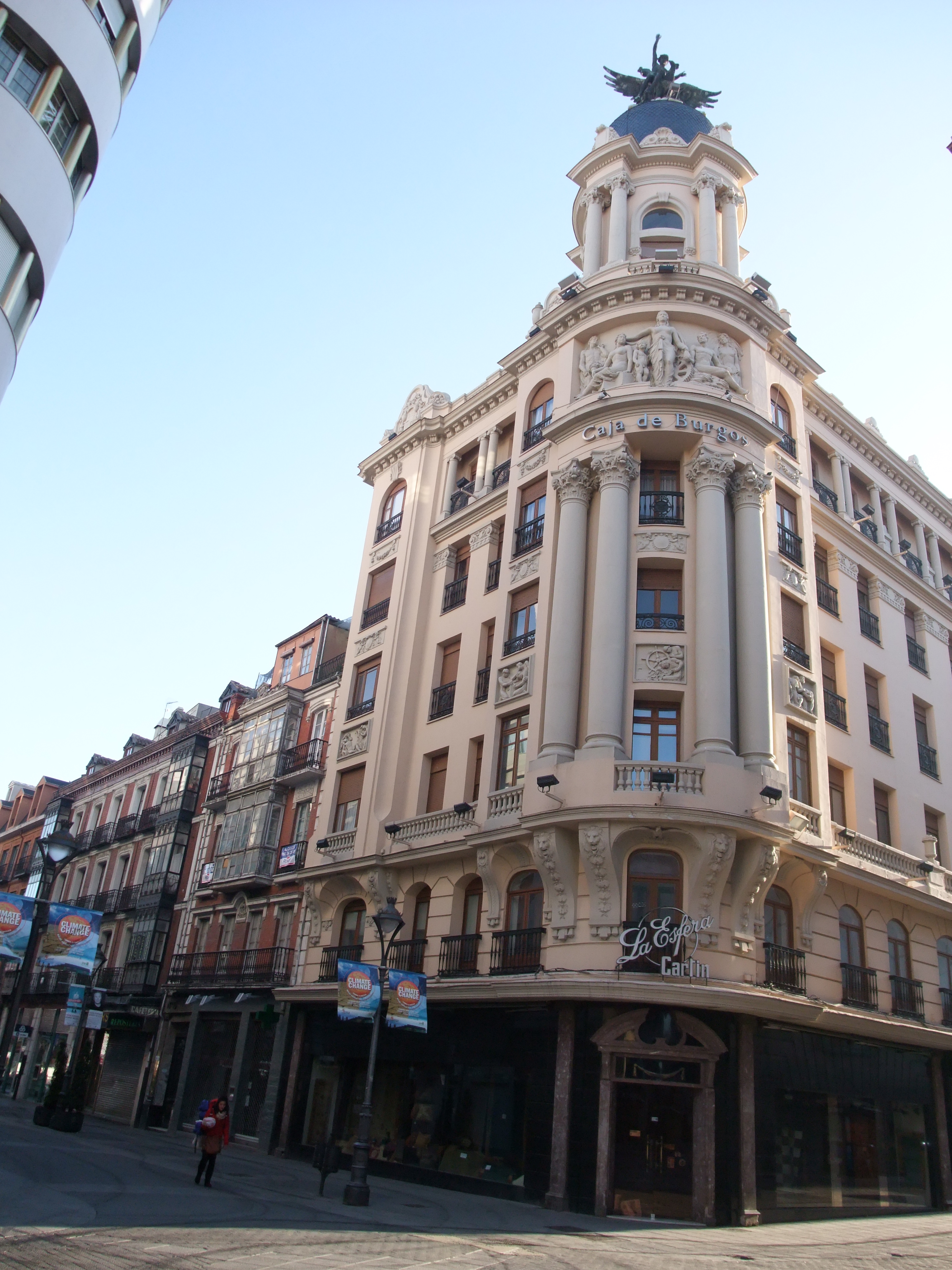
La Unión y el Fénix (1936)

Los edificios civiles vallisoletanos construidos durante el siglo XIX y el primer tercio del XX de estilos ecléctico e historicista suelen tener características comunes como sobriedad en su fachada, tener decoración más sencilla, balcones cerrados o con escaso tamaño y protegidos con barandillas metálicas y tener unos 3-4 pisos de altura. Se encuentran principalmente en las vías que comunican la plaza Mayor, la plaza de Zorrilla, plaza de España, la plaza de Colón y plaza de Madrid entre sí como la calle de Santiago, la acera de Recoletos y las calles del Duque de la Victoria, de Cánovas del Castillo, de Miguel Íscar, de Gamazo o de López Gómez. Gran parte de la ciudad de este periodo debe su forma y diseño al arquitecto Jerónimo Ortiz de Urbina y su hijo Antonio Ortiz de Urbina y Olasagasti.
Por esa zona se encuentra el Círculo de Recreo.

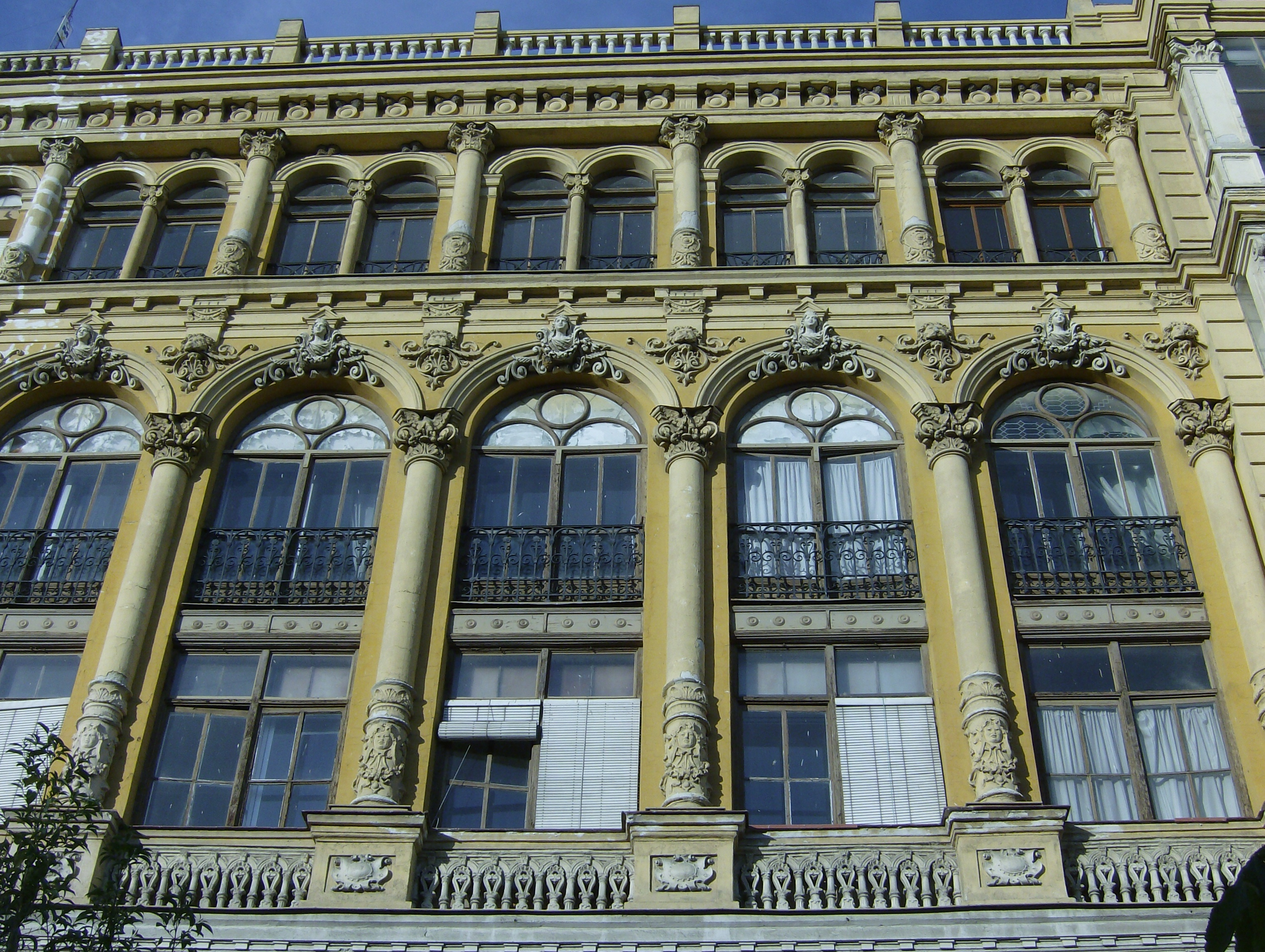
Casa Resines (1891)
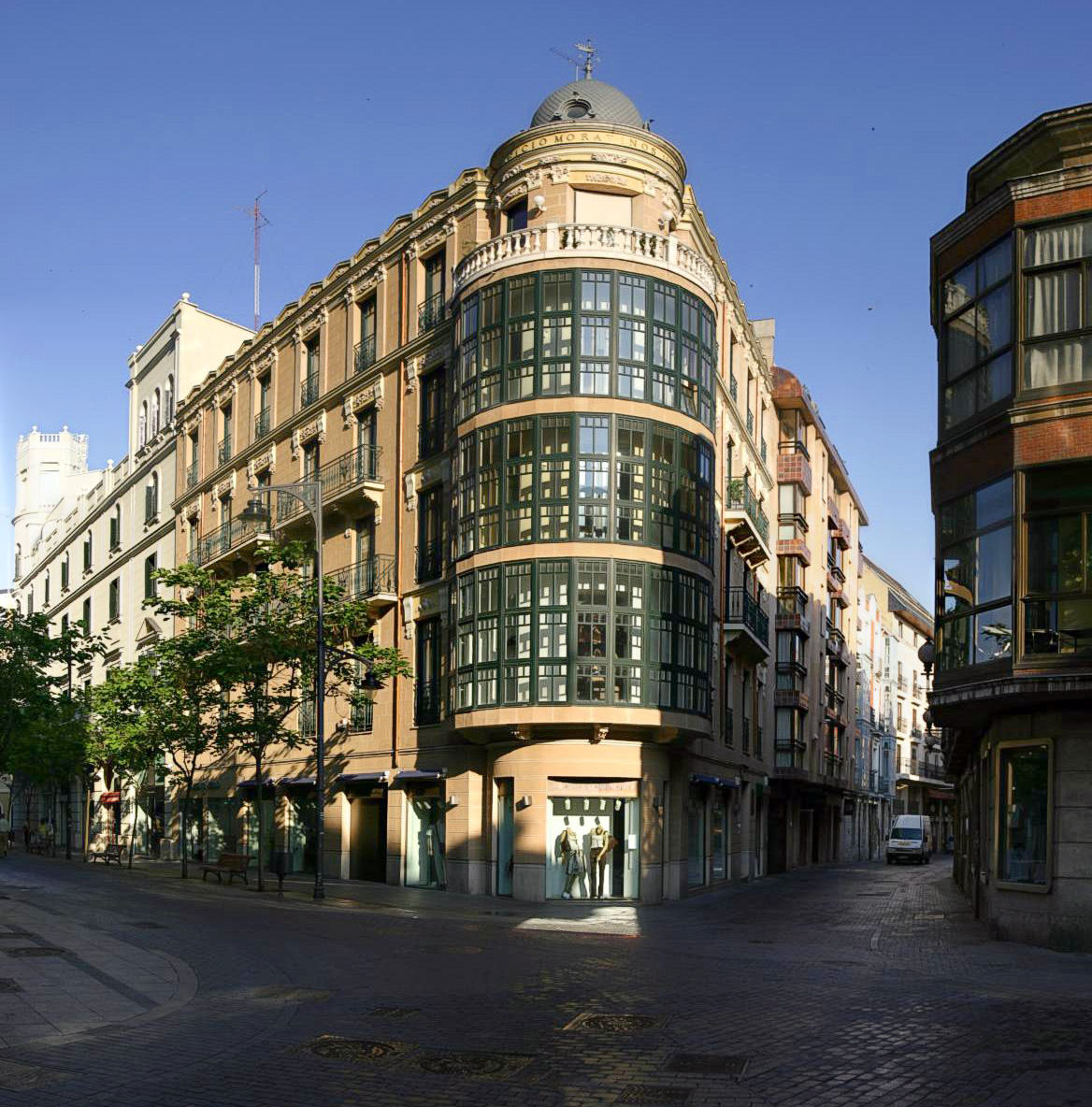
Edificio Moratinos
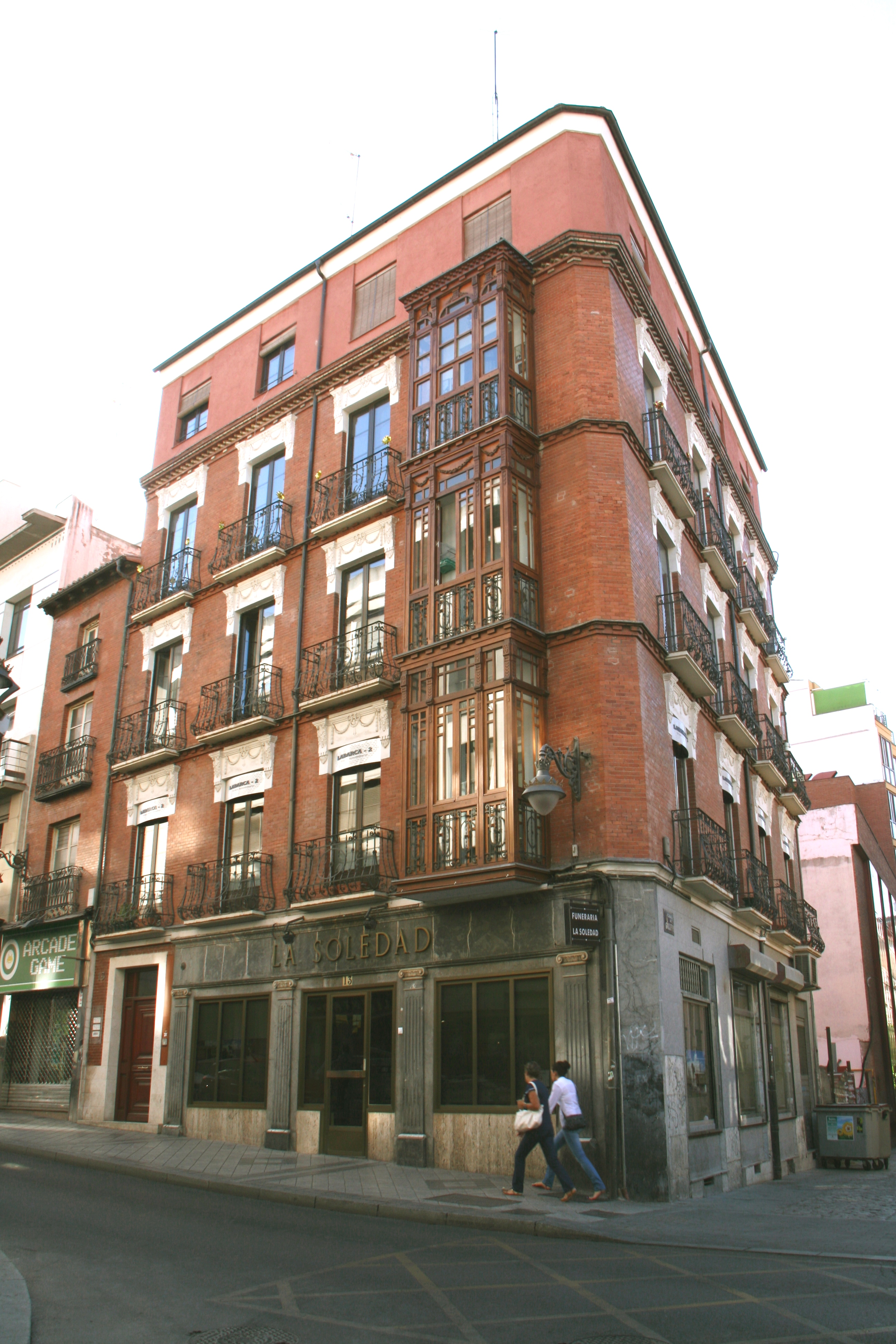
Edificio La Soledad
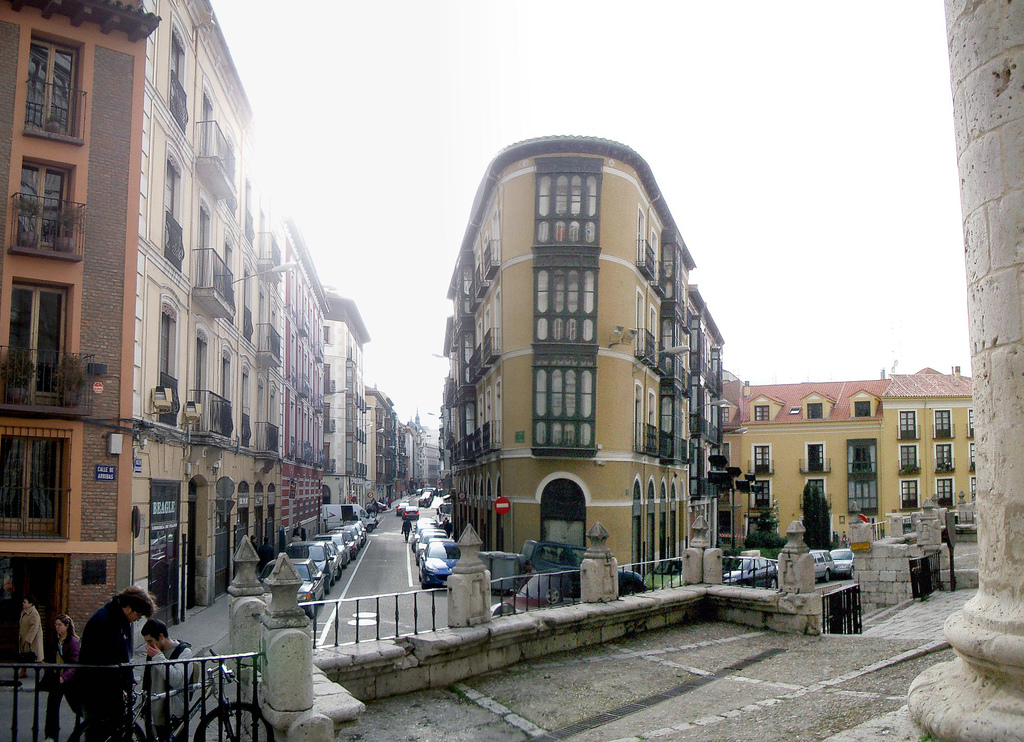
Calle Cascajales (desde la catedral)
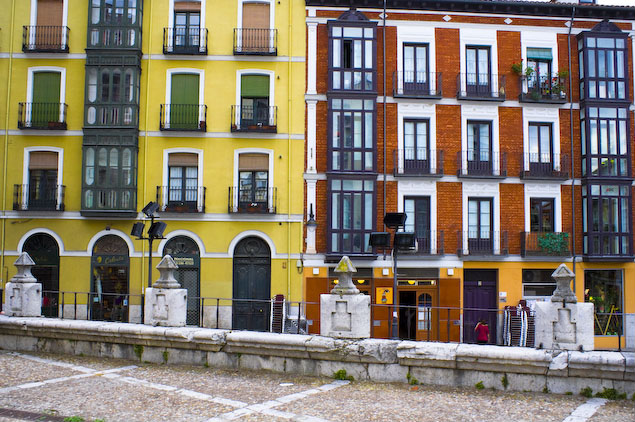
Calle Regalado (en frente de la catedral)
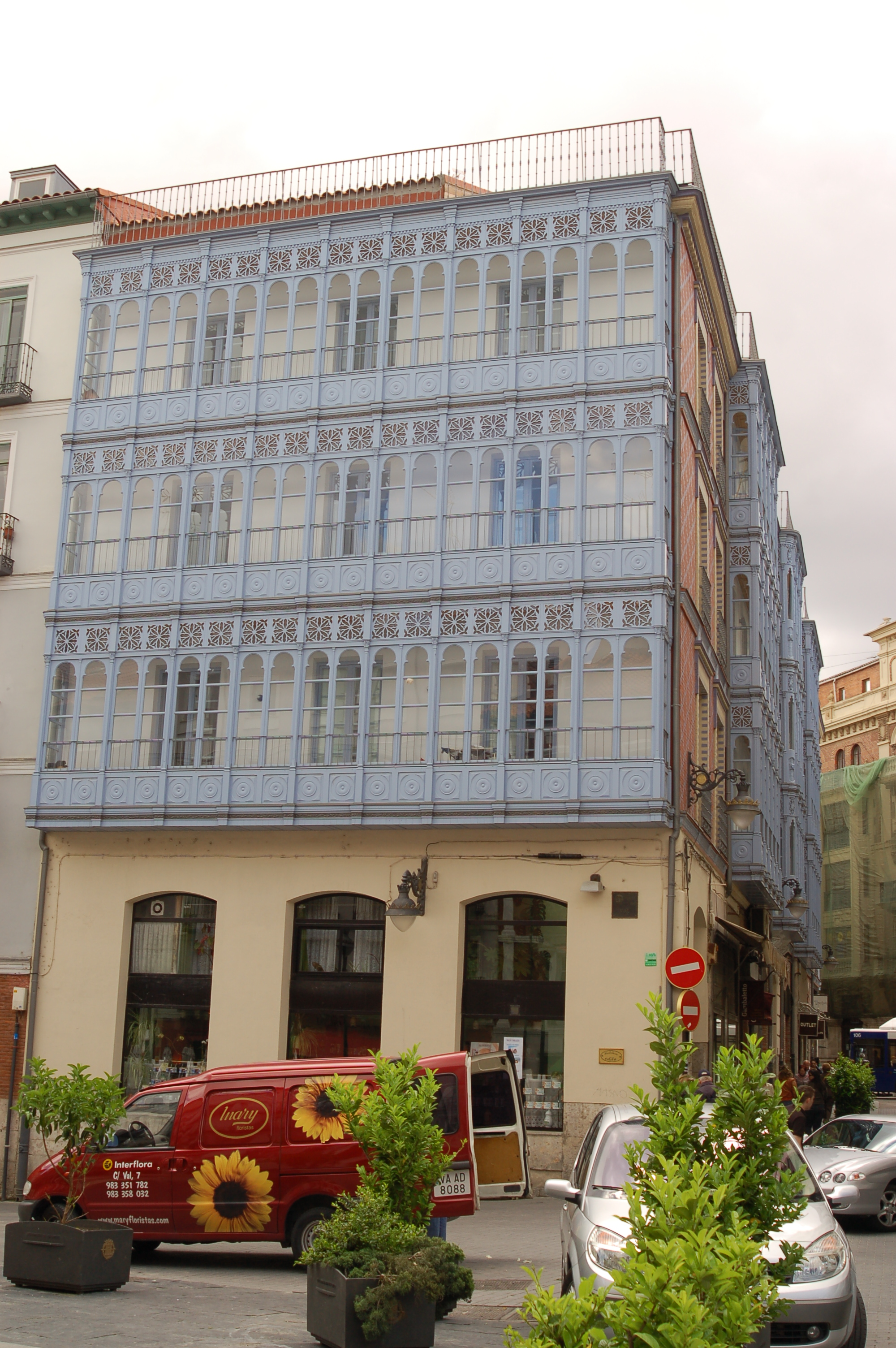
Edificio en Plaza del Val

#### Modernismo (1888-1918)
El Modernismo se considera un arte diferente de los dos anteriores porque su intención es crear un arte nuevo que representara una ruptura con los estilos dominantes en la época (el Historicismo y el Eclecticismo). Al igual que ocurría con éstos, los mejores ejemplos del Modernismo vallisoletano se encuentran en torno a la acera de Recoletos y la plaza de Zorrilla. El mejor exponente de este periodo en la ciudad es la Casa del Príncipe (1906). Otro destacable es el edificio n.º 6 de la calle Cánovas del Castillo (1916). Ambos son los dos únicos representantes en Valladolid que tienen reminiscencias del Modernismo catalán y del madrileño, las dos corrientes principales que se desarrollaron en el país. En lo que entonces eran las afueras de la ciudad (hoy el barrio Parque Alameda), otro ejemplar interesante es la Casa Luelmo (1907-1912), que hoy es sede de la Fundación del Patrimonio Histórico de Castilla y León.

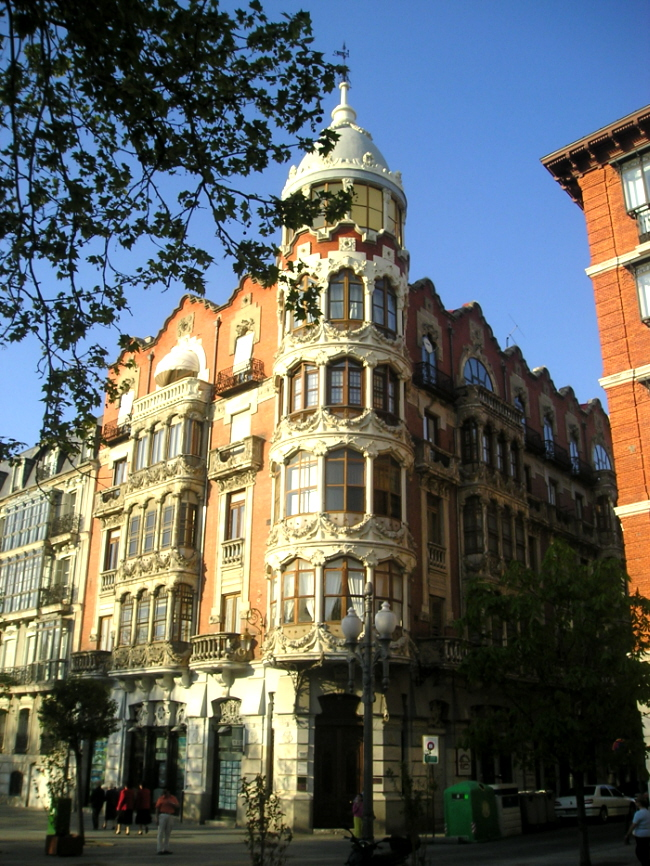
Casa del Príncipe (1906)

#### Racionalismo y Art déco (1918-1936)
La mayoría de edificios racionalistas se sitúan cerca de la plaza Mayor o en vías que comunican a ella como la calle de Santiago o la calle del Duque de la Victoria. Un ejemplo sería el edificio de viviendas n.º 3, en la esquina de la plaza Mayor con la plaza del Corrillo, levantado en el año 1926. En cuanto al estilo Art déco el cine Roxy (1936, hoy convertido en casino), es el mejor ejemplo de este escaso estilo disponible en la ciudad.

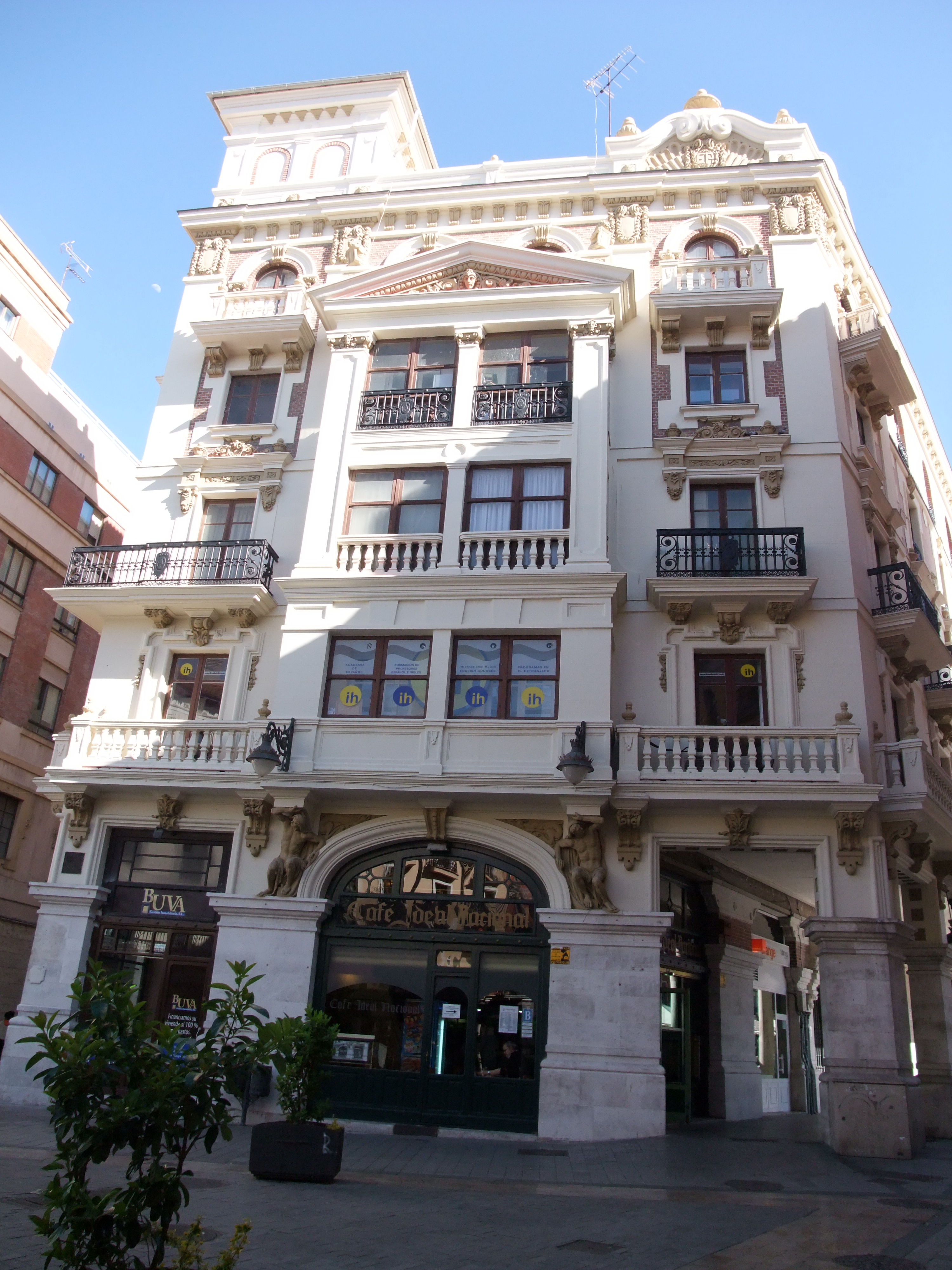
Edificio de viviendas nº3 (1926)
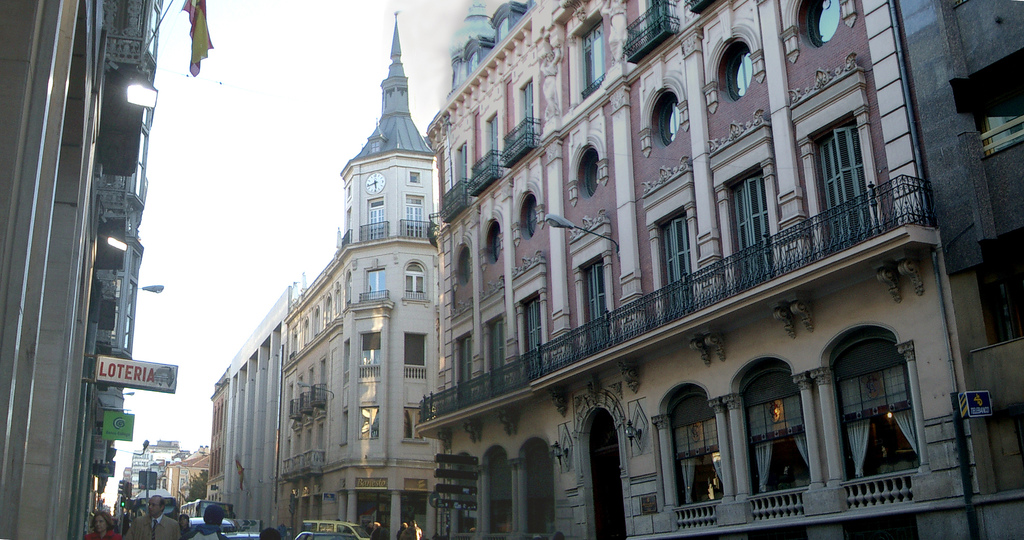
Calle del Duque de la Victoria
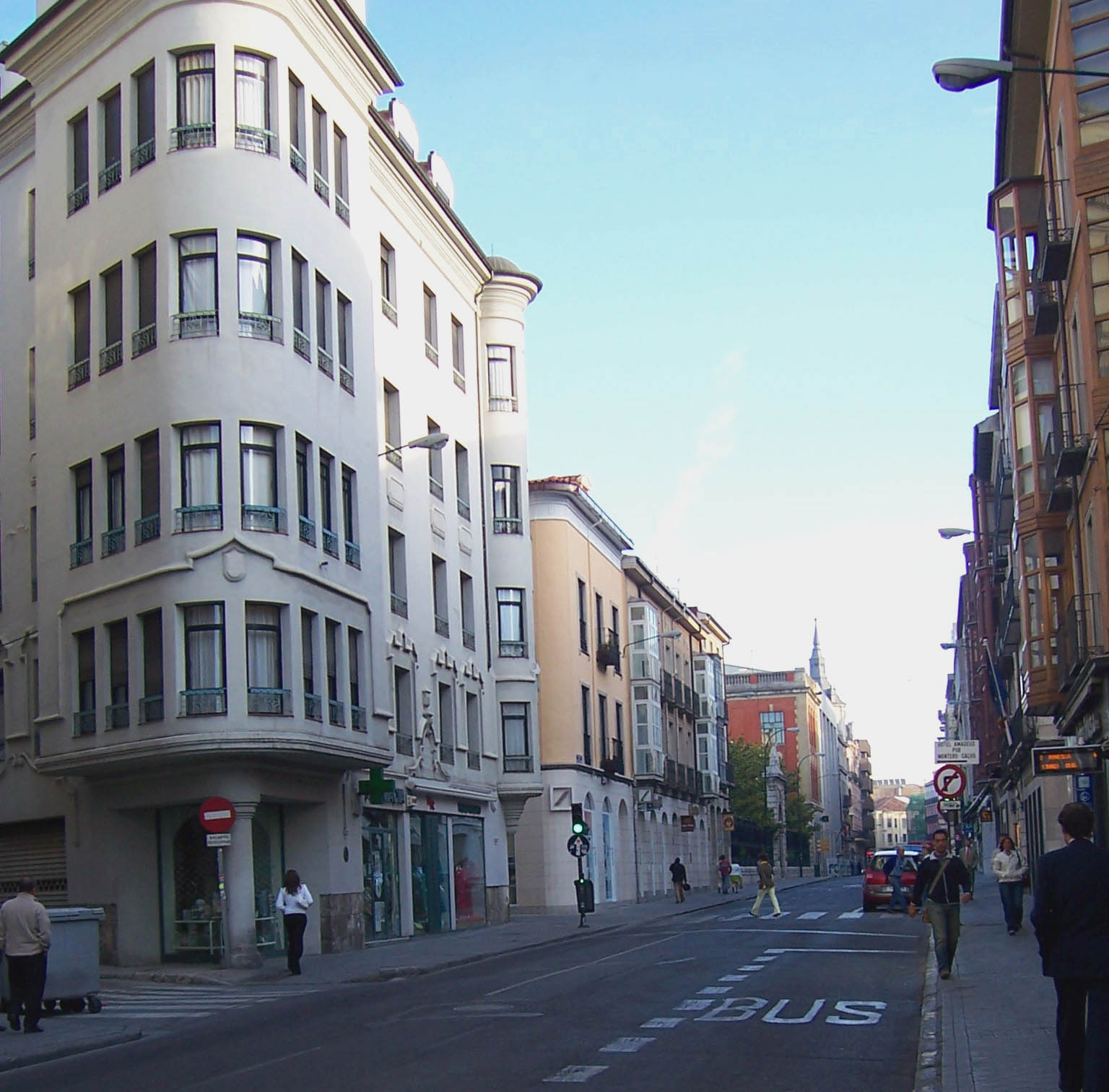
Calle del Duque de la Victoria
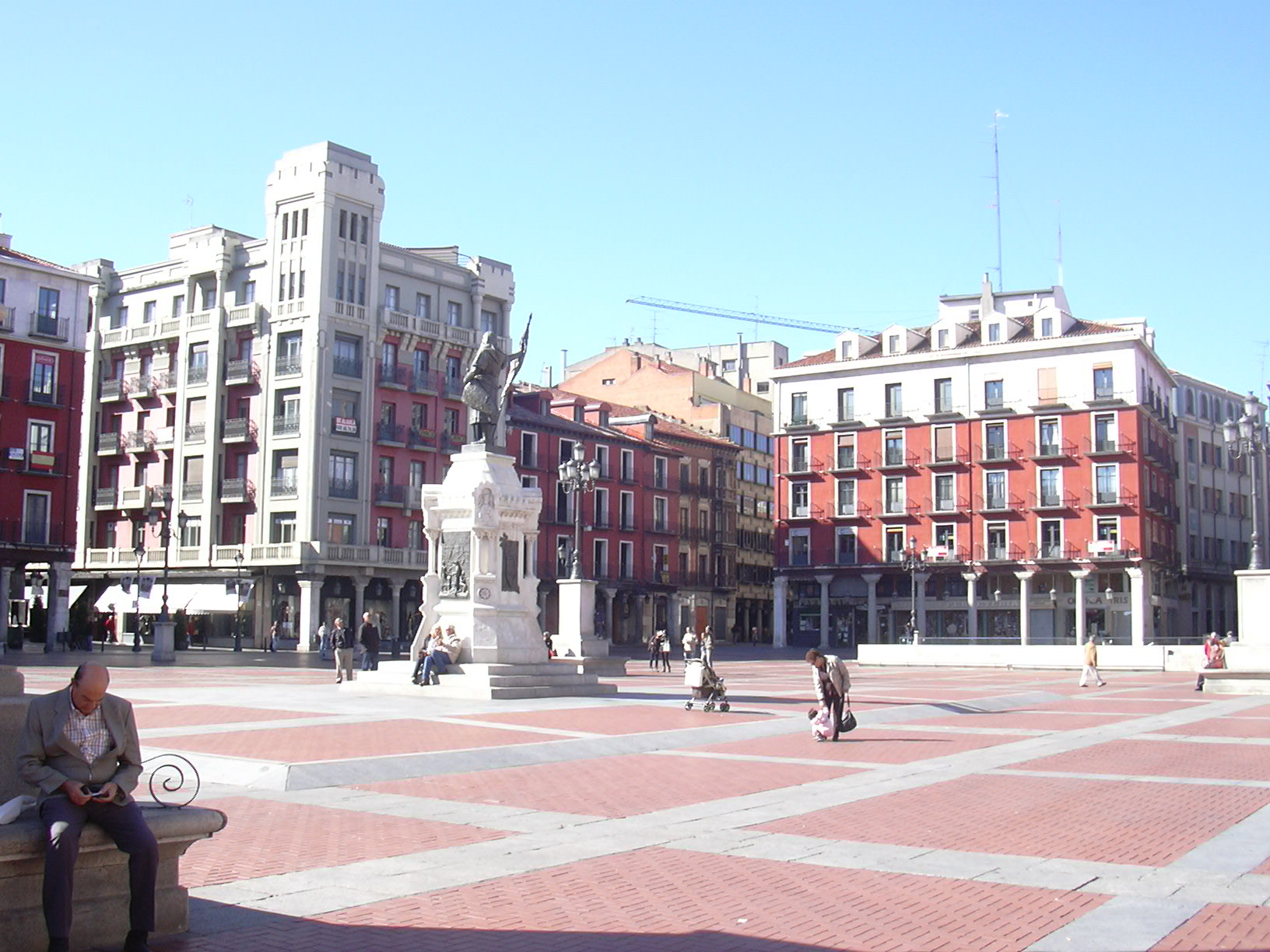
(izda) Edificio entre Plaza Mayor y Calle Santiago (1934)

#### Arquitectura de posguerra (1936-1949)
Aunque la guerra civil española (1936-1939) no provocó grandes pérdidas patrimoniales puesto que desde el principio Valladolid permaneció en la zona sublevada, que fue la que acabó ganando la guerra, algunas iglesias fueron dañadas (quemadas, fundamentalmente) los primeros días de la guerra y otros edificios sufrieron daños por los bombardeos republicanos. Estos edificios fueron restaurados progresivamente, como la iglesia de Nuestra Señora del Carmen (1937-1949). Posteriormente y debido a la dura posguerra en el periodo de autarquía no se construyeron gran cantidad de edificios hasta el desarrollismo iniciado en los años 1950. La arquitectura franquista tenía una estética imperial y tradicionalista que en arquitectura reproducía formas herrerianas (estilo neo-herreriano). Por su ambición es destacable el proyectado (y comenzó a construirse en 1945) Alcázar de Cristo Rey, un complejo arquitectónico en torno al Santuario Nacional de la Gran Promesa (1610-1941) de enormes proporciones. Este edificio proyectado como "centro de peregrinación" tendría una torre de 125 metros de altura (superior a la de la catedral). El gigantesco proyecto se acabó abandonando.

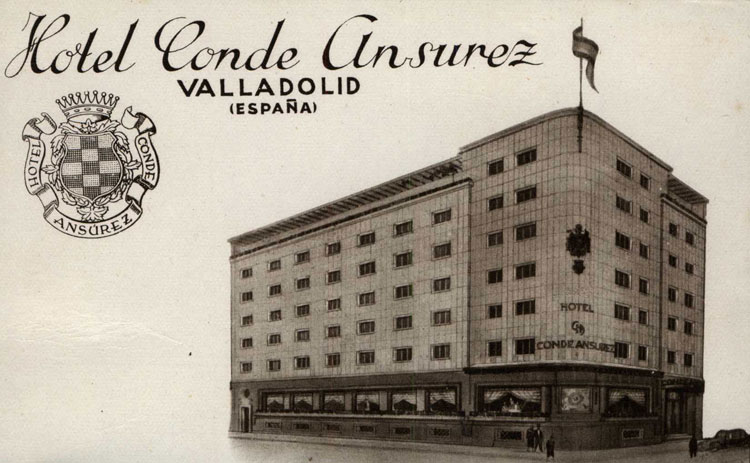
Hotel Conde Ansúrez (1943)
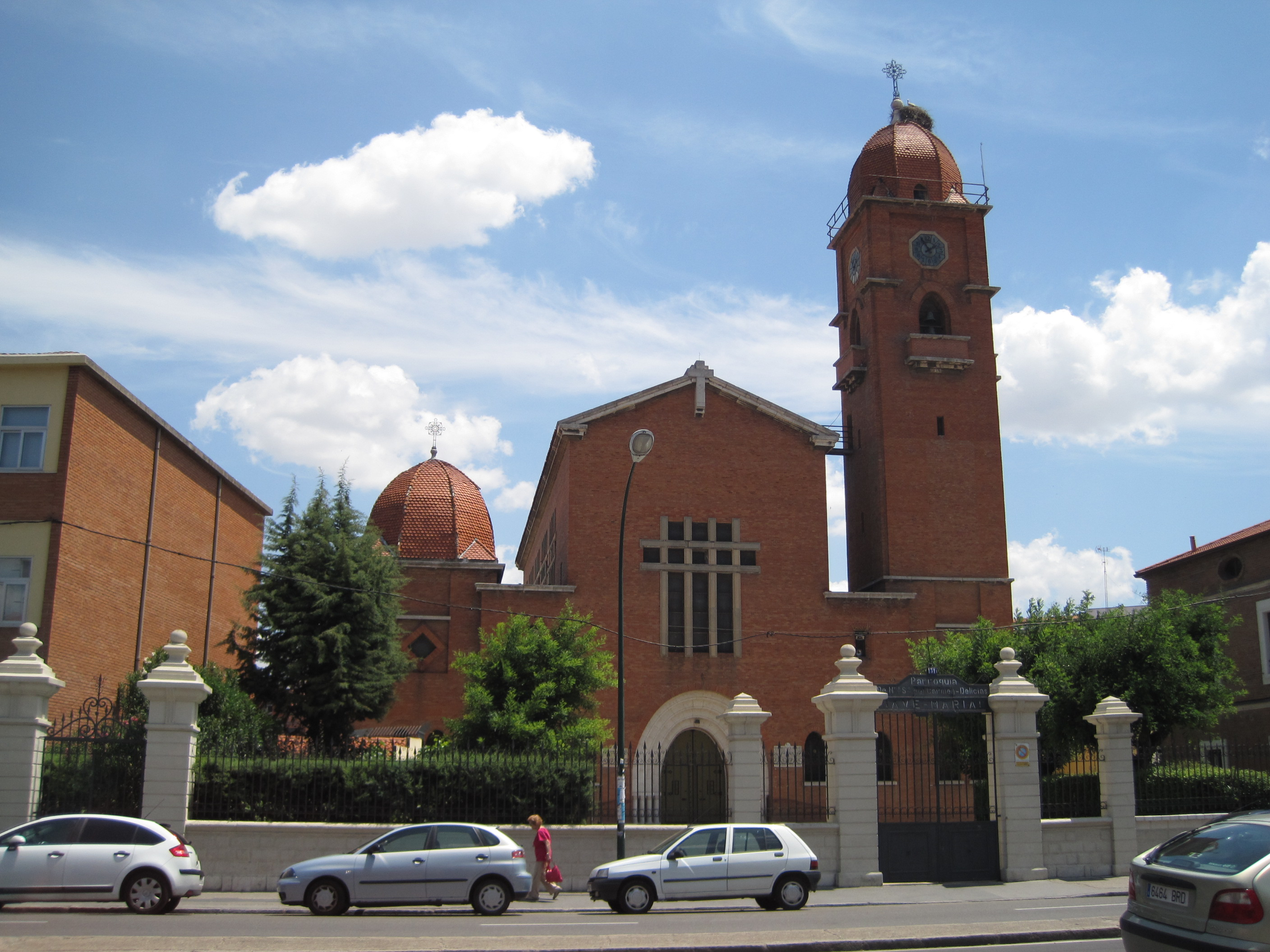
Iglesia del Carmen (1937-1949)
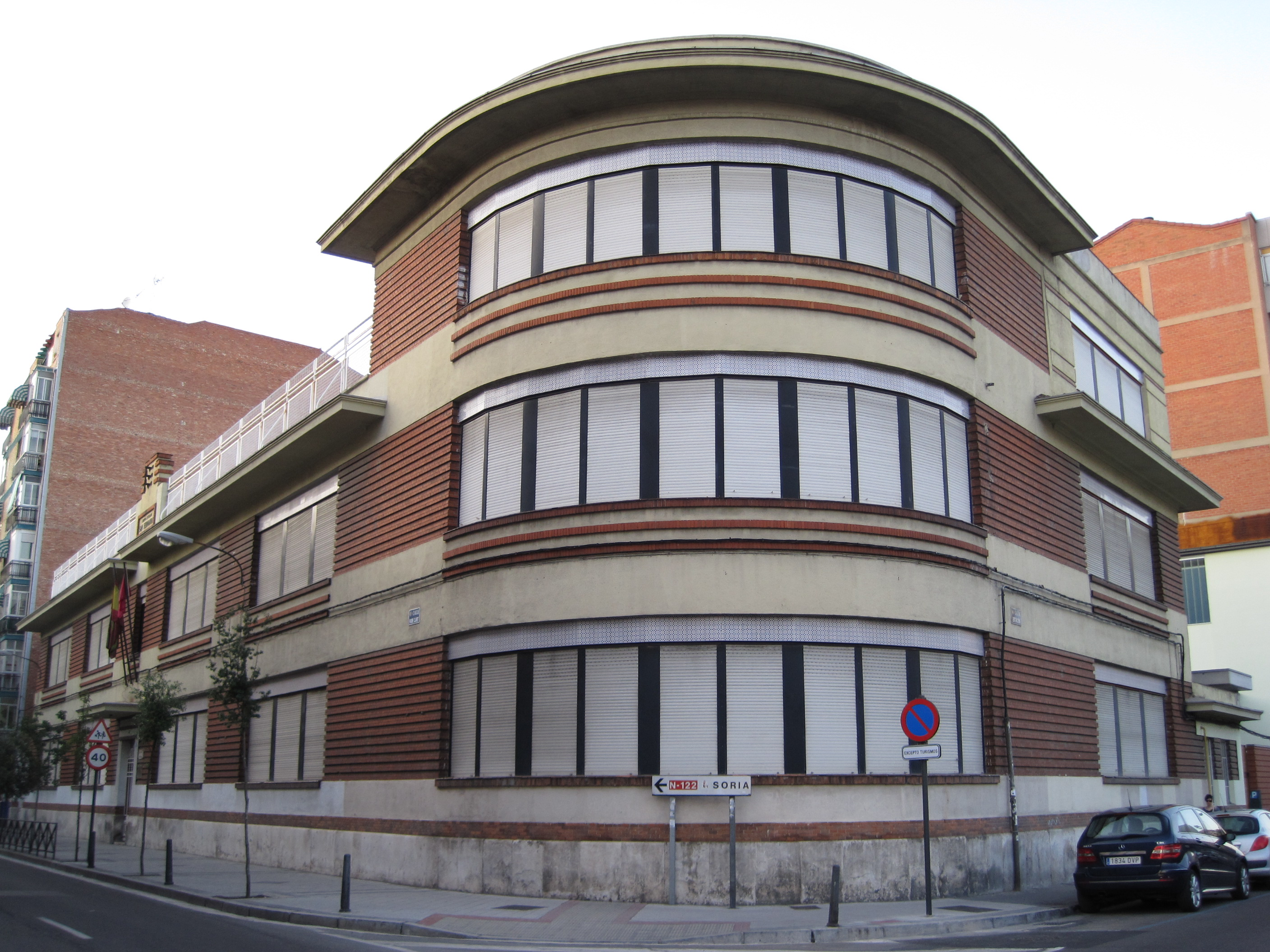
Colegio San Fernando (1948)

El Plan César Cort (1938) y sus consecuencias
En 1938 el urbanista alicantino César Cort realizó un planeamiento urbanístico proyectado y parcialmente ejecutado que consistía en el derribo de edificios antiguos, conventos y claustros, incluyendo decenas de palacios renacentistas, y que fueron demolidos para construir bloques de pisos de gran altura que rompen la armonía arquitectónica de la ciudad y hacer las calles más transitables para el tráfico rodado. La remodelación del casco histórico consistía en la apertura de grandes arterias que deberían enlazar con las carreteras y los puentes que asegurarían la conexión con la otra orilla del río y también la realización de una avenida de las fábricas, que facilitase la movilidad de la población trabajadora vallisoletana.
El plan señalaba la imposibilidad:

«de cualquier mejora que no parta del principio de la destrucción total de lo existente»

Esta drástica medida, se intentó contrarrestar mediante un proyecto de conclusión de la catedral herreriana que finalmente quedó en nada, salvo la fachada del este del crucero (1962-1964).
Uno de los ejemplos más polémicos del plan fue el intento de apertura de una calle que llegase de la plaza del Ochavo por la calle de la Platería hasta la plaza de San Pablo, lo que habría supuesto el derribo de edificios históricos como la iglesia de la Vera Cruz (1581-1595), aunque diferentes disputas entre el Ayuntamiento, el arzobispado y la Cofradía Penitencial de la Santa Vera Cruz dieron al traste con el proyecto de una "Gran Vía" vallisoletana. Las secuelas de los principios de este plan duraron hasta 1978, cuando Valladolid fue declarada como conjunto histórico-artístico.

#### Movimiento Moderno (1950-1975)

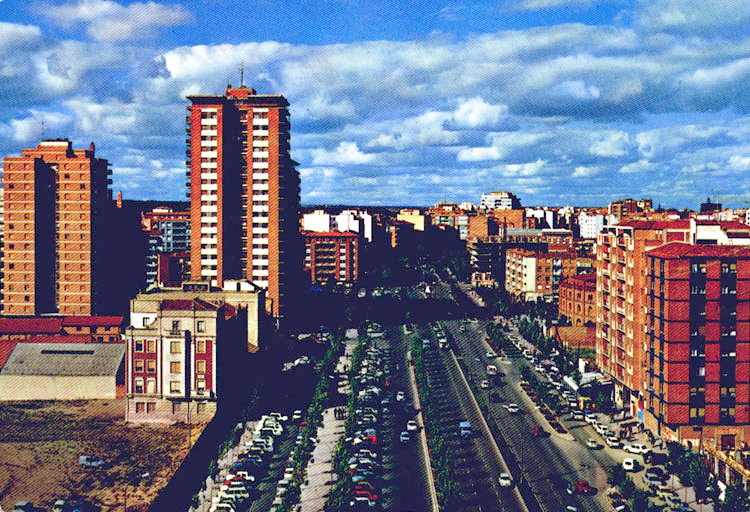
El Paseo de Zorrilla en los años 70

La corriente arquitectónica del siglo XX conocida como Movimiento Moderno ha dejado en la ciudad notables edificios representativos. La Fundación DOCOMOMO Ibérico, dedicada como la internacional DOCOMOMO International   al estudio del patrimonio moderno, señala en Valladolid 51 edificios de interés en su catálogo desde 1931 a 1975, entre los que destacan edificios de los arquitectos Miguel Fisac (Colegio de Nuestra Sra. del Rosario en las Arcas Reales), Antonio Vallejo Acevedo, Julio González Martín, José Antonio Corrales, Francisco Coello de Portugal, Antonio Fernández Alba y otros. 
Es en esta época cuando se produce en la ciudad el mayor crecimiento demográfico de su historia. La ciudad pasa de tener 119 499 habitantes en 1950 a tener 320 281 habitantes en 1981. Este incremento se produjo por la masiva emigración del campo a la ciudad y provocó una gran pérdida de patrimonio histórico y la construcción de barrios obreros como La Rondilla, el Barrio del Hospital, el Barrio de Girón, Los Pajarillos o Las Delicias entre otros. La ciudad empieza a crecer hacia todas las direcciones, especialmente hacia el sur (paseo de Zorrilla) y el este. Se encuentran numerosos edificios de este estilo en la plaza de España como el Edificio del Banco de España (1954) o la iglesia de Nuestra Señora Reina de la Paz (1963), de estilo indudablemente moderno.

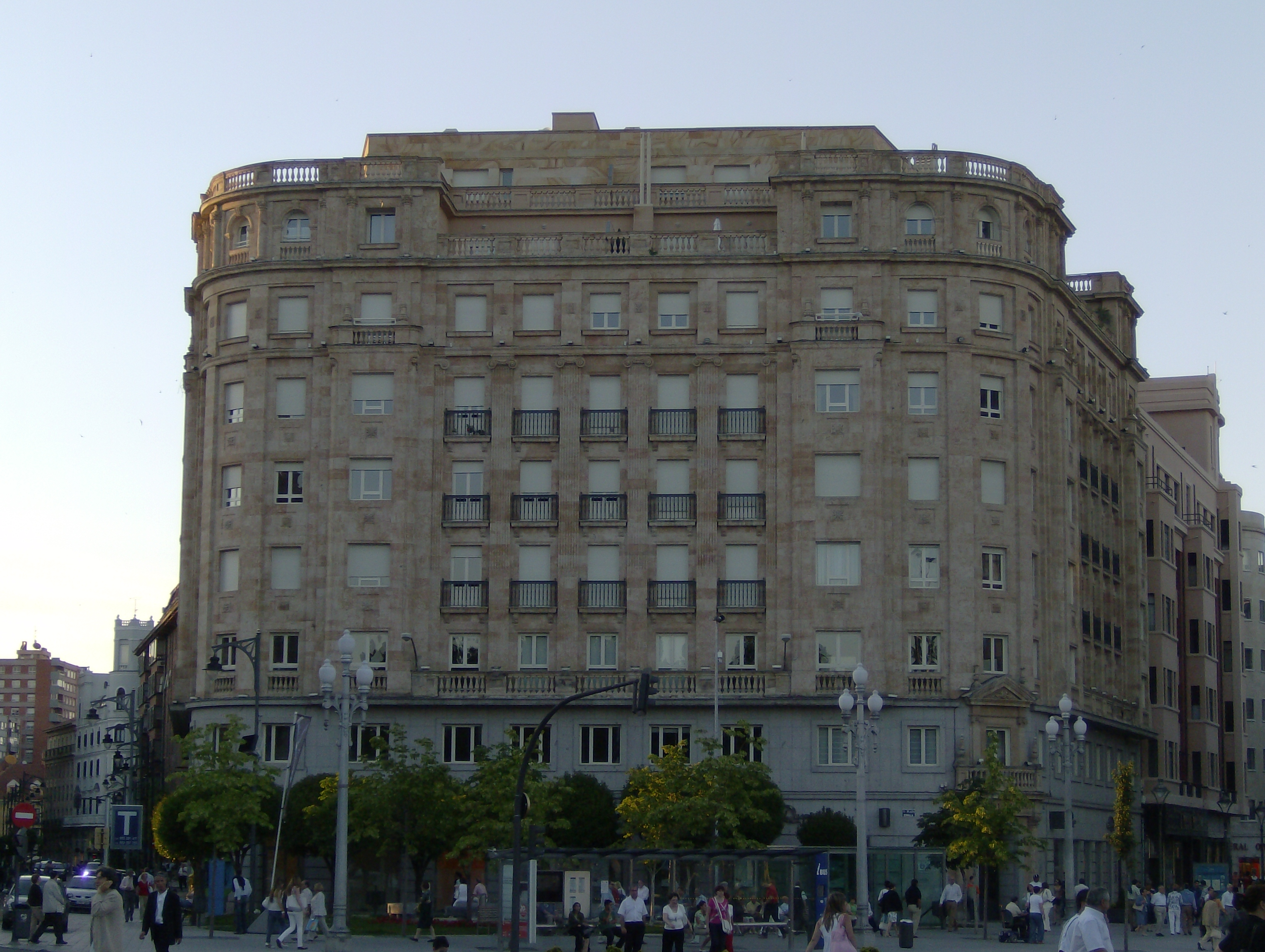
Edificio Caja Duero (1952)
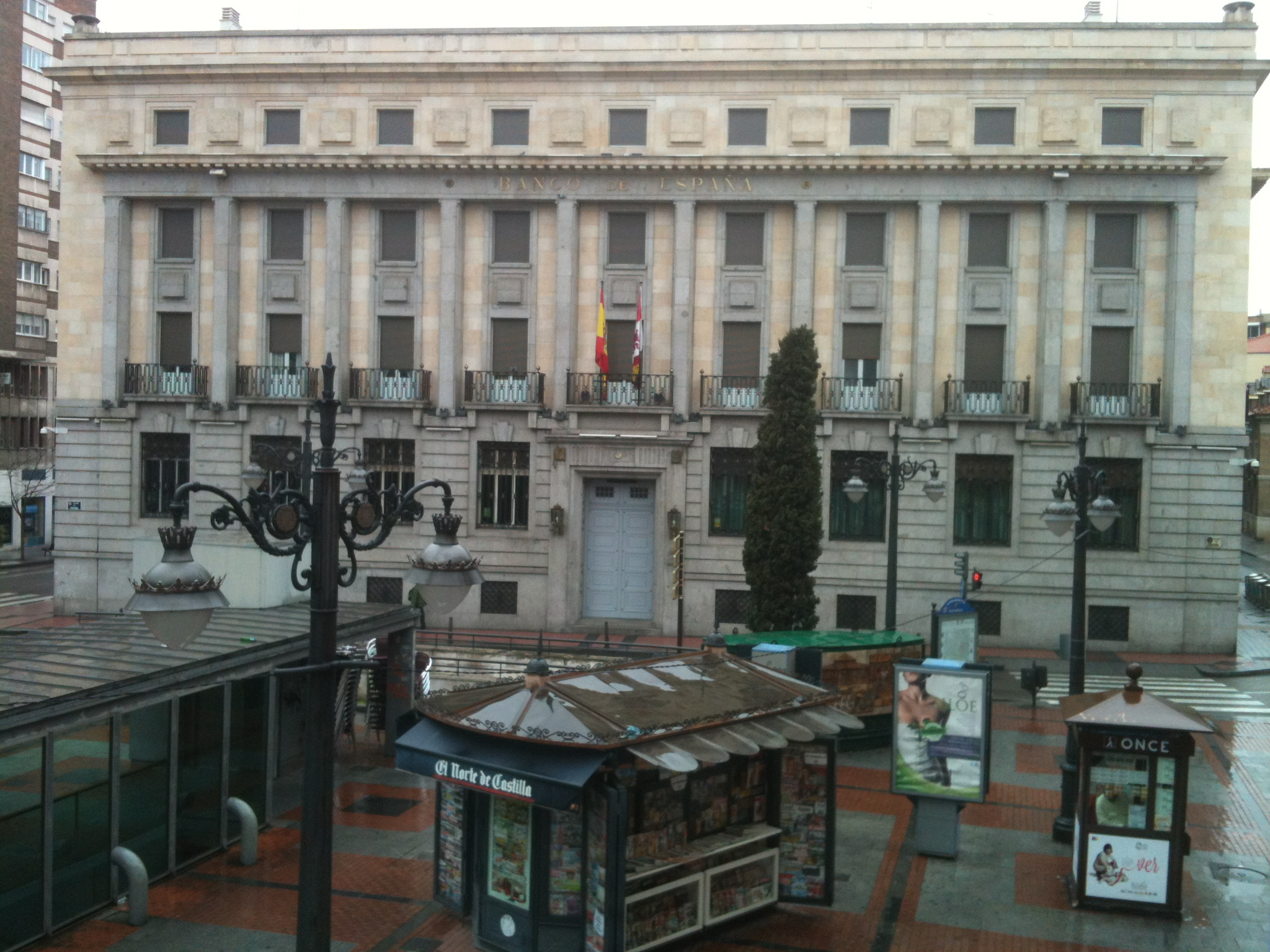
Edificio Banco de España (1954)
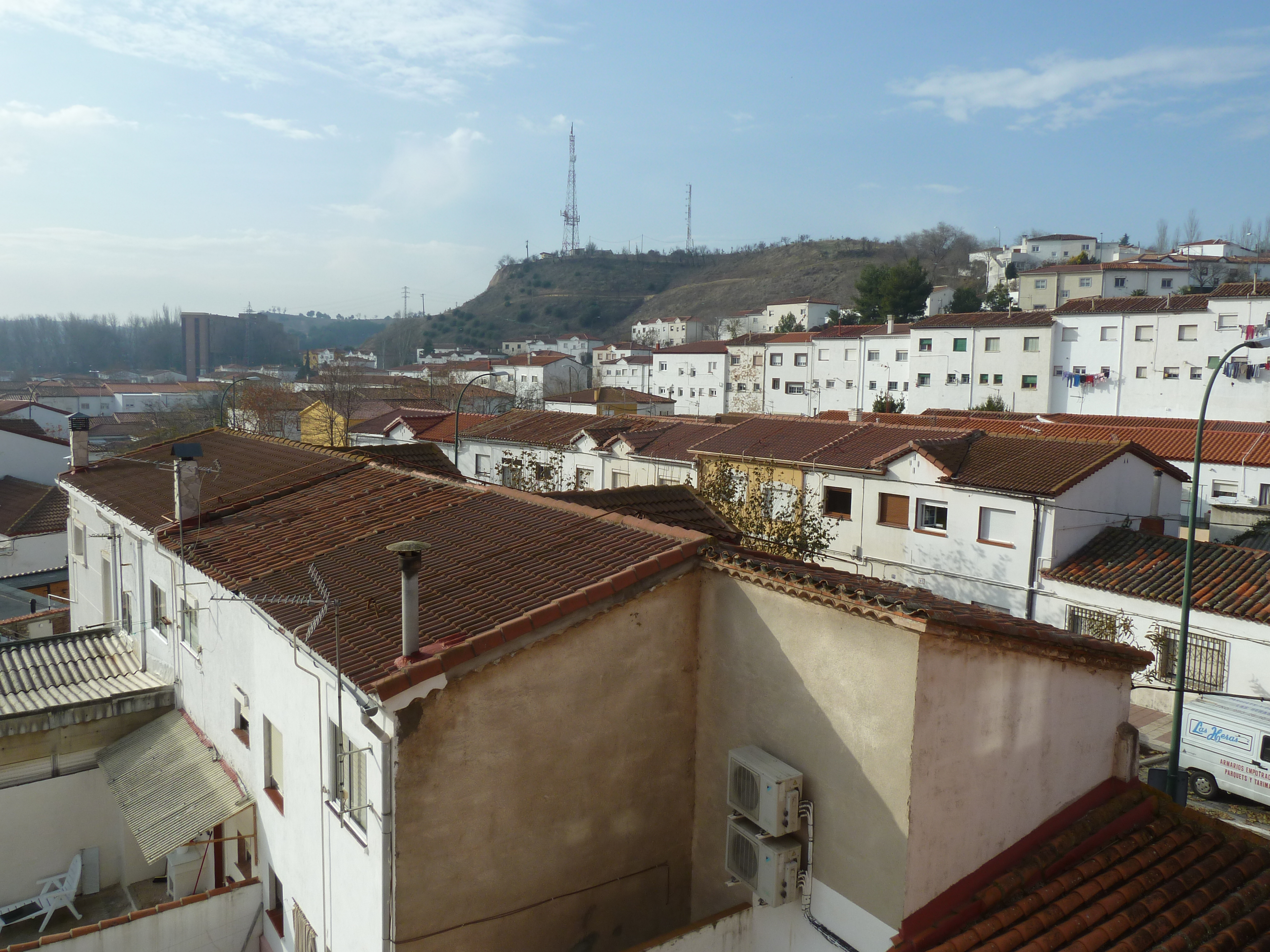
Casas del Barrio de Girón (1955)
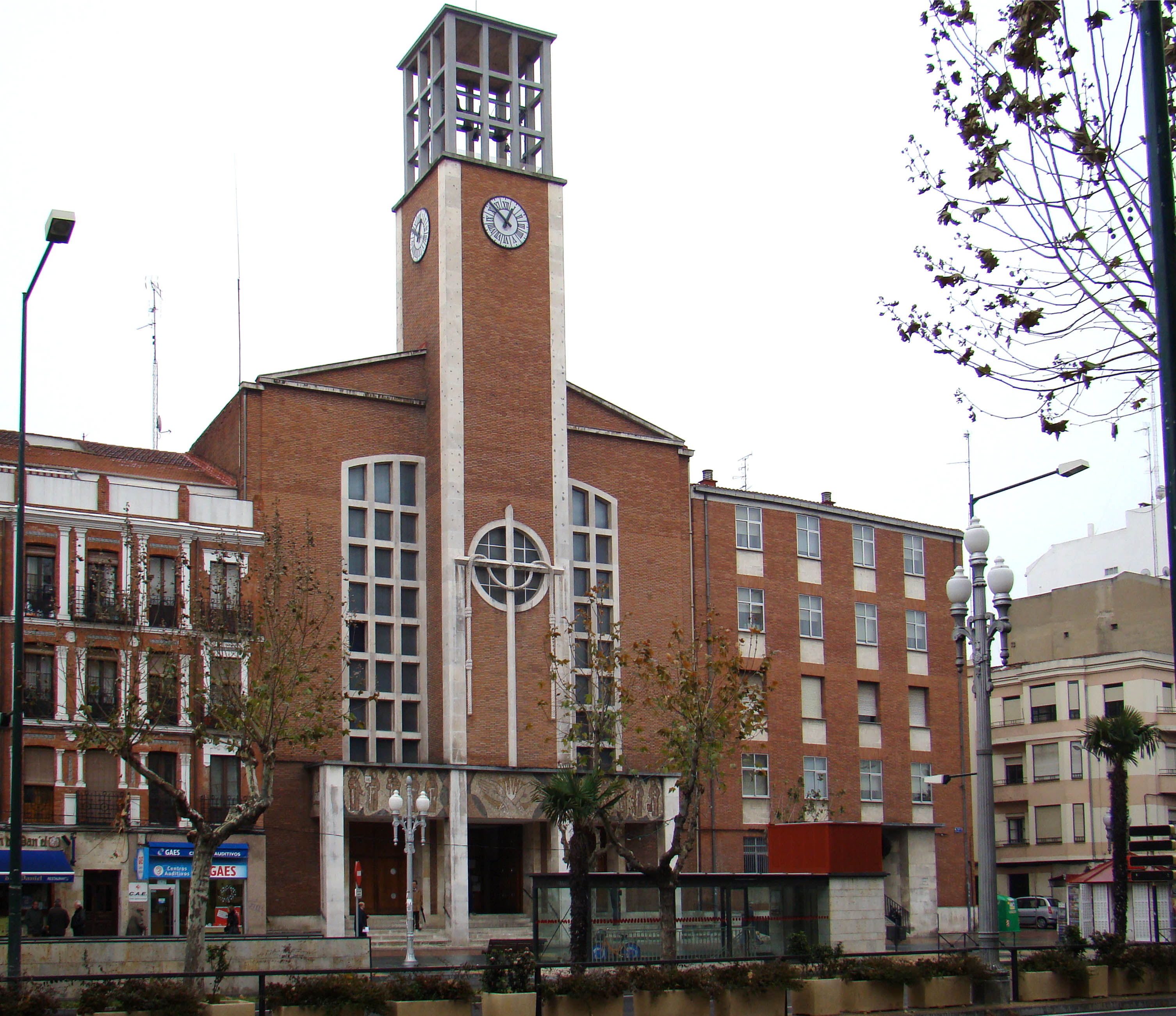
Iglesia de la Inmaculada Concepción (1951-1956)
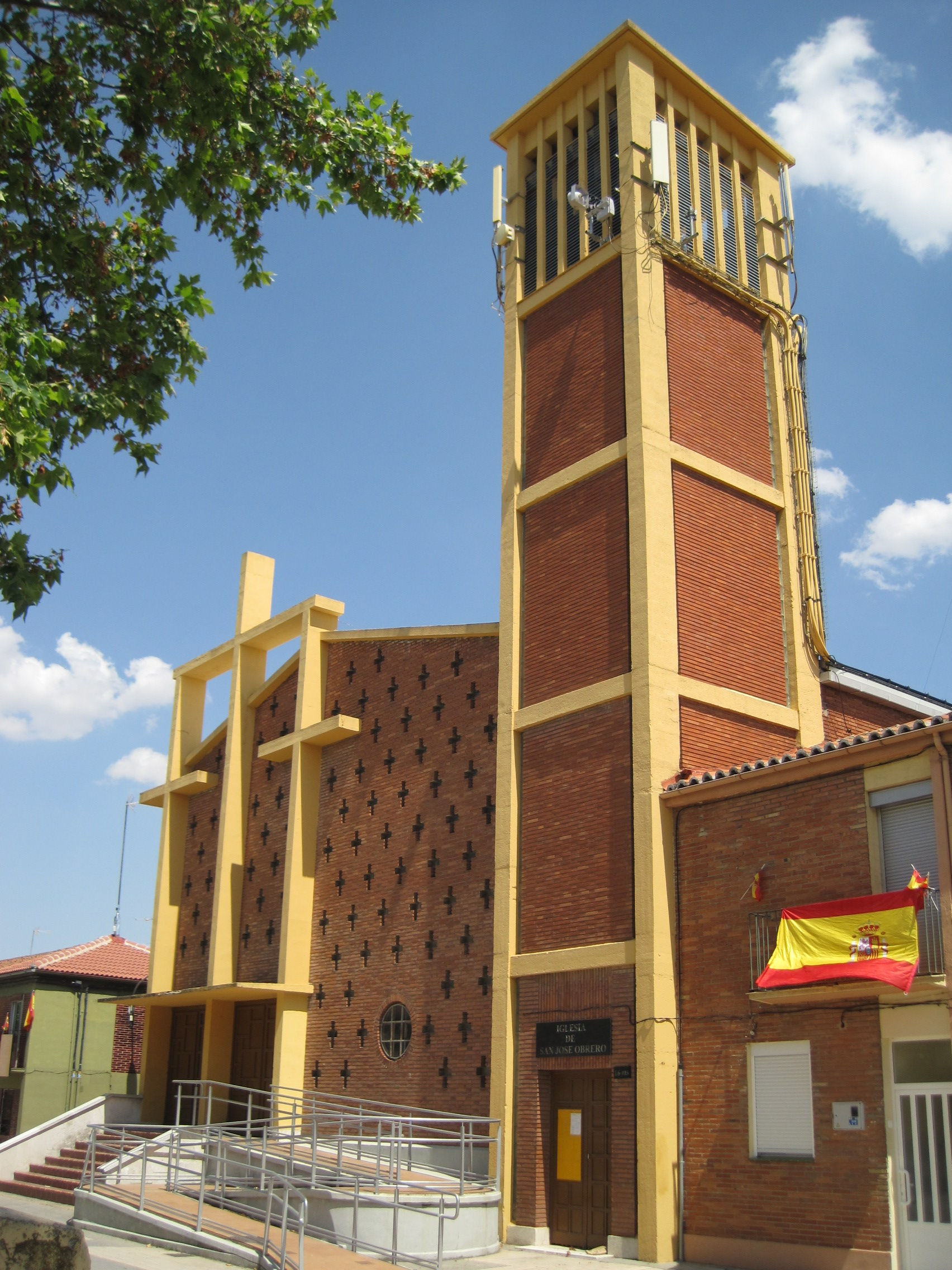
Iglesia de San José Obrero (1951-1956)
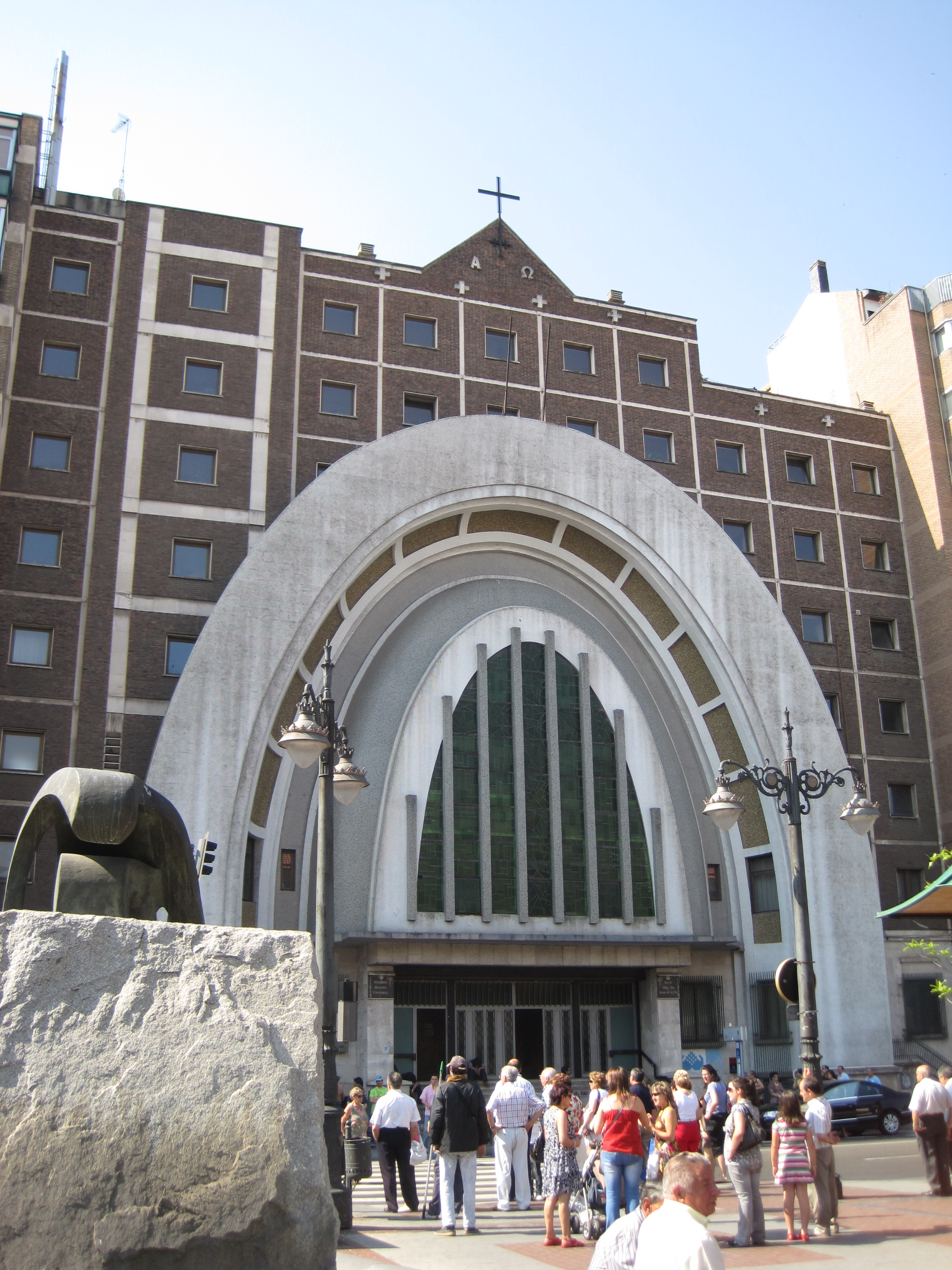
Iglesia de la Paz (1963)
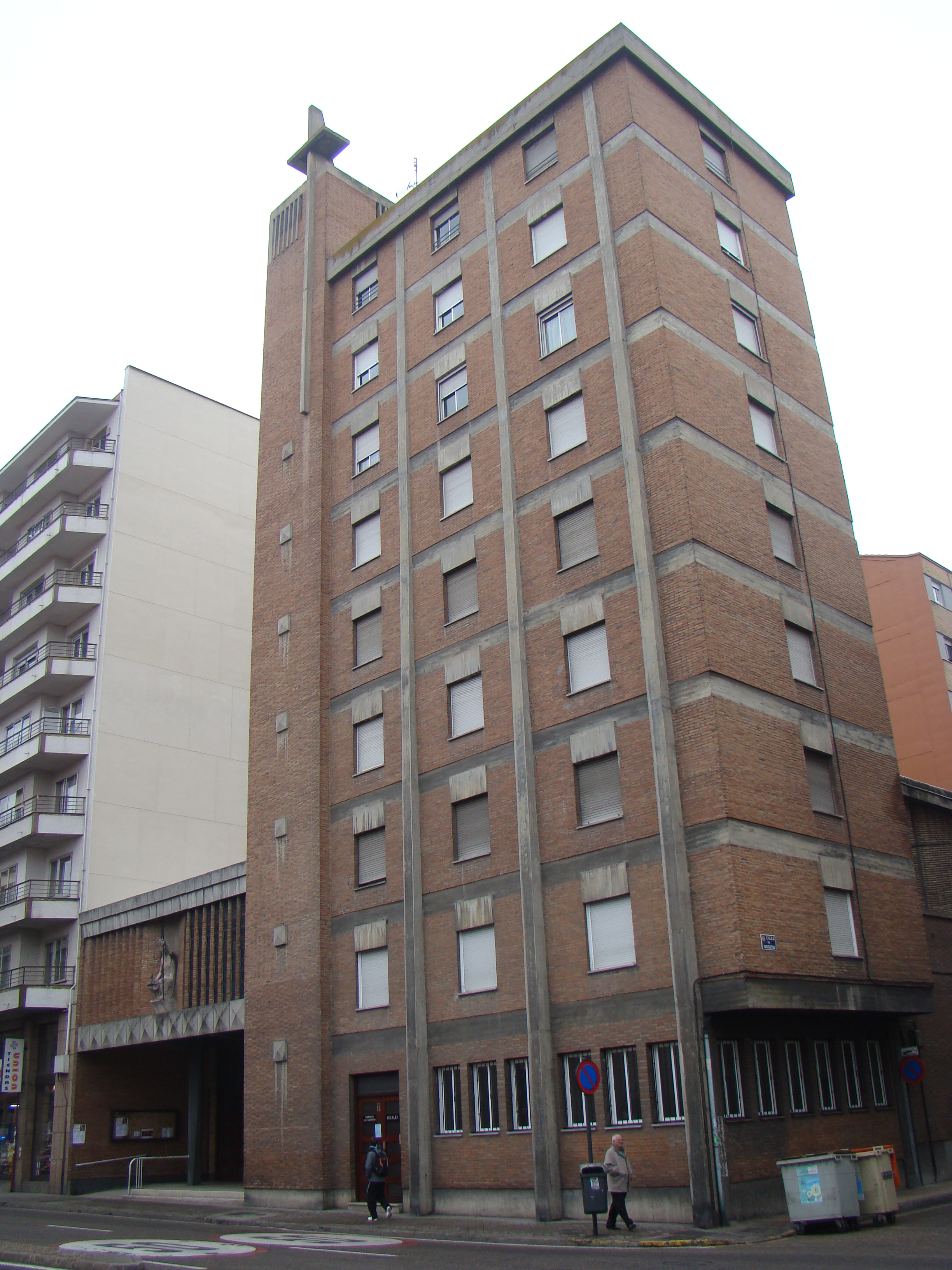
Iglesia de San Ildefonso (1965-1967)

#### Transición y democracia (1976-1999)
La ciudad continua su extensión por la orilla este del río Pisuerga y hacia el sur (como los barrios de Covaresa y Parque Alameda). En el primer caso se construye el barrio de Parquesol, incluido el nuevo estadio José Zorrilla para la Copa Mundial de Fútbol de 1982. También se construyeron en ese barrio dos iglesias modernas; la de Cristo Redentor (1991) y la de Nuestra Señora de Prado (1993). El siglo terminaba con la finalización de la construcción del Edificio Duque de Lerma (1970-1999), el más alto de la ciudad con 87 metros y que al poco de ser empezado a construir en la década de los 70 fue abandonado inconcluso y en ese estado estuvo hasta 1997 cuando se empieza a rehabilitar.

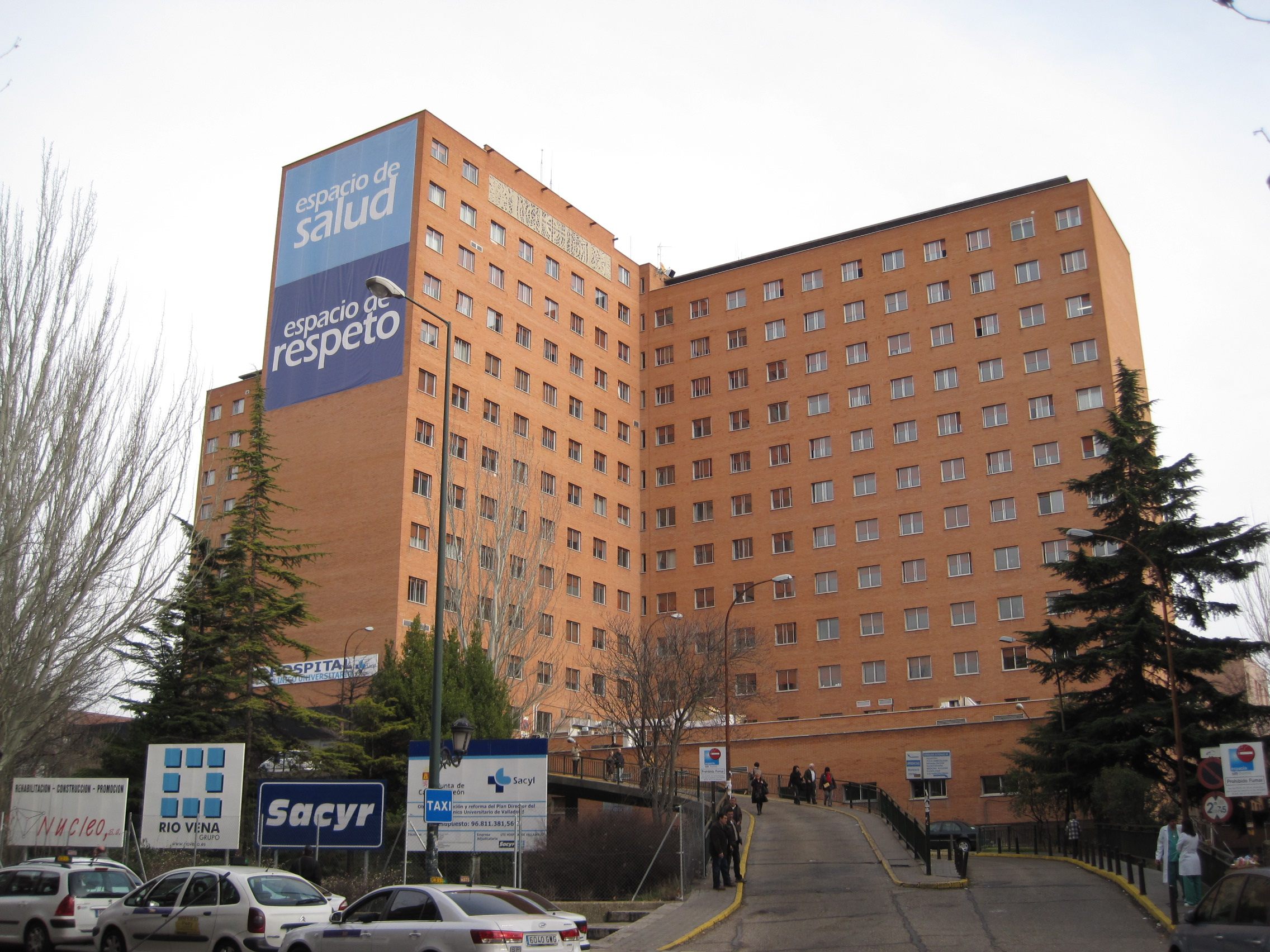
Hospital Clínico (1971-1978)
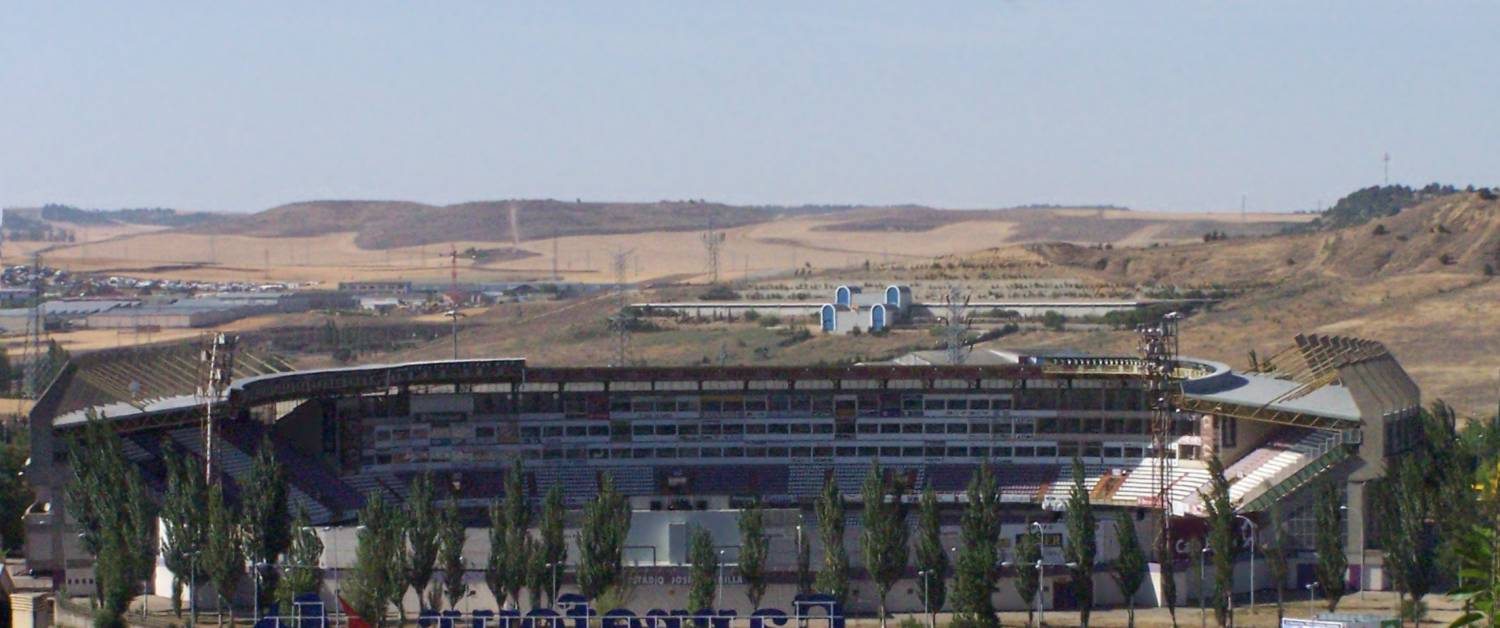
Estadio José Zorrilla (1982)
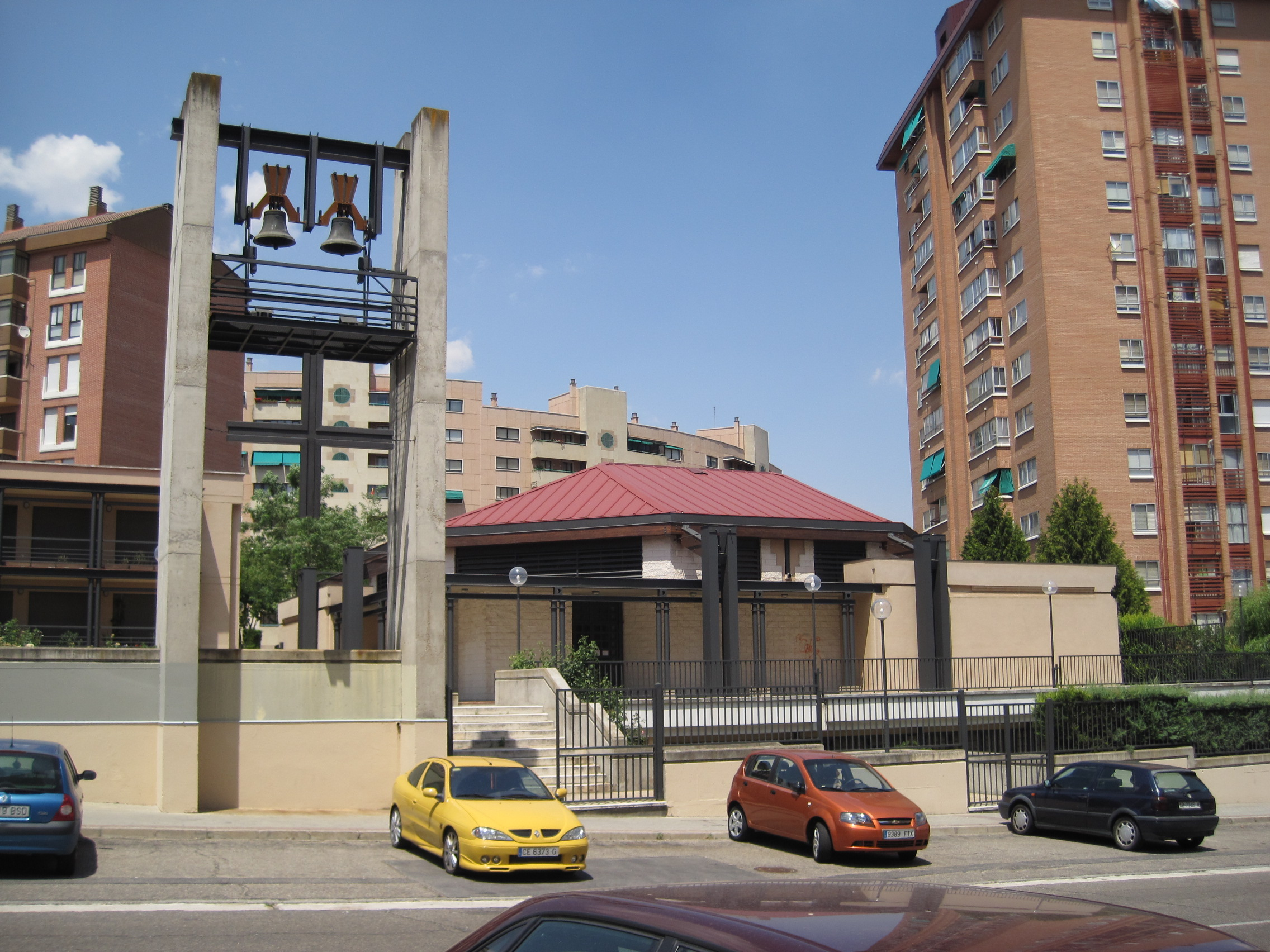
Iglesia de Cristo Redentor (1991)
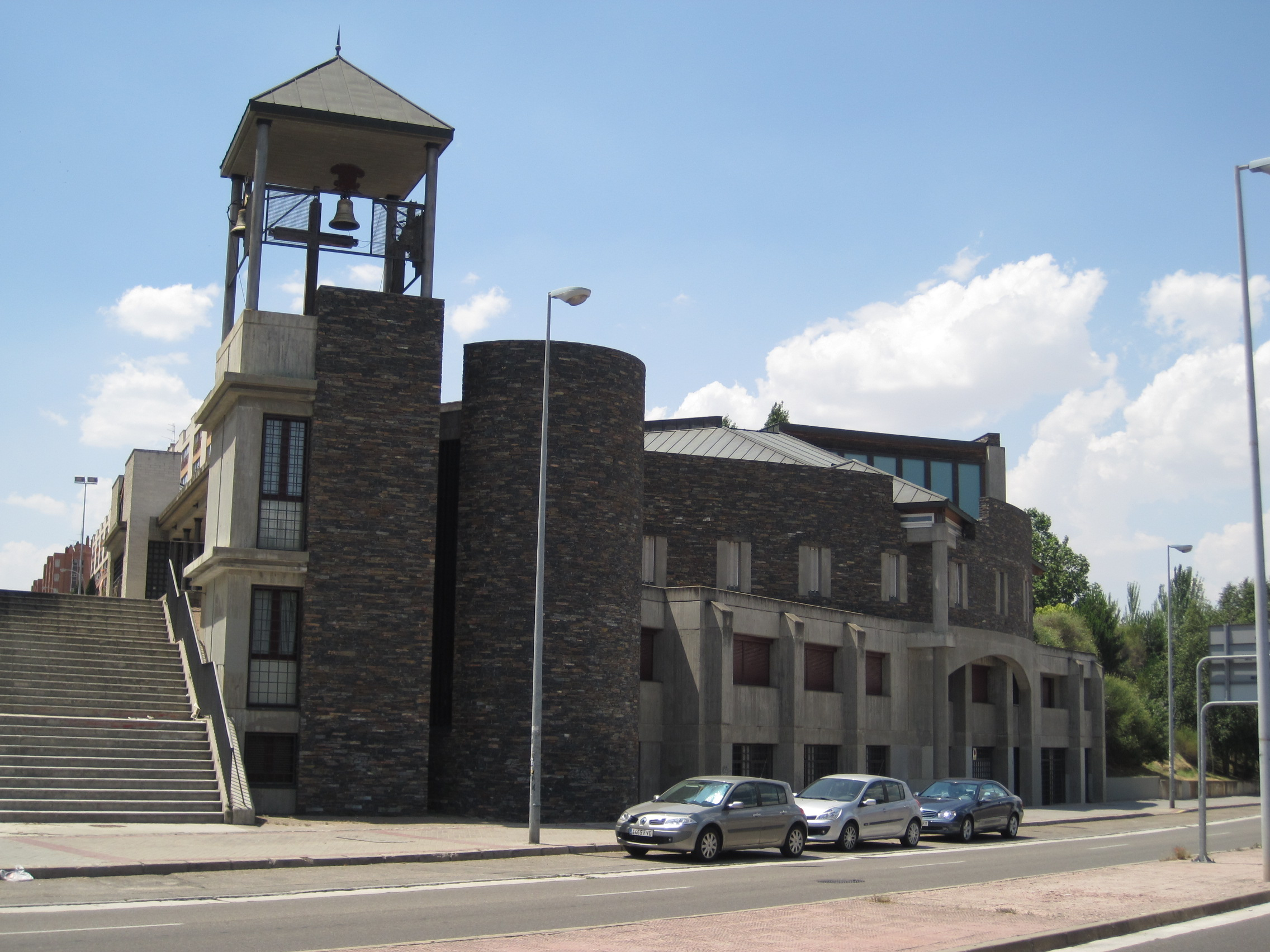
Iglesia de Nuestra Señora de Prado (1993)
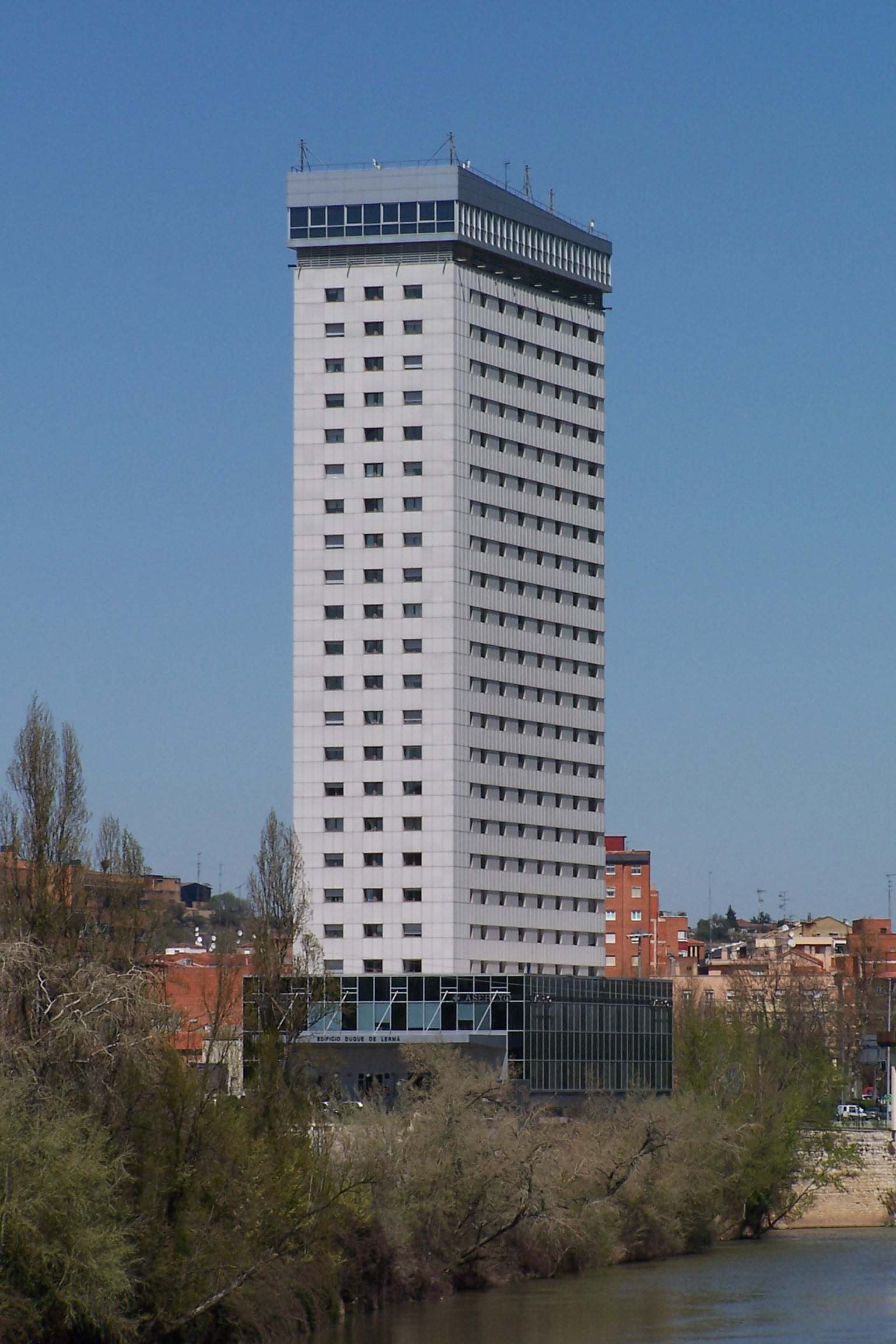
Edificio Duque de Lerma (1970-1999)

#### SigloXXI(2000-presente)
La primera década del siglo XXI la ciudad experimenta un crecimiento económico y urbanístico, en el que se levantan edificios claramente inspirados por las corrientes arquitectónicas contemporáneas, como el Museo de la Ciencia de Valladolid (2003), la nueva sede de las Cortes de Castilla y León (2007), el Centro Cultural Miguel Delibes (2007), el nuevo Hospital Río Hortega (2000-2007) o la Cúpula del Milenio (2011). El gran proyecto de la década fue el soterramiento ferroviario, que acabaría con la "cicatriz" que atraviesa de sur a norte la ciudad y comunicaría mejor barrios como la Pilarica o Delicias con el resto de la localidad. Aunque se hacen proyectos de reurbanización con arquitectos como Richard Rogers finalmente el proyecto es desechado en el año 2015 por ser económicamente inviable, y en el 2017 finalmente se apuesta por mejorar la integración del ferrocarril mediante la adecuación y construcción de nuevos túneles bajo las vías.

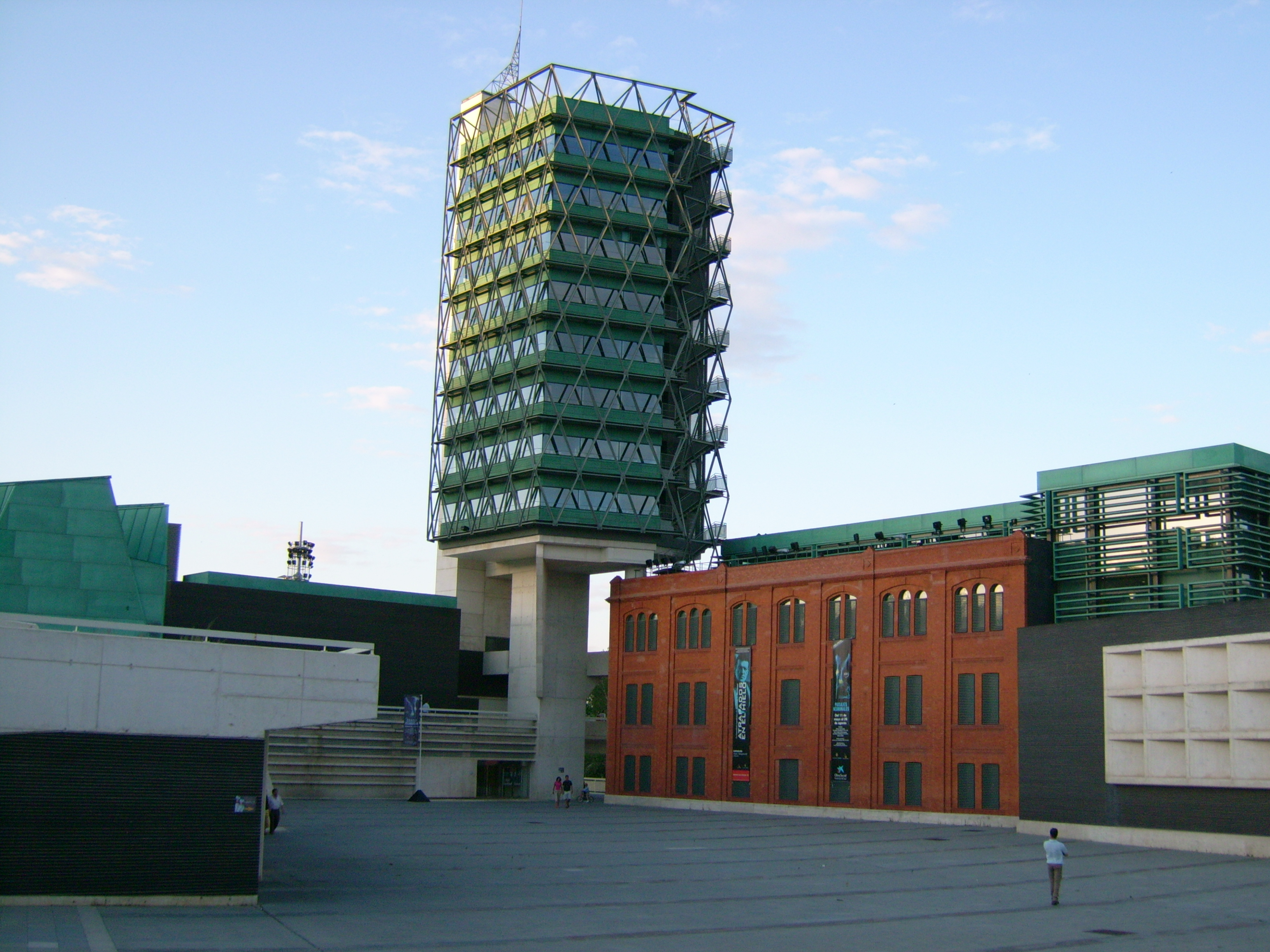
Museo de la Ciencia de Valladolid (2003)
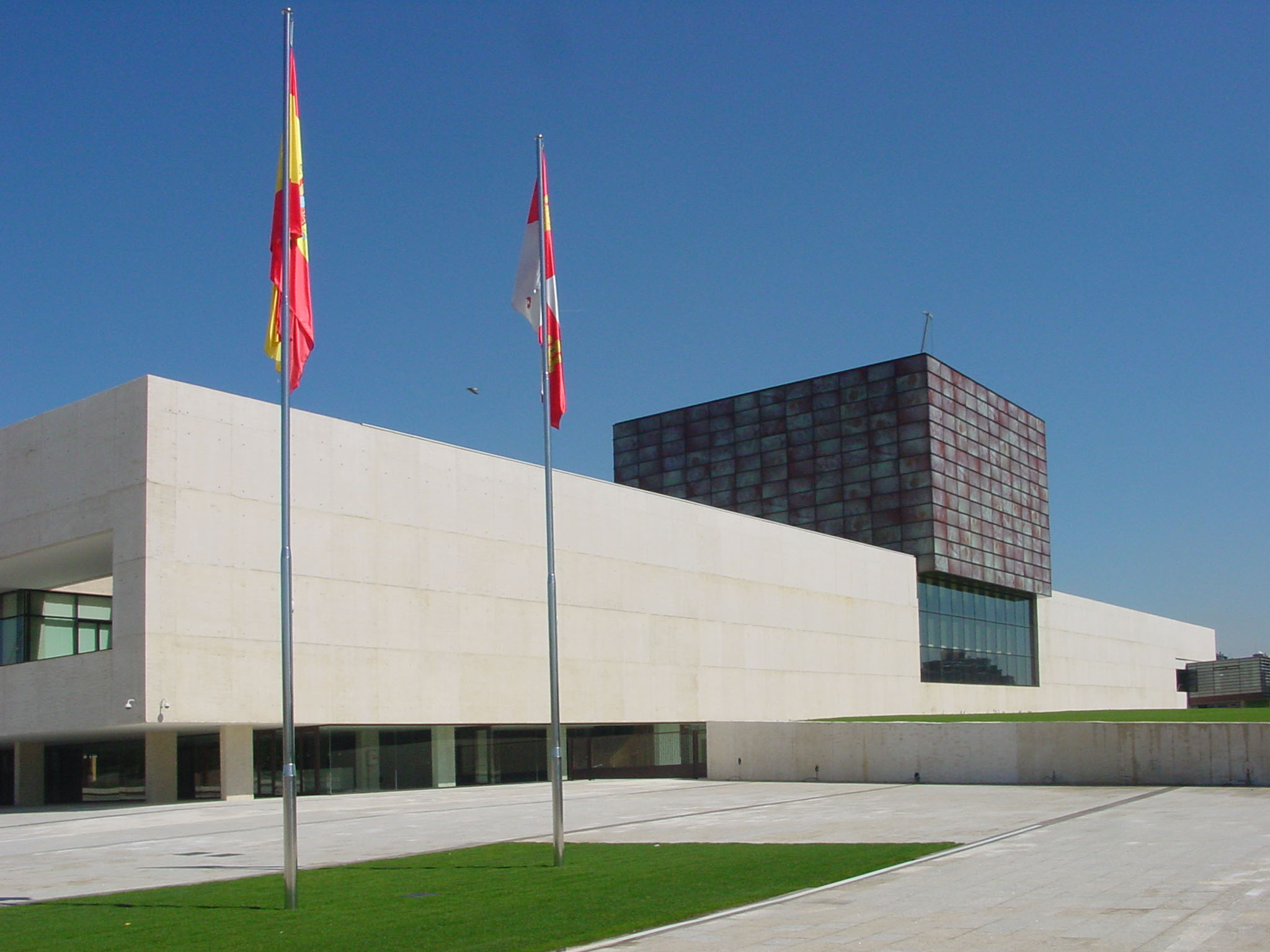
Nueva sede de las Cortes de Castilla y León (2007)
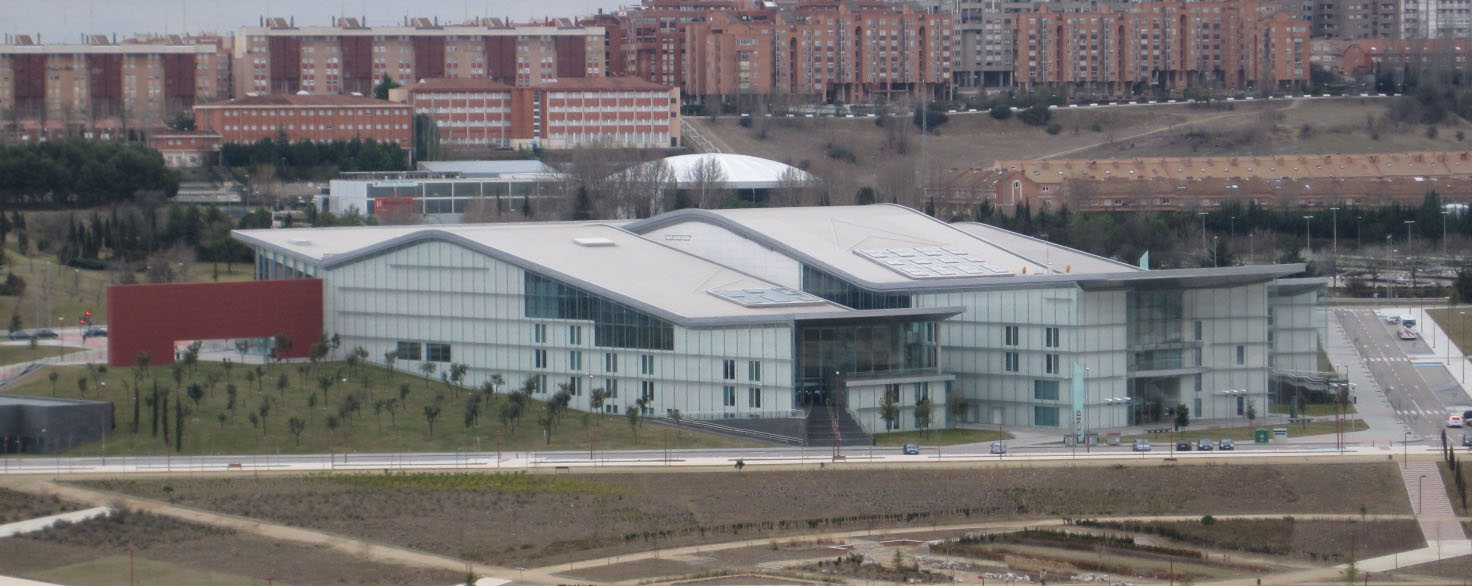
Centro Cultural Miguel Delibes (2007)
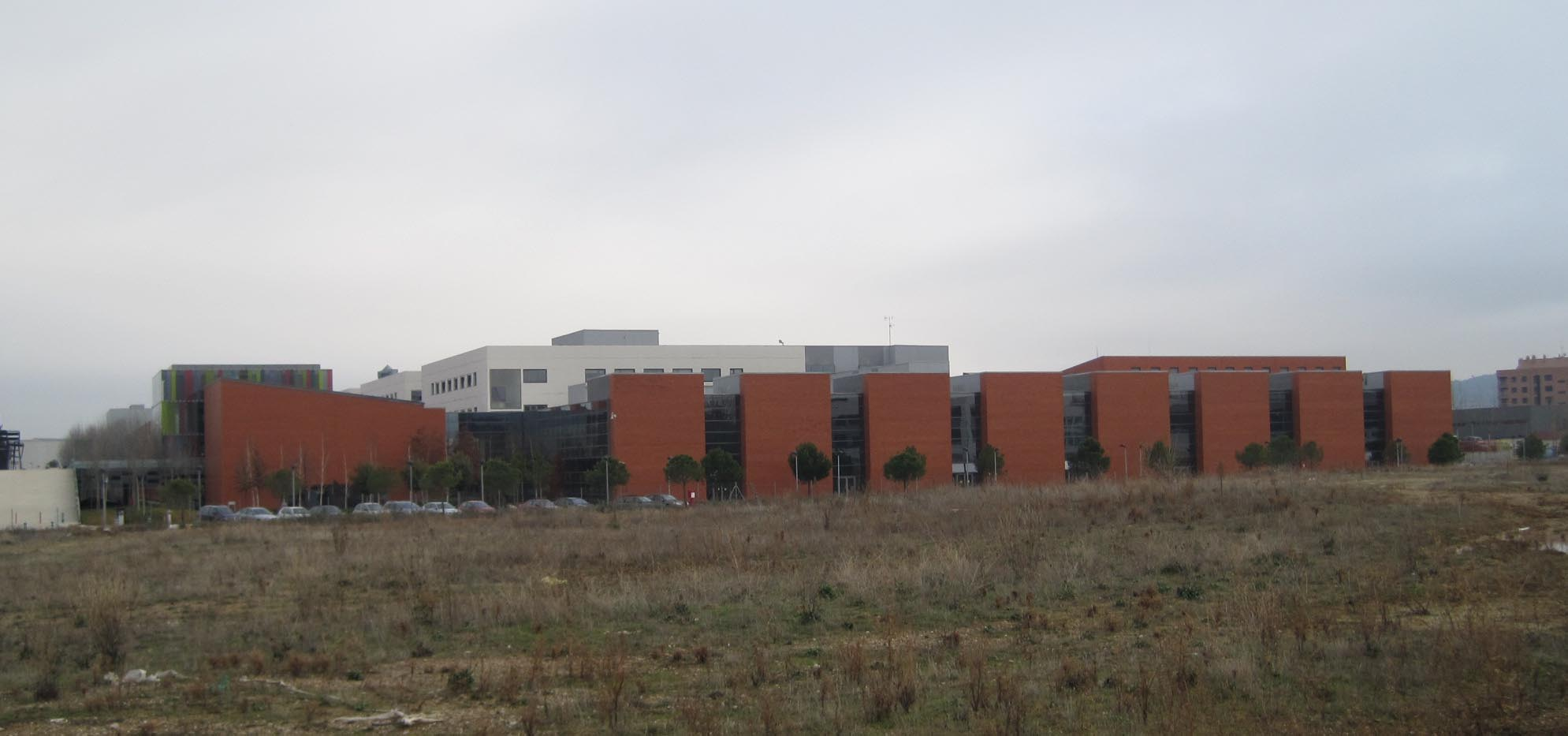
Hospital Río Hortega (2000-2007)
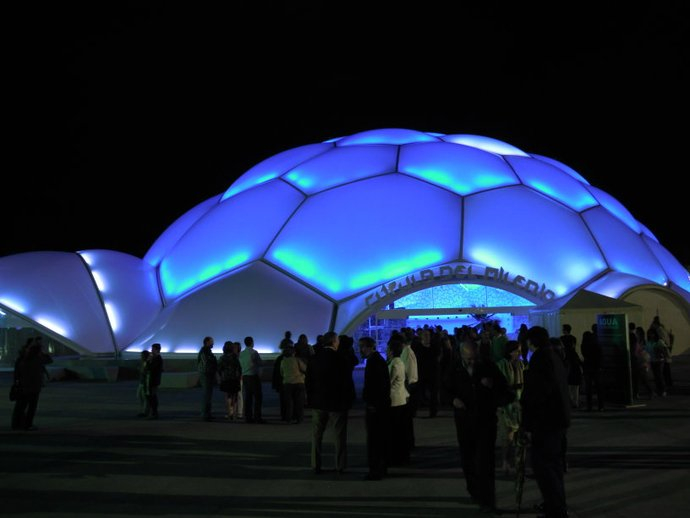
Cúpula del Milenio (2011)